# 聖鬥士星矢 THE LOST CANVAS 冥王神話角色列表
本文列出在《聖鬥士星矢 THE LOST CANVAS 冥王神話》中登場的角色。

## 希臘聖域
由智慧與戰爭女神 雅典娜及聖鬥士、聖域的總部，其距離在希臘城市雅典不遠，但是與俗世隔絕，並設有數十重的結界藏匿，不受到敵人的干涉和侵略，由於眾星與羣雲（“諸神的意志”）都會被規劃和分割，加上地形過於險惡也有高聳的山脈在圍繞著，因此一般人都無法接近與找到此地，就連地圖和解析度高達公尺為單位的偵察衞星和全球定位系統都無法找到。
聖域不只有訓練場地和住所，裡面有圖書館、浴場、星之鐘樓（如果有人闖入聖域，星樓的聖火就會點燃起來）以及星之丘（位於聖域最頂點，只有教皇可以來這裡）等重要地區，聖域的最有教皇的住處和寶座廳、雅典娜的宅邸、神殿和她的雅典娜聖衣（指的是雅典娜神像 ）的位置，聖域從神話時代中受到雅典娜的保護，因此不能使用瞬間移動的方式走到任何地方，而且裡面有十二宮房（黃金聖鬥士的守護之地和住處）都有所隸屬十二星座的黃金聖鬥士在守護，除非由雅典娜親自解除結界，否則只能以徒步的方式行走。

## 雅典娜軍（Athena）
司掌『智慧』和『戰爭』女神 雅典娜 紗夏 Sasha
- 聲優：平野綾／港：張頌欣／台：龍顯蕙
- 年齡：14 歲。身高：159 cm。體重：47 kg。血型：A 型。生日：3月8日。出生地：意大利。
- 武器：勝利女神權杖、雅典娜之盾

這個時代的智慧與戰爭女神 雅典娜的轉世。天馬座 天馬的青梅竹馬亦是冥王 黑帝斯 亞倫的妹妹。
每個歷代雅典娜都是相隔二百幾十年，借以人類的姿態作為神降生於雅典娜神像旁，為了守護地上的和平奮戰。不過是唯一沒有擁有神血、透過以人類身分轉世而降生的女神。是個有著美麗的容貌、懷著善良與溫柔的心，也能夠感受到對方的內心的少女。
幼年時和哥哥亞倫及青梅竹馬的天馬在孤兒院一起生活，為了不讓自己與哥哥亞倫和摯友天馬的羈絆被毀壞並製作三個花環，再將自製的花還戴在右手上時並將其餘兩個花環送給亞倫和天馬。在聖戰開始的五年前被找尋冥王 黑帝斯的親信雙子神死神 塔納托斯與睡神 希普諾斯的行蹤的射手座 希緒弗斯尋獲而被帶往聖域，離開之前跟亞倫與天馬立下即使相隔遙遠一定要再次重逢的誓言。
在黃金外傳卡路狄亞篇中，剛開始來到聖域時感到迷惘與不安時遇見天蠍座 卡路狄亞，在跟著卡路狄亞到墨西哥去旅行的期間認識酒館老闆卡爾貝拉（羽蛇神的祭司），在受到卡爾貝拉的鼓舞時被捲入卡路狄亞與獸鬥士的首領太陽神官 美洲虎神 維斯塔接觸與對峙的事件，還一度被維斯塔的使者剝皮者 約納爾迪巴茲特利 納瓦洛皮里擄走成為“活祭印”的祭品，最後在維斯塔被卡路狄亞給刺傷要自爆時覺醒並以神力保護卡路狄亞與卡爾貝拉，後來回到聖域後自此負起身為雅典娜所肩負的使命，還一度協助處女座 阿釋密達解開他對人類生存的意義而迷失方向的疑惑。
後來與來到聖域、成為天馬座青銅聖鬥士的天馬重逢並向他說出自己的真實身分。在聖戰開始的期間引渡遭到冥王軍的殲滅、任由被冥王所操縱中被白羊座 希歐與天秤座 童虎給秒殺的三位白銀聖鬥士，面對哥哥亞倫覺醒為冥王、天馬遭到遇害並且處於生死未卜的消息，卻依然保持著堅強的心態來面對殘酷的事實，也在聖域週邊施展結界不讓覺醒為冥王的亞倫復活戰亡的冥鬥士。直至哥哥亞倫現身於聖域、希緒弗斯為了保護自己被亞倫給打傷陷入昏迷時不得不與復甦過來並趕來支援的天馬跟他交戰，同時向潘朵拉表示出自己希望亞倫能夠以人類的身分活下去的實情。在哥哥亞倫展示即將毀滅世界的畫作「LOST CANVAS」離開聖域後，得知天馬險遭潘朵拉所派遣的冥鬥士刺客給暗殺的事件經歷，一度考慮是否聽從教皇 賽奇的勸說將天馬保護起來，但在嘉米爾族長老祭壇座 白禮與其弟子亞特拉前來造訪聖域看破自己內心是真心希望讓天馬能以感化與救贖亞倫的心的想法後，在白禮的指點下獨自動身在聖域外圍替前往黑帝斯城的天馬、耶人與天鶴座 讓葉送行。在和夢之四神的對抗中藉著天馬與山羊座 艾爾熙德的保護前往夢界，並且開導一直處於愧疚感、仍然沉眠不醒的希緒弗斯使其甦醒。在希緒弗斯甦醒不久後，和他共同支援艾爾熙德切斷夢之四神的靈魂。OVA中在黑帝斯城之戰中，面對白禮的犧牲與天馬、希歐、讓葉、耶人與童虎跟「徹底覺醒」為冥王、穿上「冥王黑帝斯冥衣」的亞倫交戰中廚餘壓倒性的窘境時，以自身的靈魂幻影協助天馬临时召喚出「天馬座神聖衣」跟亞倫戰鬥，卻在亞倫的力量壓制下讓自己陷入危險中而被迫從天馬的保護中離開，後來在亞倫前往「LOST CANVAS」不久迎接並且安慰靠著童虎的捨命與犧牲之下重返聖域的天馬、希歐、讓葉與耶人。
之後為了追擊在轉移據點在「LOST CANVAS」的冥王軍決定向海皇 波塞頓請求協助，因此命令卡路狄亞與水瓶座 迪捷路前赴海皇長眠的布魯格勒德拿取凝聚「海皇之實力遺產」的「奧利哈剛 Orichalcum」，之後收下神鋼更得知卡路狄亞與迪捷路的犧牲時寬恕與諒解海龍 尤尼提的行為。然後與希緒弗斯迎接從卡農島修練回來的天馬，在嘉米爾展開攻防戰和冥王親臨戰場的時候以女神的身份和天馬面對亞倫和潘朵拉的猛攻。 等到「希望之船」啟動之後便率領所有聖鬥士乘船前往星之魔宮，自己的神力卻被亞倫和天間星 阿格龍 卡隆給封印住，和天馬、希歐與獅子座 雷古魯斯前往星之魔宮，在到達「水星宮」時甦醒和天馬被天魁星 梅菲斯特 杳馬給戲弄一番， 隨後在希歐的掩護下和天馬與雷古魯斯順利通過「金星宮」， 抵達「地球宮」不久被天暴星 貝努鳥 輝火的攻擊，雖然感受到輝火內心的痛苦卻無法感化他的心，在被童虎所救並且接下「雅典娜聖衣」並且跟天馬與雷古魯斯在童虎的掩護下迅速離開「地球宮」，之後在「土星宮」對抗天猛星 雙足飛龍 拉達曼迪斯與潘朵拉、地獸星 貓妖 切希爾展開交戰，即使在神力被奪的情況下穿上「雅典娜聖衣」卻承受不住聖衣的力量差點陷入劣勢，但被突然闖入戰局的杳馬用計跟切希爾被轉移到「LOST CANVAS」港口的底層下處，在拉達曼迪斯捨命擊碎亞倫所畫出的畫作時恢復神力，之後用小宇宙解救被解開在「LOST CANVAS」港口的船上被石化的聖鬥士與天馬一同與亞倫決戰，但在與希歐、童虎去救天馬時遭受「LOST CANVAS」的天使給阻擋所幸被自己所救聖鬥士們出手幫助，當天馬打倒亞倫后被覺醒成黑帝斯給擊暈，為了追擊黑帝斯的靈魂並賜給童虎「眾神假死之法」後和希歐讓他們回到地面上，之後和天馬、亞倫在「冥王星宮」一起將黑帝斯的靈魂給逐出極樂淨土後再無消息。在白羊座外傳中聖戰結束十四年後與天馬出現在聖域利用「雅典娜之盾」協助已經成為教皇的希歐打敗杳馬後留下「雅典娜神聖衣」重返天界。
紗夏，是俄語名字「Aleksandra」的暱稱，有「防禦」的意思。
眾神假死之法 Misopetha-menos
把人體進入假死狀態，一年心跳慢至只等於一日，是延長生命的方法。條件是需要女神雅典娜之血液與祝福。
雅典娜結界
通过胜利女神权杖张开的结界所笼罩之处，可以阻止笼罩所及之处的不存在死亡的冥斗士再次复活。如果在圣斗士的身上张开结界便可以起到强力保护的作用。
雅典娜之護符
通过自身的血製作出护符布，不只可以保護持有該护符布的聖鬥士的自身安全，也拥有可以抵銷與壓制住敵方的力量(例如冥王)，然而該护符的時效只限於二百四十三年，並非為永久與無限的時效。
开的结界所笼罩之处，可以阻止笼罩所及之处的不存在死亡的冥斗士再次复活。如果在圣斗士身上张开结界便可以起到强力保护的作用。

### 教皇（Pope）
聖鬥士之首，既是聖域的最高统治者也是輔佐雅典娜、領導八十八位聖鬥士的最高領導者，當雅典娜不在聖域時會代理其事務。
握有管理所有的聖鬥士的權力，每次在聖戰前都会在聖鬥士中選擇候選人再由本人來决定誰将成为下任教皇的人選。能够對所有聖鬥士下達命令也是從各代黄金聖鬥士中选出来擔當的。也是比任何一个大国元首地位还要敬畏足以代表圣域可以向全世界发号施领使世界各國的元首无法違抗旨意。
唯獨具備「仁、智、勇」和「心、技、體」的條件也是實力最優秀的黃金聖鬥士才能成為下任教皇。教皇代理幾乎由祭坛座白银聖鬥士來担任，平日带着和教皇面具相似的面具作为影武者來辅助教皇。虽然是白银聖鬥士但每任的教皇辅佐都具有黄金聖鬥士之上的强大实力并且还拥有着剥夺所有聖鬥士的小宇宙及圣衣的权限，剥夺的所有力量最终都会流入祭坛座圣衣，正因为如此即是所有的聖鬥士也不是其对手。
教皇 巨蟹座 賽奇
- 聲優：關俊彥／港：張炳強／台：何志威
- 身高：186 cm。體重：81 kg。血型：B 型。生日：6月30日。

輔佐雅典娜並統率著聖鬥士，也是先代及前聖戰時期第四宮「巨蟹宮」的守護者。祭壇座 白禮的雙胞胎弟弟亦是巨蟹座 馬尼戈特的師傅。
使用「積屍氣」來作戰，是前聖戰時的其中一個殘存者，年齡雖超過兩百歲但實力依然沒有衰減，聖鬥士當中最強、令人最敬畏的人物。曾豪言「與神交鋒也能棋高一著的才是教皇」，並且在對死神 塔納托斯一戰中足以證明此言非虛。即使与神交锋，也能棋高一招。为了下次圣战做些充足的准备以智谋著称，有着“连神灵的行动也能计算在内的戰士”的稱號。
原是巨蟹座黃金聖鬥士。「巨蟹座黃金聖衣」和教皇寶座都是其兄長白禮推讓給他的。與馬尼戈特相遇時在教皇法袍下穿的是「巨蟹座黃金聖衣」，推測在馬尼戈特正式成為黃金聖鬥士之前同時兼任著教皇與巨蟹座黃金聖鬥士的職務。原本要測試双子座 阿斯普洛斯是否通過自己讓射手座 希绪弗斯成為下任教皇的謠言來保持平常心，但是阿斯普洛斯受到天魁星 梅菲斯特 杳馬的惡意邪念加上受到传闻影響下失去平常心选择反叛，虽然阻止阿斯普洛斯的叛乱卻對他引發叛乱的行為感到很痛心。
OVA動畫中曾與前代雅典娜一起出現施展結界阻止冥鬥士們復活，和白禮和剩餘的聖鬥士們擊退前代黑帝斯的人間體將黑帝斯的靈魂給逼退，目睹被死神 塔納托斯與睡神 希普諾斯殺害多數同伴的過去。因此和兄长白禮發誓要完成封印双子神的任務與夙願，在聖戰開始後多次运用自己的計策讓冥王軍无功而返，连冥王 黑帝斯 亞倫与双子神也几乎落入自己設下的陷阱，在預測到天馬座 天馬、天鶴座 讓葉與獨角獸座 耶人跟塔納托斯碰面卻不敵對方的可能性後，便把為準備與塔納托斯一戰而將自己所有本領適數傳授的巨蟹座 馬尼戈特派遣尾隨天馬他們的同時讓自己也趕赴前線，在弟子马尼戈特犧牲自己與达拿都斯的暂时性躯体同归于尽后，以自己的肉体为诱饵配合祭壇座聖衣把达拿都斯的灵魂封印到雅典娜的圣柜里随后牺牲。委托马尼戈特将教皇头盔交给兄长白禮由他來做為代任的教皇職務。
在希歐篇番外中，在希歐假裝投靠冥王黑帝斯帶領復活的新時代黃金聖鬥士前往聖域時，以年輕的姿態與兄長白禮和其他聖鬥士以靈魂狀態再次出現為他送行。
念動力 Psychokinesis
以意念瞬間移動物體或人，速度可以達到光速，亦可以自身瞬移以躲過對手的光速攻擊。
守護符之牢籠 Talisman Cage
以符咒封住對方的力量。
積屍氣冥界波 Sekishiki Meikai Ha
用積屍氣形成光波把對方的靈魂直接打入冥界，中招後必死無疑而且永不超生，還可以撕裂對手的靈魂飄散於異次元。

### 黃金聖鬥士（Gold Saints）
捍衛雅典娜之聖鬥士，共有十二個人，他們的職責就是守護雅典娜神殿前的黃道十二宮神殿，黃金聖鬥士的戰鬥力是眾多聖鬥士裡最強的，擁有災難性的破壞力量，能夠打碎星辰、扭曲时空，拳速及動作都到達到光速，身穿著「黃金聖衣」。
白羊座 希歐
- 聲優：三木真一郎／港：陳欣／台：賀宇傑
- 年齡：18 歲。身高：185 cm。體重：77 kg。血型：A 型。生日：3月30日。出生地：西藏。

第一宮「白羊宮」的守護者，使用「光」和「念力」來作戰，天秤座 童虎的摯友。師父是祭壇座 白禮，天鶴座 讓葉的師兄，徒弟是二百四十三年後白羊座 穆。擁有「碰到聖衣的傷痕便可窺探聖衣主人的過去人生」的能力，六年前的不斷用這種能力窺探聖衣主人的人生，受到天英星 巴路隆 雷尼的招攬，但是後來拒絕雷尼的招攬被他一怒之下用鞭砍中頸部，後來因為師父白禮用自己的血因此被救活並解開自己的心結。
聖戰開始後奉教皇 賽奇之命與童虎一起率領天馬座 天馬等人前往冥王復活的小鎮討伐冥鬥士，在冥王軍來襲之時守護著第一宮的白羊宮，協助雙魚座 阿爾巴菲卡擊敗冥界三巨頭之一的天貴星 獅鷲獸 米諾斯，卻無法阻止阿爾巴菲卡的犧牲。黑帝斯城一戰中增加OVA中用念動力與童虎往黑帝斯城的山崖下幫助天馬、獨角獸座 耶人與讓葉前往黑帝斯城追趕師父白禮，卻未找上師父時被睡神 希普諾斯所傷。而在目睹師父白禮被冥王 黑帝斯 亞倫給暗殺後，與讓葉，以及趕來支援的童虎與天馬共同面對冥王（OVA中增加獨角獸座 耶人）卻因為於實力差距過大完全不敵。只能依靠童虎的捨命相助和天馬一夥人成功逃脫返回聖域。
黑帝斯城一戰後盡全力修復許多破損的聖衣。等到「希望之船」方舟啟動後和大軍衝入星之魔宮，是少數沒有誤觸冥王陷阱而石化的聖鬥士之一，和紗夏、天馬、獅子座 雷古魯斯乘坐由天間星 阿格龍 卡隆的小船到達雲之冥河的對岸，到達「水星宮」時和雷古魯斯受天魁星 梅菲斯特 杳馬給凍結住，在「金星宮」利用「水晶牆」幫助天馬、紗夏與雷古魯斯逃離雷尼的攻擊，對陣雷尼並被對方的「輪迴」所封著，最終用足以打破冥界法則的「積屍氣轉靈波」將雷尼毀滅後在繼續前進的路上，受到為了企圖改變未來的杳馬的狙擊，還一度被他的詭異密室給封印，所幸由雙子座 阿斯普洛斯所救和處於昏迷狀態的童虎被天馬給帶離。直到天馬與亞倫的對決開始后才甦醒過來，深切感受到在兩人的羈絆之間感覺到自己無從插手的無力。當天馬擊敗亞倫后，黑帝斯的真正靈魂突然甦醒以壓倒性力量碾壓聖域軍，在關鍵時刻召喚出十二件黃金聖衣用以創造太陽之力仍未能完全擊倒冥王，但靠著趕來支援、在戰場上犧牲的黃金聖鬥士同伴的靈魂出手協助下將「黑帝斯的靈魂」從亞倫的身上給逼出來。擊退黑帝斯後接受雅典娜的命令與童虎一起回到地面以教皇的身份守衛聖域。
希歐外傳中透露出開始由於自身素質過於優異，而被師傅拒絕其繼承白羊座聖衣的故事。自身強烈的意志與前代白羊座阿弗尼爾產生共鳴，為此不惜與師傅白禮一戰，其後在巨蟹座 馬尼戈特的説明下前往尋找白羊座聖衣，在嘉米爾高原發現被夾在時空縫隙的穆大陸，找到被杳馬的分身時刻之神 卡伊洛斯給封印的白羊座黃金聖衣。在馬尼戈特的積屍氣冥界波作用下，靈魂進入白羊座聖衣箱內繼承白羊座聖衣的同時也瞭解阿弗尼爾的過去，與杳馬的分身進行一番苦戰終於擊敗對方。聖戰結束十四年後感受到杳馬再度脫離封印的小宇宙以強大的教皇之姿迎戰對方。面對杳馬在時間之神掀起的時空亂流中企圖毀滅新生的聖域，看到昔日戰友們的身姿領悟到自己正生活在戰友們希望卻無法到達的時代，發誓要守護聖鬥士們開創的未來奮起反擊重創杳馬。雖然受創但擁有時間技能的杳馬隨時都可以讓自己傷勢恢復，這時在聖戰後便失蹤多年的雅典娜紗夏和天馬回到聖域用「雅典娜之盾」來協助自己擊敗杳馬將聖衣留在聖域后返回天界，向他們立誓自己會繼續守護聖域。
在希歐篇番外中，在自己被暗殺身亡後靠著冥王的神力再次復活，為了在聖戰中獲得勝利決定假裝投靠冥王帶領被復活的新時代黃金聖鬥士前往聖域時，目睹其他聖鬥士以靈魂狀態再次出現為自己送行。
念動力 Psychokinesis
以意念瞬間移動物體或人。
水晶牆 Crystal Wall
產生一道看不到且無法通過的防護牆，能對對手攻擊產生反作用。
水晶袍 Crystal Robe
把水晶牆像袍一樣披在身上
星塵滅絕 Stardust Extinction
產生巨大光環包圍對手，把對手瞬間轉移至自己身前。
星塵旋轉 Stardust Revolution
白羊座最大奧義，由恆星和星系星塵然後立即化為星屑來攻擊對手，是恆星和彗星抹殺對手的宇宙力量。
積屍氣轉靈波 Sekishiki Tenryo Ha
傳說中連神都能粉碎的绝技，用足以打破冥界法則的強大小宇宙召喚龐大數量的靈魂，集結成巨大的靈魂波的神技。
金牛座 阿魯迪巴
- 聲優：杉田智和／港：梁志達／台：梁興昌
- 年齡：28 歲。身高：220 cm。體重：121 kg。血型：O 型。生日：5月18日。

第二宮「金牛宮」的守護者，被稱為「巨星」，原名哈斯加特，身形巨碩的聖鬥士，雙子座 阿斯普落斯和射手座 希緒弗斯的摯友。號稱擁有「黃金聖鬥士中出拳的速度最快」，對女神 雅典娜的忠誠非常地堅定，因為希望自己以「作為聖鬥士，如金牛之星般生存下去」，所以他捨棄原本的名字，改為以代表其守護星座的巨星的名字「阿魯迪巴」為名。
在聖域與希緒弗斯和阿斯普洛斯並肩作戰最早成為本代黃金聖鬥士的三人之一，對本代其他黃金聖鬥士們而言類似於兄長的存在。在十年前執行任務時沒能阻止希緒弗斯的同父異母的兄長兼獅子座的聖鬥士獅子座 伊利亞斯的犧牲與伊利亞斯之子雷古魯斯走散的經歷，因而一直心懷愧疚伊利亞斯時為此堅定要保護和撫養下一代聖鬥士的決心。聖戰開始八年前奉教皇之命到西西里島與神話時代製造的人偶畢宿五合作封印住試圖逃脫的古代巨人族巨聲鳴音者 恩克拉多斯，在提纳奥記成自己的職責前往西西里岛封印巨人的战斗中，通过圣衣的记忆帮助他战胜巨人。
聖戰的期間面對處女座 阿釋密達那令人捉摸不透的性格曾抱有懷疑態度，但得知他為了剝奪冥鬥士的復活能力而犧牲之後露出「如果能夠跟他再多說些話就好」的想法。與天秤座 童虎個性相合，是天秤座 童虎除白羊座 希歐之外的好友之一。聖戰開始後迅速秒殺天靈星 死靈術師 碧亞克在内的五位冥斗士，之後跟天暴星 貝努鳥 輝火交戰，起初被輝火用「十字釘刑」與「日冕疾風」一度處於下風而陷於苦戰卻識破他的招式更指出對方並非有邪惡之心，最後以貫注全身力量的金牛座最大奧義「泰坦新星」壓倒性擊敗輝火並且告誡他能找到自己真正想守護的东西。之後在冥王 黑帝斯 亞倫入侵聖域時和希緒弗斯一起前往神殿保護雅典娜但被亞倫以神力給壓制無法行動，最後靠教皇 賽奇的神符下能以行動。在亞倫與潘多拉離去之時幫助天馬追擊黑帝斯以重傷之軀力壓制 天孤星 貝希摩斯 維奧雷特 。之後為了保護即將遭到地陰星 無頭騎士 丘布和地察星 蝙蝠 温伯 給暗殺的天馬，在傷勢未愈又遭受暗算的情況下，依然竭力保護天馬之後以站立的姿態逝去。
之後在「LOST CANVAS」為了對抗復活的冥王 黑帝斯，變成英靈與其他黃金聖鬥士們幫助童虎和希歐驅退黑帝斯。
在希歐篇番外中，在希歐假裝投靠冥王黑帝斯帶領復活的新時代黃金聖鬥士前往聖域時，和其他聖鬥士以靈魂狀態再次出現為他送行。
哈斯加特（Rasgado），在葡萄牙語中是“撕裂”的意思
阿魯迪巴（Aldebaran），又名畢宿五，是金牛座的主星。
狂牛巨角 Great Horn
雙掌推出巨大的衝撃波，令對手全身的原子一个不剩地全部粉碎。
超新星爆裂 Titan's Break
燃烧小宇宙发动一击，其威力能将大地翻转。
超新星大霹靂 Titan's Nova
金牛座最大奧義，把全身力量貫注落地低再由下往上爆出巨大的光波撕裂對手，威力足以把大地全數翻開。
金牛座 泰尼歐
- 聲優：岡本寬志
- 身高：162～180 cm。體重：55～89 kg。血型：A 型。生日：5月6日。
- 聖鬥士的候補生→新任第二宮「金牛宮」的守護者

為聖鬥士的候補生，與沙羅、賽琳莎都是被金牛座 哈斯加特所收養的孤兒，因為曾受到哈斯加特的出手相救，自此很崇拜他，為了成為像哈斯加特而努力奮鬥與天馬座 天馬、獨角獸座 耶人、天鶴座 讓葉等人亦是好友的關係。在哈斯加特犧牲之後與賽琳莎在哈斯加特的墓中約定自己一定要繼承「巨星 阿魯迪巴」的稱號。之後和沙羅一起作為聖域軍戰士參加對黑帝斯城的進攻戰役。但卻誤觸冥王 黑帝斯 亞倫的陷阱時目睹自己生還，還有沙羅與該部分聖域軍戰士全都命喪在黑帝斯佈下的結界陷阱之中。在黑帝斯成一戰中沒有返回聖域跟隨戰友們前往星之魔宮，直至聖戰結束時抱著重傷之軀返回聖域在金牛宮見到準備前往五老峰的天秤座 童虎重逢，直接在教皇廳見到新任的教皇 希歐與他開始重建聖域。
在黃金外傳阿魯迪巴編中與和賽琳莎重逢並且回憶哈斯加特在聖戰開始八年前與神話時代製造的人偶畢宿五封印試圖逃脫的古代巨人族巨聲鳴音者 恩克拉多斯的往事，之後再次跟巨人恩克拉多斯的戰鬥中，由于力量差距悬殊危在旦夕。最终在金牛座黄金圣衣闪现的哈斯加特的遗志之后直接破坏恩克拉多斯的心脏並且彻底封印祂，順利回归圣域。
在黃金外傳希歐編中的十四年後为了保护复兴中的圣域以及新生代的少年聖鬥士们，与挣脱念珠封印企图窃取天马座神圣衣并想要抹杀新生圣域的天魁星 梅菲斯特 杳馬进行战斗。虽然在杳馬的“时间牢狱”结界中处在不利的情况之下，但仍然坚持不懈巧妙的运用「昴宿新星」和「超新星大霹靂」的联合攻击将杳馬給重創。卻讓杳馬洞悉自己想要保护他人的执念转而攻击被封住行动的年輕聖鬥士们。使自己不得不承受住杳馬的重击而受重伤，險被杳馬給植入邪惡之心時被希歐所救，當杳馬被打敗後甦醒過來與年輕聖鬥士们继续为振兴圣域。
昴宿新星 Pleiades Nova
以昴宿七星与雷电纵横驰骋，将大气撕裂。
狂牛巨角 Great Horn
雙掌推出巨大的衝撃波，令對手全身的原子一个不剩全部粉碎。
超新星大霹靂 Titan's Nova
金牛座最大奧義，把全身力量貫注落地低再由下往上爆出巨大的光波撕裂對手，威力足以把大地翻開。
雙子座 阿斯普洛斯
- 聲優：諏訪部順一
- 年齡：25 歲。身高：188 cm。體重：83 kg。血型：AB 型。生日：6月20日。

第三宮「雙子宮」的守護者，使用「爆裂」和「空間」來作戰，德弗特洛斯的哥哥，被稱為「神之化身」和「粉碎銀河群星的最強之男」，亦同最富謀略，擁有強大「物質毀滅」及「精神控制」能力的聖鬥士，小宇宙以銀河為主展現強大的氣勢，而且使用異次元的能力用非常出神入化，是教皇侯補人選之一。被水瓶座 迪捷路評價為最強的男人。雙子座雙胞胎中的哥哥。亦是金牛座 哈斯加特和射手座 希緒弗斯的摯友。
和弟弟德弗特洛斯出生在雙子星座下，因為神諭的預言使迷信觀念在聖域蔓延，人們都認為哥哥能夠成為最強大的聖鬥士，而弟弟卻被當成凶星強迫戴上面具不許出現在人前。自懂事時就很關心與保護弟弟德弗特洛斯挺身對抗雅典娜雜兵的首領，也很希望德弗特洛斯能走出自己的影子並為此不斷奮斗上進，而德弗特洛斯出於對哥哥的關注情願成為影子。但因受到天魁星 梅菲斯特 杳馬的邪念影響，看到弟弟德弗特洛斯僅憑自學就達到的強大力量，因此恐懼自己會被取代之際促成後來心靈的扭曲。
圣战开始两年半前在接受任务前往德尔斐神殿带回神谕，卻因為看到神谕中的未来（身着双子座冥衣的自己和身着双子座黄金圣衣的弟弟德弗特洛斯交戰的情景）感到愤怒之際殺害传达皮媞亞巫女族後將她們的遺體扔入「異次元空間」，並且跟随后而来的德弗特洛斯說自己并不知情。在德弗特洛斯與迪捷路交战时解除雅典娜的封印复活狂战士，并用「異次元空間」将竞技场与圣域隔离使他人无法得知场内的情况。在自己身边的双子座黄金圣衣头盔的善良面孔开始流出眼泪并穿越空间协助德弗特洛斯，开始明白尽管自己不会承认双子座的“凶星”其实是自己而不是弟弟德弗特洛斯。只能继续用自己已经踏上修罗之路的力量对抗注定好的未来。在保护瓦尔登族末裔的成員克麗絲・瓦爾登的任务中碰上冥斗士天壽星 吸血鬼 埃爾哈特。雖然用「異次元空間」對付埃尔哈特卻因為他用「绯红十字光」强行打开「異次元空間」還將船給擊沉海中（連同黄金圣衣），只剩自己與克丽丝逃過一劫。之後和克丽丝上岸后看穿伪装成管家的地因星 武帕爾 雷布爾德的身分，穿上黄金圣衣用「杰敏卡弧光」轻易消灭雷布爾德并在此与埃爾哈特再次会面，卻目睹克丽丝被埃尔哈特給控制并觉醒為冥斗士天損星 刻托的身份。为了帮助克丽丝摆脱下任冥王 黑帝斯王的聯繫契約，使用「幻朧魔皇拳」切断作为克丽丝与冥王觉醒的联系，接着使出最大奥义「银河星爆」将埃尔哈特轰成重伤。最后受到克丽丝受自己影响重新夺回天損星冥衣的控制权之下轰杀埃尔哈特，完成任务后跟克丽丝說明她不做為冥斗士的後果後返回圣域接受教皇选拔向自己的命运发起挑战。
圣战发生两年前，圣域里为下任教皇继承人选议论纷纷，聽到杂兵们从教皇厅侍女口中得知教皇更倾向于选择射手座 希绪弗斯的传闻之下，为了教皇之位变得不择手段，从禁地占星楼用拿走「雅典娜之血」，然後偷学来的傳說中的魔拳「幻朧魔皇拳」來操縱試圖阻止自己的弟弟德弗特洛斯去教皇廳刺殺教皇 賽奇，自己則緊隨其後準備在弟弟行刺不利時親自刺殺。没料到處女座 阿釋密達作为教皇的伏兵突然出现，但是早已经做好与教皇亲信的巨蟹座 马尼戈特和希绪弗斯和弟弟的力量极为自信，骄傲地迎战教皇和阿釋密達。被阿釋密達親手解除「幻朧魔皇拳」用言语解开心底存在已久的光与影的魔障的德弗特洛斯給擊殺，臨終時從賽奇悲愤地口中得知告诉希绪弗斯早已经拒绝教皇之位，他認為只要自己能通过谣言考验就能顺理成章地成为教皇。即使如此自己臨死之際依然對教皇之位執著無比，對自己使用魔拳告訴在场所有人自己死后会来取走教皇之位。在幻朧魔皇拳的控制下以滿腔怨憤和透露「雅典娜聖衣」秘密的代價，從冥王 黑帝斯 亞倫的手中得以複活成為「火星宮」的守護者。
在「火星宮」中對賽奇和弟弟痛恨不已，摧毀已經成為「LOST CANVAS」油畫一部分的賽奇，又從「異次元空間」將德弗特洛斯拉入火星宮展開激烈交戰，最終擊殺自己的親弟弟，而魔拳的影響也因弟弟付出自己的生命而解除。從瘋狂中恢復的他則舉起自己的雙拳揮向亞倫，卻被杳馬送入奇異空間中所阻止，之後在白羊座 希歐遭到杳馬的狙擊的關鍵時刻下救出希歐和天秤座 童虎交給天馬座 天馬送至安全處，自己則留下來對付杳馬，戰鬥中一度用銀河星爆葬送杳馬使他也不得不顯露出真神的身分展開激戰，最終用計將杳馬推入神之通道將他封入魔珠之中，也因為歇盡全力戰鬥使得短暫復活的生命用盡，但在消失之前得到趕來的雅典娜 紗夏的諒解並得到救贖。最後在「LOST CANVAS」為了對抗復活的冥王 黑帝斯，變成英靈與其他黃金聖鬥士們幫助童虎和希歐驅退黑帝斯。
在希歐篇番外中，在希歐假裝投靠冥王黑帝斯帶領復活的新時代黃金聖鬥士前往聖域時，和其他聖鬥士以靈魂狀態再次出現為他送行。
阿斯普洛斯（Aspros），在希臘語中的意思是“白”。
雙子大脈衝 Arc Geminga
放出小規模強力磁場，連細胞都粉碎破壞。
異次元空間 Another Dimension
对空间用强大的小宇宙压缩，使时空歪曲，造出通往异界的空间，将自己的对手放逐到不属于这个宇宙的未知世界。敌人如果无法找到出口，将漂流至数万亿光年外的远方，令对手永远的万劫不复。
異次元空間・神之通道
運用連接次元的能力，直接開啟連接極樂淨土的空間，此空間只有神或是穿著神聖衣才能通過，凡人之身軀一旦踏入此地立即會灰飛煙滅。
杰敏卡弧光 Geminga Arc
造出小规模的强力磁力场，能将吸入其中的一切粉碎，令对手的身体连一个细胞都不会剩下。
幻朧魔皇拳 Genro Mao Ken
傳說中的魔拳，完全支配對手的精神和肉體，中這招的對手只有在自殺與史自己敲醒腦袋後才能清醒。
銀河星爆 Galaxian Explosion
雙子座最大奧義，瞬間爆發體內的小宇宙能量，形成龐大的群星，集中傾瀉在對方身上，物理殺傷力毋庸置疑，威力足以粉碎銀河群星。
雙子座 德弗特洛斯
- 聲優：小西克幸
- 年齡：27 歲。身高：188cm。體重：83 kg。血型：AB 型。生日：6月20日。

第三宮「雙子宮」的守護者，使用「爆裂」、「熔岩」和「空間」來作戰，被稱為「另一個粉碎銀河群星的最強之男」，使用異次元的能力用非常出神入化。雙子座 阿斯普洛斯的弟弟，雙子座雙胞胎中的弟弟，被稱為雙子座的凶星。和處女座 阿釋密達是好友關係，被阿釋密達稱為「擁有摧毀銀河力量的男人」。被以亡靈的狀態出現的阿釋密達給勸導出戰迎敵。
圣战开始两年半前得知哥哥阿斯普洛斯接受任务前往前往德尔斐神殿带回神谕時感到很不放心前來查看，卻看到阿斯普洛斯親手殺害皮媞亞巫女族後將她們的遺體扔入「異次元空間」的情景前來質問卻得到對方的否認，回到圣域后在竞技场的废墟中学会哥哥的绝技「異次元空間」卻引来调查巫女事件的水瓶座黄金聖鬥士水瓶座 迪捷路的注意。误以为迪捷路是来抓自己就拔拳相向，赤手空拳的威力一度与身穿黄金圣衣的笛捷尔不相上下，但最后还是被笛捷尔的绝技“冰之盾”给封住行动。无计可施的情况下为了哥哥阿斯普洛斯着想自愿代替其承担一切。但笛捷尔察觉其另有原因后将冰之盾解开 。過沒多久跟受到解除雅典娜在竞技场里对狂战士的封印的阿斯普洛斯之力而復活狂战士中最凶恶的战士之一拳刃之血 艾瑪展开战斗，虽然被艾玛的火焰給烧伤但还是用「異次元空間」将艾玛的火焰隔离 并用最大奥义「银河星爆」击败他 。卻使艾玛凶恶的哥哥戰斧之骨 科加洛复活過來，面對科加洛的威力不敵之下危急之时贯彻的自我之力使得在阿斯普洛斯身边的双子座黄金圣衣头盔的善面开始流泪并穿越空间来到自己的身边 。最终身着双子座黄金圣衣與科加洛交站。但科加洛因为中下阿斯普洛斯的魔拳开始狂暴化 ，虽然因为艾玛主动将自己的头砍下解除控制，但从两兄弟身上看到自己的影子的德弗特洛斯明白现在的阿斯普洛斯已经化身成为位于狂战士之上的修罗。之后依靠哥哥给予的光一侧的力量破坏战斧战胜科加洛，然後拜托笛捷尔将圣衣送还给哥哥阿斯普洛斯并在成为修罗的路上继续前行。
兩年前在星樓發現哥哥雙子座 阿斯普洛斯預謀發動叛亂謀竄教皇之位，是圖上前制止哥阿斯普洛斯不成被他用「幻朧魔皇拳」所控制。在不穿聖衣的情況下仍能空手反彈阿釋密達的「天魔降伏」，在阿釋密達幫助下解開自己的心結，擺脫「幻朧魔皇拳」的控制並殺掉叛亂的哥哥繼承雙子座聖鬥士的身份。為了使自己變得更強好讓自己面對任何事都不再動搖。選擇以惡靈鬼的身份隱居在卡農島，並且在外傳《朱之新生》中秒殺在卡農島內作亂的冥鬥士天霊星 達溫 艾利斯諾。
在聖戰與黑帝斯城一戰後，給予受迪捷路的指點來到卡農島修練的天馬座 天馬 許多考驗並且讓他能夠覺醒「第七感」。感受到射手座 希緒弗斯以命犧牲打開「星之魔宮」的大門的小宇宙後，為了讓雅典娜軍獲勝用「雅典娜之血」讓被「黑帝斯的詛咒」而昏迷不醒的天秤座 童虎能夠甦醒並且把「雅典娜聖衣」的復活任務交給他，自己則穿上「雙子座黃金聖衣」去參與聖戰。在童虎連戰侵犯聖域的冥鬥士天牢星 彌諾陶洛斯 哥頓、天魔星 阿路拉烏娜 吉恩、天捷星 雞蛇妖 西爾菲德卻跟天暴星 貝努鳥 輝火處於苦戰中喚醒「雅典娜聖衣」後，直接介入與打開「異次元空間」幫助童虎，後來改造童虎的記憶後將他送入星之魔宮的空間後與復活成為「火星宮」守護者的哥哥阿斯普洛斯交戰。最终以生命为代价让哥哥阿斯普洛斯恢复理智。
德弗特洛斯（Defteros），在希臘語中的意思是“第二”。
異次元空間 Another Dimension
对空间用强大的小宇宙压缩，使时空歪曲，造出通往异界的空间，将自己的对手放逐到不属于这个宇宙的未知世界。敌人如果无法找到出口，将漂流至数万亿光年外的远方，令对手永远的万劫不复。
黑岩地爆 Mauros Eruption Crust
瞬間火山爆發般的熔岩行星衝撃，力量足以媲美一顆行星的能量。
銀河星爆 Galaxian Explosion
雙子座最大奧義，瞬間爆發體內的小宇宙能量，形成龐大的群星，集中傾瀉在對方身上，物理殺傷力毋庸置疑，威力足以粉碎銀河群星。
巨蟹座 馬尼戈特
- 聲優：小野大輔／港：劉昭文 / 羅杏芝（少年）／台：孫誠
- 年齡：25 歲。身高：187 cm。體重：85 kg。血型：O 型。生日：7月14日。

第四宮「巨蟹宮」的守護者，使用「積屍氣」來作戰，被稱為「死刑執行人」，跟希歐的風格不同，是個喜歡戲弄別人的輕浮的聖鬥士。雖然生性旁若無人、對他人的悲傷置若罔聞，但在戰鬥中全無緊張感的綽綽有餘的態度卻意外地讓人覺得很可靠。
自懂事時具有看到亡靈的能力，由於家鄉被冥鬥士的入侵而毀滅加上親人在自己的面前逝去後，因而對死神極度的憎恨經常以打劫為生，之後被教皇 賽奇給感化被帶回聖域並成為他的弟子繼承「巨蟹座聖衣」。由於是賽奇唯一的弟子兼和師父們同是兄弟，所以與天鶴座 讓葉曾見過幾次面，稱呼賽奇為「師父」。
在馬尼戈特外傳中跟雙魚座 阿爾巴菲卡一起討伐由師兄暗黑祭壇座 亞維德所率領的暗黑聖鬥士並且保護死亡皇后島的封印神聖面具的一族的倖存者喬加。在希歐外傳中护送祭壇座 白禮的弟子白羊座 希歐参加白羊座圣衣的试炼，誤觸时间之神 卡伊诺斯的陷阱与卡伊诺斯的分身展开苦战最后帮助希歐获胜。
在聖戰開始後對認為造成金牛座 阿魯迪巴的犧牲是被潘多拉視為行刺目標的自己的責任而打算離開聖域的天馬座 天馬的決心出言嘲諷他。之後受賽奇之命在死神 塔納托斯的「死亡森林」裡的天馬等人遇上危機時出現。利用鬼火的磷氣及積屍氣的靈體攻擊，實力比擅長操縱靈魂的天究星 納蘇 貝羅妮卡強大數倍以上展現黃金聖鬥士的實力。以“积尸气鬼苍焰”彻底打倒维罗妮卡並烧毁他的灵魂。之後借着死神为维罗妮卡打开的空间入口，从黄泉比良坂直接来到雙子神的面前，与死神 塔納托斯正面对抗，最后以牺牲自己为代价破坏死神 塔納托斯用以附身的肉体，帮助師傅塞奇完成对死神的封印。之後在「LOST CANVAS」為了對抗復活的冥王 黑帝斯，變成英靈與其他黃金聖鬥士們幫助童虎和希歐驅退黑帝斯。
在希歐篇番外中，在希歐假裝投靠冥王黑帝斯帶領復活的新時代黃金聖鬥士前往聖域時，和其他聖鬥士以靈魂狀態再次出現為他送行。
馬尼戈特（Manigoldo），在意大利語中有“死刑執行人”、“悪黨”等意思。
巨蟹鉗殺 Acubens
用腳把對方軀體砍成兩半。
積屍氣冥界波 Sekishiki Meikai Ha
運用積屍氣把對方的灵魂打入冥界的入口黄泉比良坂。
積屍氣鬼蒼焰 Sekishiki Kisoen
用積屍氣把靈魂為燃料產生鬼火把對方燃燒殆盡。
積屍氣魂葬破 Sekishiki Konso Ha
巨蟹座最大奧義，用積屍氣把靈魂當作火藥使它發生爆炸性的衝撃。
獅子座 伊利亞斯
- 年齡：36-37 歲。身高：193 cm。體重：82 kg。 血型：B 型。生日：8月18日。

獅子座 雷古魯斯的父親，射手座 希緒弗斯同父異母的哥哥。素食者，不吃肉類。
上代第五宮「獅子宮」的守護者，使用「光速拳」來作戰，被稱為「與大地溝通的男人」，容貌滄桑，身患肺病的絕症（在番外篇《耶人的奋斗》中可能跟造物主之神 恩基的戰鬥中受到祂的毒風所污染）。
被其他聖鬥士認同「仁、智、勇、心、技、體」最出眾的「最強的黃金聖鬥士」，實力異常強大，僅是坐著就連出招的起手式別人也看不見就可使出光速拳幹掉對手，別人的角度來看就像動也不動地發出光速拳。
能用身體感受萬物的變化，聆聽風水與大地的聲音，用自己的感覺與森林、風和河流對話，而且經常用別人都聽不明的說話方式來表達。
黃金外傳老雙子編中在圣战开始前二十年奉教皇 賽奇之命與双鱼座 鲁格尼斯出手阻止企圖在布魯格勒德解开海皇 波塞冬的封印引出女神雅典娜的转世的天蠍座 萨菲利 ，在妻子過世後帶著雷古魯斯與「獅子座黃金聖衣」一起隠居於野外，不打算回聖域。因身患肺病绝症而實力大幅衰減，離開聖域與兒子在美洲郊外休養並且隱居。聖戰尚未開始的十年前經阿魯迪巴的勸說已經有意回聖域。並以一人之力使出獅子座最大奧義「閃電離子光速拳」把侵犯村子九成以上的冥鬥士全數殲滅，為了守護村子而和年輕卻勇猛的冥界三巨頭天猛星 雙足飛龍 拉達曼迪斯交戰，卻因為肺病惡化而敗於拉達曼迪斯之手，最後拼命使出獅子座最大奧義「閃電光速拳」把拉達曼迪斯的角打斷以及撲滅森林的大火，以自己這顆老去的新星換來一顆以雷古鲁斯之命的新星。
雄獅巨鐮 Lightning Crown
結合閃電的力量，像獅子的爪般打出雷光撕裂對手。
閃電奔雷 Lightning Bolt（*注：此處譯名容易混淆，香港版譯名為，大陸版譯名為，台灣版譯名為。請讀者及編輯者多加留意。）
以光速拳瞬間打出閃電波衝擊的爆炸能量把對手轟碎。
閃電光速拳 Lightning Plasma（*注：此處譯名容易混淆，香港版譯名為，大陸版譯名為，台灣版譯名為。請讀者及編輯者多加留意。）
獅子座最大奧義，以光速拳瞬間打出上億道光線形成網狀把對手撕裂得粉碎。
獅子座 雷古魯斯
- 年齡：15 歲。身高：165 cm。 體重：58 kg。血型：B 型。生日：8月4日。

第五宮「獅子宮」的守護者，使用「光速拳」來作戰，被稱為「年輕的獅子」，前任獅子座黃金聖鬥士獅子座 伊利亞斯之子亦是射手座 希緒弗斯的徒弟兼姪兒。
年紀最輕的黃金聖鬥士，能夠以一秒內打出上億拳的天才的黃金聖鬥士，最大的特性就是模仿，只要用眼晴専注凝視，便可準確地模仿他人的招式，被視為百年難遇的天才，是個很有素質的天才聖鬥士。和獨角獸座 耶人是舊識和同年紀也是做候補生時候的朋友。
原本随父亲隐居在美洲，十年前遭到冥界三巨頭之一天猛星 雙足飛龍 拉達曼迪斯率領的冥王軍的袭击，父親伊利亚斯與拉達曼迪斯交戰后戰死，自己獨自求生，五年前獨自守護著父親的墓碑和「獅子座黃金聖衣」被叔叔希緒弗斯給尋獲與帶往聖域作為聖鬥士的候補生，很快展露出超人的天賦並且成為黃金聖鬥士。
番外篇中在奉教皇之命執行將壓制住恩基神的圓盤放入古代神殿遺跡的壁畫上，與尚未成為獨角獸座聖鬥士的耶人一起通過恩基神的考驗順利完成任務。外傳中自己成為黃金聖鬥士後的首次任務就是前往保護與聖域保持好友關係的光之神 魯格一族的後裔。首次執行任務卻因為迷路使得被人認為不踏實，之後出手救下遭深海巨人族弗莫爾之王 巴羅爾 所派的德魯依侍衛給刺殺的魯格的後裔珂娜和她的侍衛費里尼斯，之后不顧費里尼斯的勸阻擅自帶珂娜面對加附著巴羅爾之魔力的庫瓦赫，卻因為對方的「巴羅爾之眼」的魔力而陷入危機，所幸被費里尼斯給救走，還被對方給指謫自己的魯莽行徑。為了守護珂娜不得不接受費裏尼思的鍛煉，面對庫瓦赫所派的刺客妖精 報喪女妖 雪莉的猛攻陷入困境。最後藉以費裏尼思的鍛煉和自身極強的戰鬥天賦下學會「精灵之力」，並且用「直死之魔眼」用「雄獅巨鐮」割斷雪莉的黑暗精灵绕行之路後，憑借天賦以及光之神 魯格和精靈的幫助之下提升「閃電奔雷」所形成五束光的「雷光之槍」成功秒殺依附在庫瓦赫身上的巴羅爾。事後一直憧憬著父親伊利亞斯並且希望自己能強大到足以能夠保護別人。
黑帝斯城一戰后奉女神 雅典娜 紗夏之命與重聖鬥士往西藏喜馬拉雅山中尋找傳說中的帆船，以獅子座最大奧義「閃電光速拳」把封印著帆船的永久冰壁一瞬粉碎成粒子，在冥王軍的袭击期間與奉天雄星 迦樓羅 艾亞哥斯之命突襲方舟的天孤星 貝希摩斯 維奧雷特展開交戰，起初實力上不分上下隨後依靠自身的過人天賦從力量上輕鬆超越維奧雷特，但被艾亞哥斯給重創擊飛所幸被天鶴座 讓葉給救起。等到方舟啟動後和大軍衝入星之魔宮，是少數沒被冥王 黑帝斯陷阱石化的聖鬥士之一，和紗夏、白羊座 希歐、天馬座 天馬一同乘坐小船到達「水星宮」，和希歐一起被天魁星 梅菲斯特 杳馬停止前進的時間，隨後在希歐的幫助下和紗夏和天馬順利通過「金星宮」。在「地球宮」被天暴星 貝努鳥 輝火以「鎖魂永生紋」給困住一度無法脫身，所幸得天秤座 童虎所救，並於「土星宮」與拉達曼迪斯展開交戰，將十二黃金聖鬥士的招式一口氣釋放出來的最強人類的最強招式「黃道十二之絕嘯」直擊拉達曼迪斯，並將「Lost Canvas」轟開了一個大洞。未成熟的身体无法负担过强的招数导致肉体的崩溃，消失之際領悟出父親伊利亞斯所說的境界，用最後的一擊、如風一般的拳「閃電奔雷」擊碎拉達曼迪斯的神之心臟，最後成为大地的一部分。之後在「LOST CANVAS」為了對抗復活的冥王 黑帝斯，變成英靈與其他黃金聖鬥士們幫助童虎和希歐驅退黑帝斯。
在希歐篇番外中，在希歐假裝投靠冥王黑帝斯帶領復活的新時代黃金聖鬥士前往聖域時，和其他聖鬥士以靈魂狀態再次出現為他送行。
雷古魯斯（Regulus），即軒轅十四，亦稱獅子座α星，是獅子座最明亮的恆星（主星），也是全天空二十顆最明亮的恆星之一。它位於獅子座的“心臟”位置。
雄獅巨鐮 Lightning Crown
結合閃電的力量，像獅子的爪般打出雷光撕裂對手。
雷光之槍 Brionac
結合閃電奔雷與精靈的力量，組成光之神魯格之槍。
閃電奔雷 Lightning Bolt（*注：此處譯名容易混淆，香港版譯名為，大陸版譯名為，台灣版譯名為。請讀者及編輯者多加留意。）
以光速拳瞬間打出閃電波衝擊的爆炸能量把對手轟碎。
閃電光速拳 Lightning Plasma（*注：此處譯名容易混淆，香港版譯名為，大陸版譯名為，台灣版譯名為。請讀者及編輯者多加留意。）
獅子座最大奧義，以光速拳瞬間打出上億道光線形成網狀把對手撕裂得粉碎。
雅典娜之嘆息 Athena Exclamation（單人版）
領悟到三位一體一個人放出，燃燒到頂點的小宇宙集中在一點爆發，規模雖小，卻能匹敵創造宇宙的宇宙大爆炸的究極奧義。
黃道十二之絕嘯 Zodiac Clamation
獅子座 雷古魯斯的究極奧義，突破極限，身後出現十二黃道太陽星座，領悟十二黃金聖鬥士最強的精神真髓，一口氣釋放出十二個人的最大奧義的最強人類的最強招式。
處女座 阿釋密達
- 聲優：石田彰／港：陳廷軒／台：孫誠
- 年齡：21歲。身高：180 cm。體重：65 kg。血型：A 型。生日：9月4日。

第六宮「處女宮」的守護者，漢字名寫作「我想」，使用「光」和「暗」來作戰，被稱為「最接近神的男人」，但自謙為「求道者」，跟下一代的處女座黃金聖鬥士處女座 沙加藉由封閉視覺來積蓄小宇宙不同，儘管天生失明卻是這個時代第一個領悟「第八感」的人。為人慈悲善良，但是因為佛學背景，與雅典娜信徒身分有差異，並且常常獨自冷靜分析事理，讓人感覺高傲又冷酷。
在聖戰尚未開始的兩年前雙子座 阿斯普洛斯所引發的叛亂事件中，協助教皇 賽奇完成策略解開阿斯普洛斯的弟弟德弗特洛斯的心結，讓他能改變心意向兄長揮出致命一擊。和德弗特洛斯是舊友關係。外傳中前往冥界中討伐地魁星 阿吒婆拘途中救下昔日相识的阿辛摩，擊殺兩名冥鬥士雜兵和地鎮星 影法師，同時跟阿吒婆拘所派遣的天暴星 貝努鳥 輝火展開交戰，雖然被輝火用「十字釘刑」給束縛住卻用幻象再现他的内心，並且靠著用「天魔降伏」擊敗輝火，最後跟阿吒婆拘展開激戰時一度釋放「天舞寶輪」剥夺阿吒婆拘的七感卻無能救下受到阿吒婆拘的蠱惑的阿辛摩，反被吸收同化冥界中几亿灵魂创造出「灵魂护盾」的阿吒婆拘使出「魔天舞寶輪」奪走自己的前五感而陷入黑暗，在回忆起自己曾经与神佛的对话中终于感悟到世间救赎的缘。受到脫離「灵魂护盾」的曼陀罗的阿辛摩幫助下，随后便使出「天舞宝轮」剥夺阿吒婆拘的第八感。恢复自由的众魂打开轮回之轮把阿吒婆拘吸进去，讓他再也无法依靠冥王赐予冥斗士的不死之力再度复活，永世不得輪迴為冥斗士。
聖戰開始後通過冥想深入冥界，在前赴冥界深處的天馬座 天馬面前出現，並跟天馬道出女神 雅典娜 紗夏尚未覺醒的決心以及每個歷代的天馬座都與雅典娜一同作戰的事。評價天馬是「雖然愚魯但卻是個很有骨氣的人」，在冥想的同時也發現「木欒子的果實」，於是引導天馬提升第七感，促使木欒子結果，把果實交給天馬。在嘉米爾用自己的血修復好「天馬座青銅聖衣」。曾對雅典娜轉世凡人之舉抱著不以為然的想法，但在紗夏來到聖域不久後便察覺到自己內心的迷惘，而且自己也感覺到紗夏內心的痛苦，從此開始就承認紗夏就是雅典娜。以與生俱來因盲目而積蓄至今的小宇宙和自己的性命為代價製成「木欒子念珠」，自此之後冥鬥士的不死便不再成為優勢，雅典娜軍和冥王軍的戰鬥變成均勢之爭的關鍵。
黑帝斯城一戰後在天馬拜德弗特洛斯為師領悟「第七感」時，以亡靈的狀態再次出現勸導德弗特洛斯出戰迎敵。之後在「LOST CANVAS」為了對抗復活的冥王 黑帝斯，變成英靈與其他黃金聖鬥士們幫助童虎和希歐驅退黑帝斯。
在希歐篇番外中，在希歐假裝投靠冥王黑帝斯帶領復活的新時代黃金聖鬥士前往聖域時，和其他聖鬥士以靈魂狀態再次出現為他送行。
阿釋密達（Asmita），在印度的《瑜伽經》裡的意思是存在於人內心的五種干擾的其中之一“利己主義”。
唵 Om
把小宇宙最大限度增強。
不動明王 Kan
張開強力的結界防禦。
轉法輪印 Mudra Seal
深入對手的思想中，解除對手的迷網與苦惱。
六道輪迴 Rikudo Rinne
把對手的灵魂打入地獄界、餓鬼界、畜生界、修羅界、人界、天界中的一界，永远的万劫不复。
天空破邪 魑魅魍魎 Tenku Haja Chimimoryo
召喚魑魅魍魎的妖怪們把對手吞噬。
降魔印 Goma In
讓對手伏地受罰的佛印。
天魔降伏 Tenma Kofuku
處女座最大奧義，可配合小宇宙改變形態，也可轉化為遠程攻擊，破壞力相當強大。
天舞寶輪 Tenbu Horin
處女座究極奧義，是一個攻防一體的控制類戰陣，具有一定作用範圍，如果陷入這個戰陣的敵人滿足其控制條件，就不能攻擊，也不能逃跑，這時天舞寶輪的使用者就可憑藉這個優勢較容易地剝奪對手的六大感官功能，使對方喪失對戰鬥而言極為重要的視覺，聽覺以及第六感直覺。在黃金外傳阿釋密達編中其實力已經可以達到剝奪冥鬥士第八感的境界，令冥鬥士無法靠冥王的神力重新復活，永世不得輪迴為冥斗士。所以阿釋密達的「天舞寶輪」是歷代最強。
天秤座 童虎
- 聲優：三宅健太／港：招世亮／台：林谷珍
- 年齡：18歲。身高：170 cm。體重：71 kg。血型：A 型。生日：10月20日。出生地：中國。修行地：中國廬山五老峰。
- 武器：天秤座圓盾、天秤座長槍、天秤座之劍、天秤座之拐、天秤座雙節棍、天秤座三節棍 = x2

第七宮「天秤宮」的守護者，使用「龍拳」來作戰，被稱為「猛虎」，跟白羊座 希歐互為摯友的關係。亦是天馬座 天馬的師傅，更是擁有龙族血脉年紀一千岁的黑龍與仙境的守护者龍神白龍的弟子、雕道士飛眼、灰與牡丹的同門師兄。
數年前由於無法安慰失去深爱的未婚妻而埋头钻研于武学，最后堕入黑暗付出步入凶暴的代价失去作为人的意识前化作亢龙作為代價從庐山瀑布底下飞上天空的師傅黑龍，為此感到很自責無法陪伴師傅同行。
聖戰尚未開始時在意大利討伐冥斗士时看出天马的潜质，之後帶天馬到圣域担任他的聖鬥士修行的导师。聖戰開始後和希歐擊殺在死後被冥王 黑帝斯所操縱的白銀聖鬥士獲得教皇 賽奇的同意帶領天馬、獨角獸座 耶人與少許青銅和白銀聖鬥士前往黑帝斯所在的義大利執行討伐任務，親眼目睹黑帝斯也是天馬的摯友亞倫親手殺掉天馬後，便使出「廬山百龍霸」攻擊覺醒為黑帝斯的亞倫時被天暴星 貝努鳥 輝火所阻擋，事後跟希歐向女神 雅典娜 紗夏稟報天馬與亞倫一事準備聖域防禦戰鬥，在聖域週邊巡邏時發現許多被輝火給擊殺的白銀聖鬥士們為此試圖協助金牛座 阿爾迪巴朗跟輝火交戰時被阿爾迪巴朗給勸阻，當天馬因為金牛座 阿爾迪巴朗壯烈犧牲離開聖域失蹤時急忙地尋找他時被巨蟹座 馬尼戈特出手制止卻被擊暈，更是從他口中得知天馬離開聖域的理由跟苦衷，之後從紗夏口中得知天馬要跟亞倫作個了斷的心願。黑帝斯城一戰後在祭壇座 白禮前去封印睡神 希普諾斯時希望率領眾多聖鬥士攻打黑帝斯城以求早日結束聖戰卻被水瓶座 迪捷路以黑帝斯城有結界的力量的理由無法出面攻打。再三懇求下終於得到射手座 希緒弗斯同意趕往黑帝斯城並在途中巧遇天馬一行人（OVA中靠著希歐的念動力往黑帝斯城的山崖下幫助天馬、天鶴座 讓葉與獨角獸座 耶人），在黑帝斯城中雨天馬救下希歐與讓葉（OVA增加中的耶人）對抗「覺醒」為冥王的亞倫，在戰鬥中處於不敵的狀態下為了保護希歐一行人而脫下聖衣用「天秤座之盾」（OVA增加其他天秤座武器）阻擋「黑帝斯之劍」。最終靠自己被「黑帝斯之劍」給刺中倒下的時刻用「廬山龍飛翔」而短暫停止黑帝斯的動作使天馬等人重返聖域，令天馬一行人誤以為自己已經壯烈犧牲。
黑帝斯城一戰中被天暴星 貝努鳥 輝火帶到卡農島，由於因身受劍傷加上受到黑帝斯的詛咒令自身沉睡一個月不醒。在被雙子座 德弗特洛斯使用「雅典娜之血」而甦醒後擔當復活「雅典娜聖衣」的重任，回到聖域和前來毀掉「雅典娜聖衣」的天牢星 彌諾陶洛斯 哥頓、天魔星 阿路拉烏娜 吉恩、天捷星 雞蛇妖 西爾菲德連番苦戰後獲勝後再遇輝火並被他給重創期間成功復活「雅典娜聖衣」，之後拿走「雅典娜聖衣」離開聖域被德弗特洛斯以「異次元空間」給救走，為了保全聖衣被德弗特洛斯改造記憶並被派去將聖衣交給紗夏，在「異次元空間」的盡頭走出來到達「地球宮」救下天馬與獅子座 雷古魯斯，把「雅典娜聖衣」交給紗夏。之後和輝火交戰使出「廬山亢龍霸」飛向天空，最後讓輝火認清到自己的懦弱用「黑炎」更轉化為「赤炎」，被對方使出「日冕疾風」給彈回去地面，所幸由雙子座 阿斯普洛斯給救回。隨後和希歐看到天馬與亞倫的決戰，連同希歐與其他黃金聖鬥士英靈聯手將「黑帝斯的靈魂」從亞倫的身上逼出來。之後受女神所賜予的「眾神假死之法」與希歐回到地面，並且在聖戰結束後到五老峰看守著魔星封印塔。
天秤座番外篇中從天秤座聖衣的共鳴中從天秤座聖衣的記憶裡看見前前聖戰中的迪捷路的師傅水瓶座 克雷斯托和上上代教皇天秤座 伊提亞在前前聖戰中獲得勝利的經過，共同發誓要為了下個時代走過戰亂的荒野的過去。
希歐外傳中聖戰結束的二十年後看守魔星封印塔時感覺到有個魔星逃出封印塔前往聖域，於是用小宇宙向成為教皇的希歐發出警告，感受到長年消失無影無蹤的天馬與紗夏的小宇宙決定前往聖域協助希歐時被他給勸阻下收手。
在童虎篇番外篇中，被雕道士首領白澤提到原本是仙境龍神白龍門下的弟子，卻因為遵隨自身速星的引導成為聖鬥士，聖戰結束的十二年繼續守著看守魔星封印塔時受到好友昊與他的女兒依林的照顧，得知人間發生種種災難更是遭到雕道士群的攻擊，懷疑人間的異狀跟第二個故鄉仙境發生的變故有關，用「廬山龍飛翔」擊倒由流星所率領的雕道士群後決定前往仙境查明原因，跟雕道士灰與牡丹的戰鬥中雖然一度苦戰卻扭轉情勢，跟流星對抗白澤時得知白澤變異的理由陷入苦戰，最後使出「廬山百龍霸」打败並勸說想要自我了斷的白澤，更是見到師傅白龍神被釋放出來，得知流星的真實身分是師傅白龍神的力量時逃脫的一小部分的產物，之後答應師傅白龍神一定會繼續守護好陸地。
廬山昇龍霸 Rozan Shou Ryuu Ha
將全身力量集中於右拳進行攻擊。
廬山龍飛翔 Rozan Ryuu Hi Shou
用身體直線型的衝撞敵人的攻擊。
廬山亢龍霸 Rozan Kou Ryuu Ha
抱著敵人直衝天際雙雙毀滅，但同時也會讓自己付出身命的代價。
廬山百龍霸 Rozan Hyaku Ryuu Ha
天秤座最大奧義，相當於昇龍霸一百倍的威力，這項絕技的攻擊範圍大，穿透力強，故具備十分強大的殺傷力。
仙境之法・自然之氣
修煉森羅萬象所擁有的能力之一，能夠支配風雨雷電、河流、樹木、氣、生命等大自然的現象。
墨衣
墨衣就是雕道士將體內之氣具現化的護具。
森羅萬象
守護大陸和仙境的雕道士修煉的能量，將自然之氣充滿體內提升至極，將自己內在的姿態表現在身體表面，這是通往最強雕道士的一步。
遊虎千人演舞
技法，自創的融合仙境千種武學的舞法。
天蠍座 薩菲利
- 黃金外傳老雙子編登場

上代第八宮「天蠍宮」的守護者，使用「毒針」來作戰。
在聖戰的开始前二十年年，因无法忍受教皇 賽奇的天真和还有女神 雅典娜未將生在陸地上，决定以抱著付出性命的觉悟离开圣域去布魯格勒德解开與喚醒海皇 波塞頓。卻被奉賽奇之命的前任双鱼座黃金聖鬥士双鱼座 鲁格尼斯与前任狮子座黃金聖鬥士狮子座 伊利亚斯出手阻止，最後決定向自己用「深紅毒針」自盡，告訴鲁格尼斯想要用自己的方式在聖戰中獲勝，遗体被前任水瓶座黃金聖鬥士水瓶座 克雷斯托給冰封送回圣域。借由这件事影响到克雷斯托，因此讓賽奇之兄兼祭坦座白銀聖鬥士祭坦座 白禮向克雷斯托讲述发生前圣战的黑暗历史。
深紅毒針 Scarlet Needle
一共有十五擊，雖然只是針孔般大小的傷害，卻可會在引發劇痛和飆血下徹底殺死對手，前十四針給敵人最長的悔過時間，是最仁慈的招數。
深紅毒針 安達里士 Scarlet Needle Antares
天蠍座最大奧義，深紅毒針最後一針，貫穿對手，中者會全身劇痛和飆血而痛苦地死去。
天蠍座 卡路狄亞
- 聲優：遊佐浩二／港：陳廷軒／台：梁興昌
- 年齡：22歲。身高：185 cm。體重：84 kg。血型：B 型。生日：10月27日。

第八宮「天蠍宮」的守護者，使用「毒針」來作戰，水瓶座 迪捷路的摯友。非常享受戰鬥當中樂趣的戰鬥狂，有「施虐癖」，喜歡使用毒針銬問目標。性格狂妄到就算對方是神也不放在眼裏的類型跟巨蟹座 馬尼戈特很是相似，有點帶來點毒舌。從以前和迪捷路對話得知本來無法存活多久，為了延長壽命向自己的心臟施加禁術。會成為聖鬥士的目的是早日用盡全力撃倒想要冒犯聖域的敵人。
自幼是先天性心脏病的患者，在10岁时被医生断定無法存活多久，因此決心逃离疗养院後到外面的世界去享受生命，卻因心臟病發陷入命危的狀況中。所幸在距离圣域不远处遇到活五百年亦是迪捷路的師傅兼前任水瓶座黃金聖鬥士水瓶座 克雷斯托的手上得到前代女神的神血能以延续生命下成為黄金聖鬥士。
在黃金外傳卡路狄亞編中遇見剛到聖域時陷入迷惘的紗夏，在不知道紗夏是女神 雅典娜的身份的情況下自作主張將她帶到墨西哥去旅行。他們遇上一位酒館老闆卡爾貝拉（羽蛇神奎茲爾科亞特爾的祭司）。後在保護卡爾貝拉的過程中與獸鬥士結怨。因此跟獸鬥士的首領太陽神官 美洲虎神特茲卡波利波卡 維斯塔產生對峙，被維斯塔用計在自己的心臟種下黑矅石之牙的“活祭印”，因此被維斯塔視為目標還派遣剝皮者 約納爾迪巴茲特利 納瓦洛皮里去行刺自己，當紗夏被納瓦洛皮里給捉去，使卡爾貝拉不得不成為維斯塔的伴侶，為了救回薩莎與卡爾貝拉，在祭坦中跟維斯塔展開決戰，卻因為維斯塔用特茲卡波利波卡的黑矅石衣的力量壓制住陷入劣勢，最終使出“深紅毒針 絕焰 安達里士”打敗維斯塔但因瀕耗盡力量陷入命危，好在紗夏醒覺為雅典娜女神的神力保護自己免於受維斯塔的自爆，更在化為羽蛇神的卡爾貝拉將“活祭印”黑矅石之牙拿出後得以甦醒過來。在黃金外傳迪捷路編中，曾經因為對禁術的操作不熟練而倒下而病倒，所幸由笛捷爾施以凍氣的醫療下得以康復。
OVA中在聖戰開始後與黑帝斯城中擅自行動企圖行刺黑帝斯被迪捷路給勸阻而收手，曾在聖戰開始時擊殺一位冥鬥士救下獨角獸座 耶人令他成為聖鬥士的契機。
在黑帝斯城一戰後，為了平復無法討伐冥王的心情連續用毒針銬問成為俘虜的冥鬥士地奇星 青蛙 哲洛斯試著打聽前往天上的「LOST CANVAS」的方法，之後接受雅典娜之命的迪捷路一起前赴海皇 波塞頓長眠的冰之大地布魯格拉德，在海底都市亞特蘭蒂斯與冥界三巨頭天猛星 雙足飛龍 拉達曼迪斯交戰，藉以「深紅毒針」使拉達曼迪斯左半身麻痺好讓迪捷路能夠追擊潘多拉。在于拉达曼迪斯的单挑中，虽然因为心脏的问题一度处以下风，但是毒舌还是展现的淋漓尽致。最终在以燃烧心脏及生命为代价使出“深紅毒針 絕焰 安達里士”打倒拉达曼迪斯。并在海皇暴走后用最后的力气将重伤的海龍 尤尼提送回地面后而壯烈牺牲。之後在「LOST CANVAS」為了對抗復活的冥王 黑帝斯，變成英靈與其他黃金聖鬥士們幫助童虎和希歐驅退黑帝斯。
在希歐篇番外中，在希歐假裝投靠冥王黑帝斯帶領復活的新時代黃金聖鬥士前往聖域時，和其他聖鬥士以靈魂狀態再次出現為他送行。
卡路狄亞（Kardia），在希臘語中意為「心臟」。
（Antares），又名心宿二，天蠍座的主星，位於天蠍座的心臟位置。
深紅毒針 Scarlet Needle
一共有十五擊，雖然只是針孔般大小的傷害，卻可會在引發劇痛和飆血下徹底秒殺對手，前十四針給敵人最長的悔過時間，是最仁慈的招數。
深紅毒針 安達里士 Scarlet Needle Antares
天蠍座最大奧義，深紅毒針最後一針，貫穿對手，中者會全身劇痛和飆血而痛苦地死去。
深紅毒針 絕焰 Scarlet Needle Katakeo
天蠍座 卡路狄亞以燃燒心臓換取的禁術，使對手身中深紅毒針的位置受到心臟發出的熱量傷害。
深紅毒針 絕焰 安達里士 Scarlet Needle Katakeo Antares
天蠍座 卡路狄亞的究極奧義，「深紅毒針 絕焰」最後一針來貫穿對手，對手的心臓會燃燒殆盡痛苦地死去。
射手座 希緒弗斯
- 聲優：野島裕史／港：馮錦堂／台：何志威
- 年齡：29歲。身高：189 cm。體重：85 kg。血型：A 型。生日：12月3日。出生地：希臘。修行地：希臘聖域。
- 武器：射手座弓箭

第九宮「人馬宮」的守護者，被譽為「聖鬥士之中的賢者」。而且是教皇侯補人之一，金牛座 阿魯迪巴與雙子座 阿斯普洛斯和山羊座 艾爾熙德的摯友，獅子座 雷古魯斯的師父兼叔叔，更是前任獅子座黃金聖鬥士獅子座 伊利亞斯的同父異母的弟弟，亦是身為實力與品格兼備的聖鬥士。
外傳中在十七年前曾為自己背負著身为英雄的兄长伊利亞斯帶給自己的压力與承受著眾人的期待與冷眼觀看下感到懊惱，在成为黄金聖鬥士之后奉教皇 賽奇之命前往德尔斐神殿向巫女求取神谕，历经考验后却得知神谕的内容竟是自己会成为圣域的“罪人”。最终打倒“未来的自己”并在与兄长伊利亚斯一战后领悟“射手座之眼”，继承兄长的信念也重新找回成为聖鬥士的初衷。當兄长伊利亚斯在十年前壯烈成仁時找到姪子雷古魯斯並且將他給帶回聖域，曾一度辞去教皇候选人之职但在前次圣战的两位前辈賽奇与白禮相继牺牲后，成为圣域军当之无愧的领袖。還跟艾爾熙德一起調查黑帝斯的四個手下夢之四神的情报。
圣战开始前很早就开始执行尋找雙子神 睡神 希普諾斯和死神 塔納托斯的行蹤的任务，在旅途中經過義大利找到雅典娜的轉世紗夏並將她帶回聖域，卻對自己當初讓紗夏與亞倫和天馬座 天馬分隔兩地的做法感到很苦惱，但在天馬的勸說下才得以釋懷下決心守護好紗夏。圣战开始后在冥王 黑帝斯 亞倫侵入聖域的時候為保護紗夏，身處冥王所施展的連同黃金聖鬥士也不能動彈的神力中奮力站起拉起「射手座之弓」射出「射手座之箭」，卻被冥王給反彈回來而受到傷害時陷入昏迷。由於察覺到夢之四神的存在導致自己被希普諾斯給囚禁在夢界中無法甦醒，還被司掌『造形者』 摩耳甫斯給囚禁在「墨菲亞」（亦是「麻醉夢界」），即使墨菲亞與崩潰之後依然沒有蘇醒，在遇到進入夢境的紗夏時抱持著罪惡感中穿上「射手座冥衣」，最後在紗夏命令自己用箭射向她並且得到感召下恢復神智並且得以蘇醒援助艾爾熙德切斷夢之四神的靈魂，之後率領雅典娜軍在黑帝斯城外卻選擇守住陣地。
黑帝斯城一戰後在飛上天空的舤船「希望之船」修复不久後前去西藏喜馬拉雅山中支援，與冥界三巨頭之一的天雄星 迦樓羅 艾亞哥斯交戰，在戰鬥中被艾亞哥斯的「銀河死亡終結」給焚燒全身和神經還被他的「迦樓羅振翅」給打飛，為守護天馬和耶人保護「希望之船」而自毀雙目從而領悟出「第八感」撃敗艾亞哥斯。之後在星之魔宮將自己心臟取出放在星之守門人天獸星 獅身人面 法拉奧的天秤上並使天秤成功平衡，然後立該使出「喀戎閃光衝擊」撃敗法拉奧。但後來魔宮之門因法拉奧臨死前的詛咒而關閉，因此與白羊座 希歐和獅子座 雷古魯斯施展禁術「雅典娜之嘆息」將魔宮之門給轟開之後溘然長逝。之後在「LOST CANVAS」為了對抗復活的冥王 黑帝斯，變成英靈與其他黃金聖鬥士們幫助童虎和希歐驅退黑帝斯。
在希歐篇番外中，在希歐假裝投靠冥王黑帝斯帶領復活的新時代黃金聖鬥士前往聖域時，和其他聖鬥士以靈魂狀態再次出現為他送行。
希緒弗斯，是希臘神話中的一個人物，因為得罪冥王而以失明作為懲處，被判處永久的將一塊大石頭推上山頂，都不可避免地要承受著大石頭滾進山谷的處分。
光之箭 Light Arrows
在手中凝聚能量化为数亿的光箭发射出去。这一招的性质，在对付大量敌人时能发挥极大威力。
黄金之箭 Golden Arrow
射手座的圣衣配备弓形的武具，因此这招是身着射手座黄金圣衣的聖鬥士独有的技法。黄金之箭可以承载一人或多人小宇宙的所有能量并增幅到无限大，发出毁灭的一击，不论距离多远对方都无法逃脱。是少数可以超越人类境界的技法。
光之脉动 Pulse of Light
用星座之光激起金色的风，化为绚丽的脉动光波，以脉冲形式发出。
黃金氣旋 Chiron's Sierra
将能量遍布到全身无限压缩成为庞大的力量，凝缩的小宇宙很快便无法承受被包含的力量一瞬间扩散，引起巨大的黄金色能量风暴将周围的一切化为虚无，犹如超新星爆发的威力。
喀戎閃光脈衝 Chiron's Light Impulse
射手座最大奧義，打出強力的金色烈風，威力足以粉碎星辰。
暗黑閃光脈衝 Chiron's Dark Impulse
冥化射手座所使出「喀戎閃光衝擊」的暗黑版本。
山羊座 艾爾熙德
- 聲優：中井和哉／港：麥皓豐／台：梁興昌
- 年齡：26歲。身高：187 cm。體重：87 kg。血型：B 型。生日：12月27日。

第十宮「山羊宮」的守護者，使用「手刀」來作戰，手刀磨練得拳極致，更能利用小宇宙所凝聚成光之刃來攻擊對手，曾是射手座 希緒弗斯的得力助手負責調查夢神的資料。其銳利程度簡直像是「聖劍」能夠輕易可砍開鑽石，最大境界能夠切開空間。是個十分勇猛的人。性格冷靜，嚴謹，遇事不慌，但同時性格較獨與不善於配合，卻極為重視部下（船尾座 拉蓋烏、船帆座 椿、羅盤座 拉斯科與OVA中的帕基亞）不願讓他們去執行任務。
外傳中在年少時和峰與斐魯薩一起修煉有著青梅竹馬的情誼。曾在修習地發生大火時拼命勸説峯一起逃離火災所幸被斐魯薩所救，當斐魯薩用手刀將着火的樹木一棵棵砍斷讓三人逃出險境，卻因手受到嚴重燒傷無法以聖鬥士的身分戰鬥的情況下離去，加上峰罹患肺病離世感到悲痛無法流淚，事後答應峰成為真正的聖劍，在成為聖鬥士後聖域察覺歐洲忽然出現一個名叫陽炎的神秘城鎮，加上希緒弗斯在調查中發現有一位夢神的封印在近期被解除的情況，因此奉教皇 賽奇之命前往陽炎調查，在陽炎城遇見原是鑄劍師的拉蓋烏，然後獲得拉蓋烏的父親的忠告要成為一把韌劍（東洋刀刃的一種跟又硬與尖銳，容易磨損的脆劍不同點在於鋒利之餘不易缺壞）。之後跟拉蓋烏前往劍術競技場。在打敗數名對手後發現陽炎的公主的容貌與亡友的峰極微相似。更從峰展示妖劍斬櫻鬼的威力中感到很震錯不已，清理頭緒後繼續參加比賽並在比賽中見到競技場的霸者亦是好友的斐魯薩，立馬覺察到斐魯薩擁有着並逐步吞噬觀眾的熱力的黑暗小宇宙，在擊倒其他對手後挺進決賽後與斐魯薩對決，知道是斐魯薩解除夢神 福柏託耳的封印的實情後遂生決意要擊倒他，卻被吸收眾人熱力以及擁有神之力的斐魯薩給壓制落入下風，更被掏出另一支融入峯全部靈魂的斬櫻鬼的斐魯薩給重創，面對斐魯薩獲得福柏託耳的力量還認定靠旁觀他人夢想填補空虛之輩毫無愧疚。對此十分憤慨脱下黃金聖衣再戰斐魯薩認定他不過是將夢想變成虛妄的執念，併發出更快的速度超越斐魯薩將他擊敗。更從斐魯薩的口中得知他想要實現峯的遺願用夢神福柏託耳的力量創造陽炎城和復活峯的靈魂。當福柏託耳出現席捲整個競技場時決定與祂交戰，但由於失血過多以及熱力被吸乾而被壓制，最後受到峯的鼓舞爆發小宇宙用聖劍擊殺福柏託耳，最後在陽炎城連同格鬥場消失後與峯的靈魂和踏上贖罪之路的斐魯薩道別帶着拉蓋烏回到聖域。
聖戰開始後在賽奇和他的弟子巨蟹座 馬尼戈特以封印雙子神為任務的同時，位於聖域射手宮內守護希緒弗斯，但希緒弗斯的靈魂卻被司掌『造形者』 摩耳甫斯給囚禁「麻醉夢界」崩潰之後依然不蘇醒的情況後向女神 雅典娜 紗夏主動請纓前往救出困於夢界的希緒弗斯與被囚禁在夢界天馬座 天馬、天鶴座 讓葉與獨角獸座 耶人三人獨闖夢界連斬夢神，一出場就用「聖劍」砍殺多名冥鬥士，隨即遭遇於夢之四神並被司掌『幻夢』 伊基羅斯給斬斷右手但並沒退卻，隨後在天馬、讓葉與耶人落入四神之手時斬碎結界秒殺司掌『假象者』 彭塔索斯，最終來到夢界的中心卻再度遭遇伊基羅斯在其強大的空間攻擊下陷入苦戰，關鍵時刻展現出自身的冷靜和觀察的細微，以全身的劍氣及血液封鎖住伊基羅斯的移動空間最終秒殺對方。面對四名夢神力量集合為一體的四神統合司掌『神諭』之夢神 奧涅依羅斯時處於一面倒的狀態，為了掩護紗夏進入睡神空間與天馬拼死阻擋夢神並且展開激烈交戰，合力將其打出夢界成功將希緒弗斯的靈魂給帶出來，隨後在失去三名部下的情況下回想起希緒弗斯的指點中教導天馬身為戰士應當擁有的大義之道，毅然憑藉最後的力量用「聖劍」將希緒弗斯與紗夏送來的凝聚有雅典娜小宇宙的黃金之箭一切為四片斬斷四神的無限重生的能力。最終為保護天馬挺身擋下垂死反撲的奧涅伊洛斯與祂在爆炸中同歸於盡。
之後在「LOST CANVAS」為了對抗復活的冥王 黑帝斯，變成英靈與其他黃金聖鬥士們幫助童虎和希歐驅退黑帝斯。
在希歐篇番外中，在希歐假裝投靠冥王黑帝斯帶領復活的新時代黃金聖鬥士前往聖域時，和其他聖鬥士以靈魂狀態再次出現為他送行。
飛躍巨石 Jumping Stone
騰空的飛踢攻撃。以身体承受敌人的攻击，在利用这般反动力向对方攻击的反击技。
聖劍 Excalibur
山羊座最大奧義，利用小宇宙所凝聚成光之刃，能輕易可砍開鑽石，最大境界能夠切開空間。
血之陣  Caliburn
配合聖劍利用体内血液向四面溅射。
次元之刃 Dimensional Blade
可以轻易切割空间，甚至将不同世界之间的次元之壁斩断，从而进入其他世界。
灵魂之刃 Soul Blade
用小宇宙凝聚而成的灵魂圣剑，三千世界无物不断，可斩开一切，纵使是无形无象的概念，就连事物的灵魂也可斩杀，但是使用后会使圣剑断裂。
水瓶座 迪捷路
- 聲優：平川大輔／港：劉奕希／台：林谷珍
- 年齡：22歲。身高：184 cm。體重：76 kg。血型：O 型。生日：2月5日。

第十一宮「水瓶宮」的守護者，使用「冰」來作戰，被譽為「聖鬥士中最博識的聖鬥士」，前任水瓶座黄金聖鬥士水瓶座 克雷斯托的徒弟，是個頭腦冷靜的軍師級人物，少年时代起就擔任教皇 賽奇的觀星助手。天蠍座 卡路狄亞的摯友，在冰之大地布魯格拉德接受聖鬥士的修行，在那期間從布魯格拉德的統治者加路西亞那裡學習到占星等各種知識。自幼時在北国的布魯格勒德长大，与布魯格勒德的领主继承人尤尼提及其姐瑟拉菲娜自童年时便是好友。由于自己特有的冰系技能负责给卡路迪亚降低高涨的体温，因此两人有着深厚的友谊。在刚成为黄金聖鬥士不久后，因为圣域收到師傅克雷斯托的求救信而奔赴女蛇龙纹章公馆进行调查，因而发现師傅克雷斯托已经叛变，成为了女蛇龙佳奈特的组织“宝石儿”中的一员“光之山”，遂在公馆与该组织展开激战，先后打败所有宝石儿后与克雷斯托展开师徒对决，被“冰之盾”反弹“极光处刑”而全身冻结，導致雙眼在战斗中受重创，最终爆发小宇宙破冰而出并击败克雷斯托才明白师傅的深意旨在引导其领悟超越绝对零度的冻气，在公馆目送克雷斯托和佳奈特走入冰棺离世后回归圣域。
在聖戰開始後與黑帝斯城進軍之時，當衝動的天秤座 童虎等人要衝進黑帝斯城進攻的時候，冷靜地向他們預測進入城中將會受到結界影響實力下降的情況。OVA中改為勸阻擅自行動單獨前往黑帝斯城的卡路狄亞。
黑帝斯城一戰後為了追擊往天空上的「LOST CANVAS」轉移據點的冥王軍需要借助海皇 波塞頓的協助。接受女神 雅典娜 紗夏之命與卡路狄亞一同前赴海皇長眠的布魯格勒德。在波塞頓神殿裏發現瑟拉斐娜的遗体，這時海將軍 海龍出現希望以「黃金聖衣」來解除「雅典娜之封印」，並炫耀著凝聚「海皇之實力遺產」的「奧利哈剛 Orichalcum」。打飛海龍的面罩後發現原被殺害的尤尼提，在尤尼提已變得墜落的情況下隨即交戰。以「曙光女神之寬恕」粉碎大量的冰使尤尼提清醒過來，更是得知瑟拉斐娜早已病逝的消息。但因潘多拉出現並打破Orichalcum，導致海皇之實力遺產失控，「海皇鱗衣」裝在瑟拉斐娜的身上。在危急時將「奧利哈剛 Orichalcum」的碎片交給尤尼提拜託他將碎片帶去聖域，為壓制住暴走的神力而以「冰之棺」將整個亞特蘭蒂斯給徹底冰封。之後在「LOST CANVAS」為了對抗復活的冥王 黑帝斯，變成英靈與其他黃金聖鬥士們幫助童虎和希歐驅退黑帝斯。
在希歐篇番外中，在希歐假裝投靠冥王黑帝斯帶領復活的新時代黃金聖鬥士前往聖域時，和其他聖鬥士以靈魂狀態再次出現為他送行。
迪捷路在法語中意為“融雪”。
冰之環 Kol'co
以冰環來涷住對手。
冰之棺 Freezing Coffin
把對手給冰封，而且数百万年不融。
鑽石星塵 Diamond Dust
如同雪花一樣的潔白涷氣把對手凍住。
鑽石星塵・零光 Diamond Dust Ray
以光與冰之結晶産生出無數的亂反射，把對手一擊擊敗。
冰之盾 Ice Shield
以冰盾抵擋對手的攻擊，能對對手攻擊產生反作用。
曙光女神之寬恕 Aurora Execution
水瓶座最大奧義，產生七彩極光色的涷氣，對手會被冰封然後再粉碎落下。
雙魚座 魯格尼斯
- 聲優：小杉十郎太
- 年齡：36-37歲。身高：183 cm。體重：85 kg。血型：O 型。生日：3月19日。
- 黃金外傳雅柏菲卡編、希緒弗斯編登場

上代第十二宮「雙魚宮」的守護者，使用「毒玫瑰」來作戰，雙魚座 雅柏菲卡的師傅亦是天立星 樹妖 魯格的兄長，於官方6月出的DRAMA CD（廣播劇）中以聲優模式登場。性格沉穩温柔，但修行時非常嚴格，將雅柏菲卡視為自己的兒子並傳授給他全部招式。
聖戰尚未開始的期間收養剛出生就被遺棄的雅柏菲卡，雖然在「魔宮玫瑰」叢裡撿到雅柏菲卡卻沒有受傷，居住於修行的「藥師島」上培養雅柏菲卡為下任雙魚座，雙魚座的修煉之中有一項是換血，當徒弟的血毒強於師父，則師父會被毒殺由徒弟繼位，所以在某天被不知情的雅柏菲卡給毒害而亡。造成雅柏菲卡為此感到自責與悲傷過度，開始拒絕他人靠近的緣由。
在上代聖戰中為參與過，是在和平時期保衞聖域的聖鬥士。根據原作22卷末的年齡設定中與前代獅子座黃金聖鬥士獅子座 伊利亞斯和前代天蠍座黃金聖鬥士天蠍座 薩菲利是同輩關係。有個當藥師的弟弟魯科（外傳設定），為了給自己解除毒血而拼命研製藥草。也曾請求教皇如果弟弟魯格研製解藥成功就給雅柏菲卡重新選擇走人之道路還是毒之道路的機會。可惜最終在魯格未研發完成解藥前便撒手人寰，促使雅柏菲卡為此感到悲痛不已。
深紅荊棘 Crimson Thorn
把自己的血形成毒針來剌穿對手。
皇家魔宮玫瑰 Royal Demon Rose
使對手身陷麻痺後逼近死亡。
食人魚玫瑰 Piranha Rose
號稱可以穿透一切阻礙，溶解的玫瑰。
吸血玫瑰 Bloody Rose
雙魚座最大奧義，當花吸滿對手的血變紅後對手便會死亡。
雙魚座 阿爾巴菲卡
- 聲優：神谷浩史／港：蘇強文／台：梁興昌
- 年齡：23歲。身高：183 cm。體重：78 kg。血型：A 型。生日：2月23日。

第十二宮「雙魚宮」的守護者，使用「毒玫瑰」來作戰，號稱「與天地爭輝的唯美聖鬥士」，前代雙魚座黃金聖鬥士雙魚座 魯格尼斯的弟子。性格孤傲、自尊心強、有堅毅的耐力和強烈的意志，即使粉身碎骨也絕對不向敵人屈服。由於自己毒血的體質所以很少主動去接觸人。對平民不擺架子，偶爾接觸的人中表現對人溫柔、有禮、關切。會為了保護別人而作出自我犧牲。
在聖域的十二宮之中為防範外敵入侵教皇廳，在從雙魚宮到教皇廳的一段路上都會鋪滿「皇家魔宮玫瑰」，而每一代的雙魚座聖鬥士為了要跟有強烈毒性的玫瑰共存生活，必須要形成能夠抵受劇毒的體質才行，如今連他自身的血液也包含劇毒，因此他都不會去接近別人，實際上自己是一位擁有崇高氣質、會為他人著想的溫柔的人。雖然外表長得非常漂亮，可是卻很討厭被別人提及此事。
出生時就被雙親給遺棄在魔宮玫瑰中，後來被師父魯格尼斯給收養成人。在成為聖鬥士之前在不知情的狀況下毒害師父魯格尼斯感到懊悔與極度悲傷，所以開始拒絕他人靠近，但多少也有點自暴自棄的模樣，被別人給誤會成是冷漠的感覺。
外傳中在聖戰的兩年前出手救下一位來自藥師之島卻遭到冥鬥士雜兵給攻擊的少年佩夫科，兩年後在聖戰開始前因為西方的藥師之島有魔星的蹤影，奉教皇 賽奇之命前往藥師之島進行調查再次遇見佩夫科瞭解他與自己是同樣在出生時就被遺棄的孤兒，並在藥師之島上見到一位醫師但容貌跟已故的師傅魯格尼斯的弟弟魯格。更是發現魯格和自己已故的師傅魯格尼斯長得極為相似，之後發現魯格成為天立星 樹妖的冥鬥士後與他交戰，卻因魯格在藥師島上種滿可以中和雙魚座讀玫瑰的毒性的鈴蘭忠被迷暈，但是靠著思念師父的意志重新站起來並將魯格擊敗，並且在師傅的墓碑前拿著雙親留下來的項鍊正式成為雙魚座黃金聖鬥士。
在馬尼戈特外傳中跟巨蟹座 馬尼戈特前往威尼斯討伐由暗黑祭壇座 亞維德所率領的暗黑聖鬥士。先後擊敗黑暗烏鴉座 流澤、暗黑武仙座 雷瑪路格斯和黑暗獵犬座 尤德三位暗黑聖鬥士。出手保護死亡皇后島的封印神聖面具的一族的倖存者喬加。
聖戰開始後，奉命接下攔阻冥鬥士侵略聖域和「羅德里奧村」的任務。因此在擔任守衛並以「皇家魔宮玫瑰」及「血紅毒針」成功殲滅天貴星 獅鷲獸 米諾斯麾下的十一個冥鬥士（包括地暗星 魔物 尼奧比和天靈星 死靈術師 碧亞克），卻被米諾斯用「星辰傀儡線」的攻擊中而倒下，當白羊座 希歐代替自己奮戰卻不敵米諾斯時並以重傷之軀趕來，用全身的血使出深紅荊棘騙到米諾斯用自己的性命為代價把吸滿自身毒血的「血腥玫瑰」打入米諾斯的胸前，自己也在漫天飛花中力竭身亡逝去。之後在「LOST CANVAS」為了對抗復活的冥王 黑帝斯，變成英靈與其他黃金聖鬥士們幫助童虎和希歐驅退黑帝斯。
在希歐篇番外中，在希歐假裝投靠冥王黑帝斯帶領復活的新時代黃金聖鬥士前往聖域時，和其他聖鬥士以靈魂狀態再次出現為他送行。
血紅毒針 Crimson Thorn
將自己的毒血滲入空氣中形成血霧成荊棘的毒針刺貫穿對手的身軀。
皇家魔宮玫瑰 Royal Demon Rose
使對手身陷麻痺、中毒，並且在毒素蔓延全身上，最後吐血身亡。使對手身陷麻痺後逼近死亡。由於毒性較弱，所以每次攻擊都會發出一定的數量。由於雙魚宮是通往教皇廳的最後一宮，歷代的雙魚座黃金聖鬥士都會於雙魚宮與教皇廳之間的通道放置皇家魔宮玫瑰，作為最後一度屏障。
食人魚玫瑰 Piranha Rose
號稱可以穿透一切阻礙、溶解，可以將碰觸到的東西全數撕碎的黑玫瑰。每次攻擊都會發出一定的數量。
吸血玫瑰 Bloody Rose
雙魚座最大奧義，用劇毒的白玫瑰追擊對手心窩中吸血，直至花吸滿血變深紅色時使對手喪命，阿爾巴菲卡習慣將之作為陷阱用。
染血的白玫瑰 Dye Blood Rose
將自己的毒血染紅白玫瑰裡再直刺對手心窩，防不勝防的致命招式。

### 白銀聖鬥士（Silver Saints）
捍衛希臘聖域與雅典娜之聖鬥士，聖域中高級的聖鬥士，比青銅聖鬥士的地位皆高，共有二十八個人，只要接到聖域與教皇的指令後就立即奔赴世界各地以強大的戰鬥力圓滿地完成任務。甚至可以被稱為聖鬥士的代名詞，他們的拳速及身體的動作都到達到二至五倍音速挥手山崩地裂，身穿「白銀聖衣」。
祭壇座 白禮
- 聲優：堀內賢雄／港：張炳強／台：賀宇傑
- 身高：186 cm。體重：78～89 kg。血型：B 型。生日：6月30日。

祭壇星座白銀聖鬥士，使用「積屍氣」來作戰，教皇 賽奇的雙胞胎哥哥，白羊座 希歐、天鶴座 讓葉和天巧星 神猴 砥草與暗黑祭壇座 亞維德的師父，擁有修復聖衣的能力，嘉米爾族的長老，是前聖戰的殘存者，聖鬥士當中最強、最令人感到畏懼的聖鬥士。在黃金外傳老雙子編中證實白禮的實力比賽奇強數倍以上。
原本是「教皇」兼「巨蟹座黃金聖鬥士」的一等一實力者，但因為生性討厭行於人前，所以把教皇寶座連同本應自己穿的巨蟹座黃金聖衣一起讓給弟弟，自己則撤退到後方作為教皇代理，更設法推辭上代教皇 伊提亞所期待的繼任教皇之位，由於自己的主張促使伊提亞的弟子白羊座 蓋特嘉德感到不諒解。實際上實力仍然依舊強大，是足以直接撃倒神祇的「最強的聖鬥士」。雖然自己把教皇的地位和黃金聖衣推給弟弟並未覺得很抱怨，但卻自覺有負於弟弟賽奇。
前代聖戰時期（約243年前）開始前，與弟弟賽奇一起阻止教皇 伊提亞的叛變計劃，成為前代聖戰的倖存者之一。之後在前代聖戰的後期與弟弟賽奇一起參與對抗上代的冥王 黑帝斯，在動畫版OVA中無雙不斷復活的冥王軍一擊就打倒上代冥界三巨頭之一的米諾斯。與弟弟賽奇和剩餘的聖鬥士們擊退前代黑帝斯的人間體將黑帝斯的靈魂給逼退，目睹被死神 塔納托斯與睡神 希普諾斯殺害多數同伴的過去。因此和弟弟賽奇發誓要完成封印双子神的任務與夙願。前代聖戰聖戰結束之後隱居在嘉米爾和弟弟賽奇追尋雙子神的行蹤為下次的聖戰做好準備。
聖戰開始後幫助獨角獸座 耶人與讓葉前往冥界去拯救天馬座 天馬的靈魂，讓他們找出製成封印冥鬥士的不死之力的木欒子果實，並在聖域中告訴女神 雅典娜 紗夏說派耶人與讓葉去釋放天馬的理由，並且告訴她若有什麼掛念就去替前往黑帝斯城的天馬送行一事，當弟弟賽奇與其徒弟巨蟹座 馬尼戈特成功封印死神 達拿都斯而壯烈成仁，便代替賽奇持為教皇指揮聖域大軍侵入黑帝斯城，而自己侵入黑帝斯城全數擊殺所有冥鬥士雜兵後，到達黑帝斯結界時與睡神 希普諾斯背水一戰，將其封印在「雅典娜之聖櫃」後原本想試圖將沾有雅典娜之血的聖劍插入結界上，但在破坏结界的前一刻被突然到来的冥王 黑帝斯 亞倫一击擊殺倒地，連聖劍也在希歐對抗亞倫時被摧毀。
在希歐篇番外中，在希歐假裝投靠冥王黑帝斯帶領復活的新時代黃金聖鬥士前往聖域時，以年輕的姿態與弟弟賽奇和其他聖鬥士以靈魂狀態再次出現為他送行。
白禮，原文“ハクレイ”是一種植物的名字，推測中文是“白麗”，一種果樹的名字。
念動力 Psychokinesis
以意念瞬間移動物體或人，速度可以達到光速，亦可以自身瞬移以躲過對手的光速攻擊。
積屍氣冥界波 Sekishiki Meikai Ha
用積屍氣把對方打入冥界。
積屍氣轉靈波 Sekishiki Tenryo Ha
祭壇座 白禮的最大奧義，傳說中連神都能粉碎，足以打破冥界法則，由強大小宇宙所召喚龐大數量的靈魂，集結成巨大的靈魂波的神技。
天鶴座 讓葉
- 聲優：小林沙苗／港：陳凱婷／台：劉凱寧
- 年齡：17歲。身高：171 cm。體重：54 kg。血型：AB 型。生日：4月12日。

天鶴星座白銀聖鬥士，嘉米爾的女戰士。使用「念動力」來作戰。能自如地運用念力瞬移等超能力，頸間經常圍著的圍巾是母親的遺物也是用來攻擊對手的武器。是祭壇座 白禮的徒弟、白羊座 希歐與巨蟹座 馬尼戈特的師妹，天巧星 神猴 砥草的姐姐。
成為戰士前為短髮，在聖戰開始時在雙親與弟弟砥草發生從山崖墜崖事故身亡後，為了不讓家族的血脈因此決定出嫁替雙親送行後發現弟弟砥草卻受到死神 塔納托斯的召喚成為冥鬥士殺害雙親的真相，在弟弟被協助自己的希歐用「星屑旋轉」給引渡下後決定不再出嫁成為戰士，並且替家人展開報仇在手臂上刺上家族的刺青印記。由於覺得面具很麻煩，因此不太習慣戴上面具（即使是在前往黑帝斯城的時候並沒有這麼做，黑帝斯城一戰後為了考慮到作為女性白銀聖鬥士的榜樣才戴上面具）。
聖戰開始後在天馬座 天馬毀滅的故鄉出場後用自己的血讓獨角獸座 耶人破碎不堪的聖衣再次復活和他一起前往冥界拯救天馬的靈魂，之後為了製成封印冥鬥士的不死之力的念珠與天馬和耶人一起去尋找木欒子果實然後重返地面。雖然被承認擁有白銀聖鬥士的資格，但由於自己的「天鶴座白銀聖衣」還留在聖域，和耶人把被馬尼戈特給關押在地牢的天馬給帶出時拿回聖衣。陪同天馬和耶人再次前往黑帝斯城。在塔納托斯所建立的「死亡森林」時突破試驗和耶人與天馬對抗天究星 納蘇 維羅妮卡卻不敵對方時由師兄馬尼戈特的幫助下解危，在於夢之四神的戰鬥中被帶到「夢之結界」直至甦醒後和耶人幫助天馬與山羊座 艾爾熙德打敗夢之四神。之後與希歐追上師父白禮時被睡神 希普諾斯給擊傷，當師父白禮被冥王 黑帝斯 亞倫給刺殺後為此與其交戰卻不敵對方時，在天秤座 童虎的捨命相助下和天馬和希歐（OVA中增加耶人）脫離黑帝斯城回到聖域。
黑帝斯城一戰後奉女神 雅典娜 紗夏之命與耶人和其餘聖鬥士們前往西藏喜馬拉雅山中尋找傳說中的帆船，之後隨聖域大軍攻入「星之魔宮」，却在冥河边上因为被思念影响而回头而誤觸冥王的陷阱而被天間星 阿格龍 卡隆給石化。雖然和其他同樣被解除石化的戰友被恢復神力的雅典娜給救回卻被告知無需再戰鬥。在參與決戰將力量喚醒天馬的同時對抗亞倫，在天馬打倒亞倫後被甦醒的冥王 黑帝斯給擊暈身受重傷。在「LOST CANVAS」面臨崩潰時被亞特拉給帶回地面，之後與耶人、亞特拉過著平靜的生活。
在希歐篇番外中，在希歐假裝投靠冥王黑帝斯帶領復活的新時代黃金聖鬥士前往聖域時，和其他聖鬥士以靈魂狀態再次出現為他送行。
讓葉，學名：Daphniphyllum macropodum Miquel，又名「楪」、「交讓木」。
念動力 Psychokinesis
以意念瞬間移動物體或人，速度可以達到光速，亦可以自身瞬移以躲過對手的光速攻擊。
絢舞霓裳閃光腳 Kenbu Shosenkyaku
天鶴座最大奧義，集中小宇宙在腳上瞬間踢碎對手。
船尾座 拉蓋烏
- 聲優：鷹嘴翼
- 身高：183 cm。體重：84 kg。血型：O 型。生日：10月3日。

山羊座 艾爾熙德的部下之一，聖戰開始後在黑帝斯城外去支援解除夢神結界的艾爾熙德，然後跟椿與拉斯科用「合獵圍殺」來對抗四神統合 奧尼羅斯卻不敵對方而壯烈犧牲。
在外傳中有個擁有許多经验的铁匠父親，原本自己想要成为刀匠但卻打造不好刀刃，后来跟随艾爾熙德来到圣域成为聖鬥士。
在希歐篇番外中，在希歐假裝投靠冥王黑帝斯帶領復活的新時代黃金聖鬥士前往聖域時，和其他聖鬥士以靈魂狀態再次出現為他送行。
巨船阿爾戈 Howling Argo
由羅盤座、船帆座與船尾座的組合招式，在各自守護星座的位置組成遠古星座南船座的阿爾戈號用小宇宙形成颶風攻擊，並且以壓倒性前進的強大衝擊波的形式來攻擊對手。
船帆座 椿
- 聲優：下山吉光
- 身高：179 cm。體重：79 kg。血型：A 型。生日：11月13日。

山羊座 艾爾熙德的部下之一，聖戰開始後在黑帝斯城外去支援解除夢神結界的艾爾熙德，為了保護艾爾熙德跟拉蓋烏與拉斯科用「巨船阿爾戈」來對抗四神統合 奧尼羅斯卻不敵對方而壯烈犧牲。OVA中增加倒臥在艾爾熙德的懷裡的情節。
在希歐篇番外中，在希歐假裝投靠冥王黑帝斯帶領復活的新時代黃金聖鬥士前往聖域時，和其他聖鬥士以靈魂狀態再次出現為他送行。
巨船阿爾戈 Howling Argo
由羅盤座、船帆座與船尾座的組合招式，在各自守護星座的位置組成遠古星座南船座的阿爾戈號用小宇宙形成颶風攻擊，並且以壓倒性前進的強大衝擊波的形式來攻擊對手。
獵犬座 雷納
- 黃金外傳希歐編登場

金牛座 泰尼歐的徒弟，聖戰結束的二十年後當魔星降臨聖域，看見有許多人都無法動彈時向泰尼歐稟報時被天魁星 梅菲斯特 杳馬給停止自己的時間，直至在杳馬被擊敗後時間恢復正常。
地獄獵犬座、天箭座、禦夫座、巨犬座、銀蠅座
- 聲優：川野剛稔（地獄犬座）

受命前往意大利侦察冥斗士行動的五位白银聖鬥士，因長期在前線戰鬥，所以擁有接近黃金聖鬥士的實力。
聖戰開始後奉教皇 賽奇之命前往意大利偵察冥鬥士的情報，OVA中起初在偵查中讨伐地闊星 致命的丑角 卡夫卡和其身旁的五位冥鬥士卻不慎誤闖黑帝斯城，因此遭受潘多拉和天间星、地奇星等数名冥斗士的埋伏攻擊而被纖滅，隨後巨犬座和銀蠅座的血液被冥王 黑帝斯 亞倫用來繪畫，而地獄犬座、禦夫座和天箭座則被冥王操縱返回聖域刺殺女神 雅典娜 紗夏但被天秤座 童虎和白羊座 希歐奮力打倒，後來感受到紗夏的諒解與溫柔之心並且訴說希望能為她而戰隨後化為塵埃成佛。
在希歐篇番外中，在希歐假裝投靠冥王黑帝斯帶領復活的新時代黃金聖鬥士前往聖域時，和其他聖鬥士以靈魂狀態再次出現為他送行。
幽灵之箭Phantom Arrow（天箭座白银聖鬥士）
天箭座最大奥义，以无数的幻影之箭作牵制，然后其中以一枝真箭來击杀對手。
武仙座
聖戰開始後面對冥鬥士攻入聖域時出戰迎擊的白銀聖鬥士，雖然奮力抵抗卻戰敗還被天貴星 獅鷲獸 米諾斯的「星辰傀儡線」給殺害。　
在希歐篇番外中，在希歐假裝投靠冥王黑帝斯帶領復活的新時代黃金聖鬥士前往聖域時，和其他聖鬥士以靈魂狀態再次出現為他送行。
蜥蜴座、獵犬座、半人馬座
聖戰開始後跟隨天秤座 童虎等人前往黑帝斯城討伐冥王 黑帝斯 亞倫的白銀聖鬥士，黑帝斯一戰中在進攻黑帝斯城時中誤觸冥王所施展的假教皇幻象陷阱而陣亡。
蜥蜴座與獵犬座聖斗士跟隨童虎、希歐、天马、耶人四人前往意大利去侦查森林大教堂卻负伤返回聖域。
在希歐篇番外中，在希歐假裝投靠冥王黑帝斯帶領復活的新時代黃金聖鬥士前往聖域時，和其他聖鬥士以靈魂狀態再次出現為他送行。
烏鴉座
能夠駕馭烏鴉從而在天空中飛行的具有偵查能力的白銀聖鬥士，黑帝斯城一戰後帶領幾個下屬一同去天空中偵查「LOST CANVAS」但受到襲擊，幾個下屬先後被殺，身受重傷的情況發現黑帝斯的行蹤僥倖逃出之後仍支撐著回到聖域，向女神 雅典娜 紗夏匯報出黑帝斯軍的行蹤後就離世。
在希歐篇番外中，在希歐假裝投靠冥王黑帝斯帶領復活的新時代黃金聖鬥士前往聖域時，和其他聖鬥士以靈魂狀態再次出現為他送行。
英仙座
聖戰開始後跟隨雅典娜軍一起進攻黑帝斯城的白銀聖鬥士，黑帝斯城一戰後與兩名聖鬥士前往卡農島探尋““卡農島之惡靈鬼””的真實身分，因為懼怕卡農島之鬼的巨大威力而轉身逃跑卻被抓住，就連盾牌被鬼給咬碎，本人生死不明。
在希歐篇番外中，在希歐假裝投靠冥王黑帝斯帶領復活的新時代黃金聖鬥士前往聖域時，和其他聖鬥士以靈魂狀態再次出現為他送行。
天兔座、鹿豹座、海豚座、北冕座、杜鵑座、牧夫座
聖戰開始後追隨射手座 希緒弗斯進攻黑帝斯城的白銀聖鬥士。黑帝斯城一戰後追隨女神 雅典娜 紗夏攻入「星之魔宮」的「LOST CANVAS」卻不慎誤觸冥王 黑帝斯 亞倫的陷阱而被天間星 阿格龍 卡隆給石化。雖然被雅典娜用神力解除石化卻被告知無需再戰鬥，之後參與決戰將力量喚醒天馬座 天馬的同時對抗亞倫，在天馬打倒亞倫時被甦醒的冥王 黑帝斯所殺。
在希歐篇番外中，在希歐假裝投靠冥王黑帝斯帶領復活的新時代黃金聖鬥士前往聖域時，和其他聖鬥士以靈魂狀態再次出現為他送行。
天琴座、仙皇座、三角座、天鷹座、蛇夫座、白鯨座
聖戰開始後跟隨雅典娜軍進攻黑帝斯城的白銀聖鬥士，黑帝斯城一戰後之後追隨女神 雅典娜 紗夏攻入「星之魔宮」的「LOST CANVAS」卻不慎誤觸冥王 黑帝斯 亞倫的陷阱而被天間星 阿格龍 卡隆給石化。雖然被雅典娜用神力解除石化卻被告知無需再戰鬥，之後參與決戰將力量喚醒天馬座 天馬的同時對抗亞倫，在天馬打倒亞倫時被甦醒的冥王 黑帝斯所殺。
唯獨白鯨座聖斗士跟隨童虎、希歐、天马、耶人四人前往意大利去侦查森林大教堂卻负伤返回聖域。
在希歐篇番外中，在希歐假裝投靠冥王黑帝斯帶領復活的新時代黃金聖鬥士前往聖域時，和其他聖鬥士以靈魂狀態再次出現為他送行。

### 青銅聖鬥士（Bronze Saints）
捍衛雅典娜之聖鬥士，共有四十八個人，他們的拳速及身體的動作都到達到一馬赫，身穿「青銅聖衣」。
天馬座 天馬
- 聲優：柿原徹也／港：黃榮璋／台：梁興昌
- 年齡：15歲。身高：168 cm。體重：56 kg。血型：B 型。生日：12月5日。出生地：德國 （日裔）。修行地：希臘聖域。

天馬星座青銅聖鬥士。使用「流星拳」來作戰，被人稱為「天界大罪人弒神的天馬座」，擁有超越凡人擊倒眾神的「弒神之力」，為下一代二百四十三年後的天馬座 星矢的前世。有著日本人的血統，也是亞倫與紗夏的青梅竹馬。個性很單純、真誠、率直，而且有紳士風度主動接下潘多拉的摑掌的情況下不對女性出手，雖然在戰鬥中处于下风卻在偶然的时候爆发出惊人的战力與實力。
父親是被稱為「最強的冥鬥士」天魁星 梅菲斯特 杳馬，母親是冥王軍的指揮官 潘朵拉所居住的城堡的女僕，更成為無星 夜梟的冥鬥士帕蒂塔。
年幼時跟母親帕蒂塔遭受潘多拉的追殺，當母親為了保護自己而犧牲後被父親梅菲斯特帶到在鎮外的孤兒院，自此跟亞倫和紗夏相遇，因此三人成為好友跟其他的孤兒們在孤兒院長大。當紗夏被人給收留後（對方是射手座 希緒弗斯）就決定連同紗夏的份保護好亞倫。
曾在發生水災時獨自地領悟小宇宙保護家鄉被天秤座 童虎所發掘。在聖戰開始的兩年前告別亞倫跟隨童虎前往聖域接受聖鬥士的訓練與紗夏重逢，更是意外得知紗夏是女神 雅典娜的轉世。兩年後得到「天馬座青銅聖衣」和成為天馬座青銅聖鬥士。聖戰開始時得知冥王 黑帝斯在家鄉復活後，由於擔憂亞倫加入討伐隊跟隨師傅童虎與白羊座 希歐、獨角獸座 耶人等聖鬥士們前往故鄉，卻發現孤兒院的好友們遭到遇害、亞倫是冥王黑帝斯的人間體的消息，在被完全覺醒為黑帝斯的亞倫親手給殺害時靠著紗夏做的花環注入「雅典娜之祈禱」而保護住靈魂，在冥界與前來救自己的耶人和天鶴座 讓葉會合。為找尋於聖戰中的可以封印冥鬥士不死之力的關鍵物品（也就是把一百零八顆念珠的原材料「木欒子」的果實）而向冥界深處進發，在遇到處女座 阿釋密達並從他的試煉中了解從神話時代時中產生出天馬座與冥王之間的因緣。之後接下阿釋密達用血製造的一百零八顆念珠復活並且在嘉米爾抵抗冥鬥士，穿上藉由阿釋密達之血而復活的「新生天馬座青銅聖衣」返回圣域对抗亚伦和冥王军。當金牛座 哈斯加多為了保護自己犧牲感到很自責時被巨蟹座 馬尼葛魯多給「禁錮」在地牢中，所幸由受祭壇座 白禮之命的讓葉和耶人所救，更在出發前往黑帝斯城中目睹紗夏為自己與讓葉和耶人送行，在通往死亡森林中跟天究星 納蘇 維羅妮卡的戰鬥中一度被由維羅妮卡所操縱已故的亡友給攻擊，在引渡亡友不久與讓葉和耶人對抗維羅妮卡的亡者軍隊卻處於危機被趕來支援的馬尼葛魯多給解圍，在跟夢之四神的戰鬥中被囚禁在「麻醉夢界」中，甦醒後面對司掌『造形者』 摩耳甫斯的力量處於劣勢，但在亞倫的借助下短暫覺醒「天馬座神聖衣」擊倒摩耳並且跟山羊座 艾爾熙德對抗『神諭』之夢神 奧涅依羅斯救出耶人和讓葉，在前往黑帝斯城跟希歐與童虎重逢，在目睹白禮被殺更是得知亞倫的靈魂已經「不在」的消息後對此憤怒之下與「徹底覺醒」為為冥王的亞倫卻交戰不敵，OVA中跟以自身的靈魂幻影來助陣的紗夏臨時召喚「天馬座神聖衣」與穿上「冥王黑帝斯冥衣」的亞倫展開激戰，但卻在亞倫的力量壓制下處於劣勢還一度使紗夏陷入危險，儘管保護紗夏的靈魂卻反而使自己处于危险之中，最後在童虎的犧牲之下跟希歐、讓葉和耶人飛離黑帝斯城，返回聖域後對亞倫的不在以及目睹童虎的犧牲感到悲憤之際發誓自己一定要變強。
黑帝斯城一戰後為了找出讓自己贏過亞倫的方法，在水瓶座 迪捷路的建議下前往卡農島接受“卡農島之惡靈鬼”的試煉，在通過試煉並隱約領悟到小宇宙的「第七感」得到再次進化的天馬座青銅聖衣返回聖域與紗夏會面，然後和希緒弗斯到達嘉米爾去支援讓葉和耶人和許多聖鬥士們，在天狼座 悠卡斯、幼獅座 布雷里奧、大熊座 道格拉斯、水蛇座 柯契斯捨命將「希望之船」啟動的同時和紗夏再次與亞倫交戰中参與对星之魔宫的攻略战。然後與紗夏、希歐和獅子座 雷古魯斯前往「水星宮」，在遇見父親天魁星 梅菲斯特 杳馬時得知自己的身世和紗夏跟亞倫相遇的經過，在前往「金星宮」遇到天英星 巴路隆 路尼時被險被他用「巴路隆之鞭」給直接打入冥界，在希歐自願阻擋路尼時通過「金星宮」，在「地球宮」被天暴星 貝努鳥 輝火以「鎖魂永生紋」給困住無法脫身險被燒成灰燼，所幸被童虎所救並且發現他還生還，在童虎的掩護下僥倖通過「地球宮」並於「土星宮」與潘多拉等人碰頭與戰鬥時被插入戰局的杳馬給轉移到「天王星宮」與母親帕蒂塔交戰，最後換取母親帕蒂塔的犧牲下真正覺醒出「天馬座神聖衣」並且繼從潘多拉的口中得知亞倫依然存在的實情。之後跟紗夏與亞倫展開決戰卻因為「LOST CANVAS」天使們的阻擋和亞倫的重創失去意識，在同伴們的呼喊和意念下甦醒過來將亞倫給打醒卻和紗夏被冥王 黑帝斯給重創陷入昏迷，在童虎和希歐跟著其他英靈的黃金聖鬥士們將冥王的靈魂從亞倫的身上逐出不久，與紗夏和亞倫前往「冥王星宮」向童虎表達謝意和告別，之後在「冥王星宮」用花環將冥王 黑帝斯的靈魂給逐出極樂淨土後再無消息。白羊座外傳中聖戰結束十四年後與紗夏出現在聖域用「雅典娜之盾」來協助已經成為教皇的希歐打敗父親杳馬後留下「天馬座青銅聖衣」返回天界。
天馬流星拳 Pegasus Ryusei Ken
沿著天馬座星位以每秒鐘可以發出數百拳的超越音速的拳法，極限時達至光速的境界。
天馬彗星拳 Pegasus Suisei Ken
天馬座最大奧義，天馬流星拳的昇華，使用時將無數的流星拳匯集到一點打出，威力要比天馬流星拳強一百倍。
天馬彗星拳・奇蹟 Pegasus Suisei Ken Big Bang
天馬座究極奧義，天馬彗星拳的昇華，身穿神聖衣而打出的究極之拳。
獨角獸座 耶人
- 聲優：阿部敦／港：李凱傑／台：何志威
- 年齡：15歲。身高：169 cm。體重：58 kg。血型：O 型。生日：11月2日。修行地：希臘聖域。

獨角獸星座青銅聖鬥士。為二百四十三年後的獨角獸座 邪武的前世。為了朋友而赴汤蹈火，即使不惜犧牲自己懷抱著堅定的忠誠心。雖然自己非常喜歡身為智慧與戰爭女神 雅典娜的轉世的紗夏，但是卻無法向她告白和說出口。
漫面中未顯示當聖鬥士的經歷，也未顯示有家人，所以总是被照顾。OVA動畫有顯示有兩個姐姐美貞和久，自懂事時從長姊美貞聽述聖鬥士的故事給予自己成為聖鬥士的渴望，當長姊美貞生病後帶她前往醫生所在的小鎮卻遭到冥鬥士的攻擊所幸被天蠍座黃金聖鬥士天蠍座 卡爾迪亞所救，事後將長姊美貞帶回家交給二姊久來照顧跟隨卡爾迪亞成為聖鬥士。
番外篇中在尚未成為獨角獸座聖鬥士前接受卡爾迪亞的試煉與剛成為黃金是鬥士的獅子座 雷古魯斯前往古代神殿的遺跡將壓制住恩基神的圓盤放入壁畫上，因此順利通過試煉。
起初在聖域排斥對和身為女神雅典娜的紗夏是發小關係的天馬座 天馬，但後來被他的率真和执著所感化变得更加坚强。聖戰開始時在冥王 黑帝斯覺醒的時候跟著天馬加入由天秤座 童虎與白羊座 希歐所率領的討伐隊，但在天馬被變成黑帝斯的亞倫給殺害的時候被牽扯在內而受害，但後來載廢墟中遇到天鶴座 讓葉和天馬通過念力瞬移來到嘉米爾得到「新生獨角獸座青銅聖衣」以及「雅典娜之聖劍」，並奉嘉米爾長老祭壇座 白禮之命與讓葉前往冥界救出天馬。在冥界與天馬、讓葉找尋於黑帝斯之戰中至關重要的「木欒子果實」而向冥界深處進發，在得到「木欒子果實」時獨自留下對戰天丑星 死亡甲蟲 史坦德，最後憑藉聖劍的庇護下返回地面和讓葉與天馬對抗許多的冥鬥士。之後和讓葉一起奉白禮的命令從聖域救出天馬前往他早已毀滅的故鄉。途中經歷與天究星 納蘇 維羅妮卡、夢之四神的戰鬥。OVA中跟天馬、讓葉、希歐與童虎對抗「覺醒」為冥王的亞倫卻交戰不敵時，最後在童虎的犧牲之下跟希歐、讓葉和天馬脫離黑帝斯城返回聖域。
黑帝斯城一戰後隨後奉雅典娜之命與多數聖鬥士們前往西藏喜馬拉雅山中尋找傳說中的帆船「希望之船」。在方舟啟動後擔任方舟的駕駛和聖域大軍攻入星之魔宮，但在冥河边上因为被思念影响而回头和其他聖鬥士誤觸冥王的陷阱而被天間星 阿格龍 卡隆給石化，在被完全石化前用最後的力量阻止天馬轉頭。雖然和其他同樣被解除石化的戰友被恢復神力的紗夏給救回卻被告知無需再戰鬥。在參與決戰將力量喚醒天馬的同時對抗亞倫，在天馬打倒亞倫後被甦醒的冥王 黑帝斯給擊暈身受重傷。在「LOST CANVAS」面臨崩潰時被亞特拉給帶回地面，之後與讓葉、亞特拉在嘉米爾過著平靜的生活。
在希歐篇番外中，在希歐假裝投靠冥王黑帝斯帶領復活的新時代黃金聖鬥士前往聖域時，和其他聖鬥士以靈魂狀態再次出現為他送行。
在设定资料中耶人的名字没有被写为片假名“ヤト”（天马反而被写作“テンマ”），而是写作汉字“耶人”，读音还是按日语读音读作Yato，其国籍很可能也是日本。（OVA里的原创内容却隐约暗示其出生地是中国。）
獨角獸飛奔 Unicorn Gallop
集中小宇宙在腳上重撃對手。
獨角獸飛躍 Unicorn Jump
獨角獸座最大奧義，跳上高空，然後由上往下加速衝撞力重撃對手。
羅盤座 拉斯科
- 聲優：佐藤拓也
- 年齡：17歲。身高：169 cm。体重：60 kg。血型：A 型。生日：8月31日。

山羊座 艾爾熙德的部下之一，聖戰開始後在黑帝斯城外去支援解除夢神結界的艾爾熙德跟拉蓋烏和椿用「合獵圍殺」來對抗四神統合 奧尼羅斯卻不敵對方而壯烈犧牲。
在希歐篇番外中，在希歐假裝出賣靈魂投靠冥王黑帝斯，帶領被復活的其餘新一代黃金聖鬥士前往聖域時，和其他聖鬥士以靈魂狀態再次出現為他送行。
巨船阿爾戈 Howling Argo
由羅盤座、船帆座與船尾座的組合招式，在各自守護星座的位置組成遠古星座南船座的阿爾戈號用小宇宙形成颶風攻擊，並且以壓倒性前進的強大衝擊波的形式來攻擊對手。
天狼座 悠卡斯、幼獅座 布雷里奧、大熊座 道格拉斯、水蛇座 柯契斯
聖戰開始後追隨射手座 希緒弗斯一起進攻黑帝斯城的青銅聖鬥士，黑帝斯城一戰後奉女神 雅典娜 紗夏之命與眾聖鬥士（包含獨角獸座 耶人與天鶴座 讓葉）前往西藏喜馬拉雅山中尋找與修復過去聖戰中聖鬥士軍所使用的帆船「希望之船」。面對天雄星 迦樓羅 艾亞哥斯和天孤星 冥府獸王 拜歐蕾特所率領的冥王軍的猛攻卻不敵陷入困境，所幸被趕來支援的獅子座 雷古魯斯、天馬座 天馬與希緒弗斯的協助下解危，奉希緒弗斯協助天馬和耶人啓動帆船，道格拉斯為了解救誤觸陷阱的等人被土牆擠壓付出自己的性命，柯契斯為開闢道路沖入荊棘叢中失血過多喪命，勇卡斯和布雷里奧為了啟動「奧利哈剛 Orichalcum」而犧牲令飛船復甦以靈魂數次出現在天馬和耶人的面前並且幫助他們。
在希歐篇番外中，在希歐假裝投靠冥王黑帝斯帶領復活的新時代黃金聖鬥士前往聖域時，和其他聖鬥士以靈魂狀態再次出現為他送行。
鹿豹座
聖戰開始後面對冥鬥士攻入聖域時出戰迎擊的青銅聖鬥士，雖然奮力抵抗卻戰敗還被天貴星 獅鷲獸 米諾斯的「星辰傀儡線」給殺害。　
在希歐篇番外中，在希歐假裝投靠冥王黑帝斯帶領復活的新時代黃金聖鬥士前往聖域時，和其他聖鬥士以靈魂狀態再次出現為他送行。
印第安座、飛魚座、波江座、仙后座、天兔座、北冕座、杜鹃座、海豚座、牧夫座
聖戰開始後追隨射手座 希緒弗斯一起進攻黑帝斯城的青銅聖鬥士。之後追隨女神 雅典娜 紗夏攻入「星之魔宮」的「LOST CANVAS」中不慎誤觸冥王 黑帝斯 亞倫 的陷阱而被石化。雖然被雅典娜用神力解除石化卻被告知無需再戰鬥，之後參與決戰將力量喚醒天馬座 天馬的同時對抗亞倫，在天馬打倒亞倫時被甦醒的冥王 黑帝斯所殺。
在希歐篇番外中，在希歐假裝投靠冥王黑帝斯帶領復活的新時代黃金聖鬥士前往聖域時，和其他聖鬥士以靈魂狀態再次出現為他送行。

### 暗黑聖鬥士（Black Saints）
原本是均為實力不俗的聖鬥士候補生，卻因為擁有私欲極度的慾望和理念，而被教皇 賽奇和輔佐者祭壇座 白禮給放逐到死亡皇後島，並且由掌管神聖面具的某個族群來監視，然而在亞維德指揮下引發叛變將該族給全數殲滅（僅剩倖存者—喬加生還）然後奪走神聖面具和暗黑聖衣。後來以威尼斯為據點藉以瘋狂聚斂財富與為非作歹，準備打算準備全面迎戰向聖域展開復仇。但最終被奉賽奇之命的兩位黃金聖鬥士巨蟹座 馬尼戈特和雙魚座 雅柏菲卡給討伐與殲滅。
暗黑祭壇座 亞維德
- 身高：190 cm。體重：89 kg。血型：O 型。生日：7月22日。

暗黑祭壇座的暗黑聖鬥士兼暗黑聖鬥士的首領，亦是祭壇座 白禮的前任弟子，巨蟹座 馬尼戈特的同門師兄，能夠熟練運用積屍氣，接近黃金聖鬥士的實力。
在聖域長老白禮門下修行，擁有超越常人的強烈欲望之心。本寄望於自己的師傅白禮，認為以他的強大實力必定可以按自己所希望的那樣獲得無窮金錢與權勢，然而白禮從未想過要與弟弟賽奇爭權教皇之位，因此憤然離開白禮照著自己想要的方式來生存。
之後為了向聖域展開復仇在意大利召集大批蒐集力量和欲望而來的黑暗聖鬥士，不只以爭奪金錢和權勢為目標肆意妄為還不僅收刮民財更是殺戮不少活人建造出充滿靈魂的公館（在這期間將死亡皇後島掌管神聖面具的一族給全數殲滅）引來聖域的注意並且派出黃金聖鬥士巨蟹座 馬尼戈特和雙魚座 雅柏菲卡前來討伐。雙方勢力在公館進行大戰，部下暗黑白鯨座、暗黑烏鴉座、暗黑武仙座與暗黑獵犬座先後被打敗後。遂與馬尼戈特展開正面對決，由於公館中盡是可以作為“火藥”的靈魂，亞維德可以最大程度的發揮“積屍氣鬼蒼焰”和“積屍氣魂葬破”的威力，故輕而易舉的壓制住馬尼戈特並將他給重創。但馬尼戈特使出“積屍氣冥界波”將戰場轉移到冥界，雖然掙脫被自己殘害的亡魂的束縛卻被馬尼戈特全力打出的一拳而自身墜落至黃泉比良阪。即使在最後一刻依然毫無悔意，反而認為自己的表現已經證明只要願意無論金錢和權勢都是唾手可得之事。
積屍氣鬼蒼焰 Sekishiki Kisoen
用積屍氣把靈魂為燃料產生鬼火把對方給燃燒殆盡。
積屍氣魂葬破 Sekishiki Konso Ha
用積屍氣把靈魂當作火藥使它發生爆炸性的衝撃。
积尸气冥界波 Dark World Wave
暗黑祭壇座最大奧義，把对手的灵魂强制送往冥界入口黄泉比良坂的绝技，如果在灵魂状态下被此招打中，那么灵魂将会被撕碎飘散到异次元，永世不得超生。
暗黑白鲸座 阿雷格雷
- 身高：189 cm。體重：95 kg。血型：O 型。生日：3月6日。

暗黑白鲸座的暗黑聖鬥士，外表身材高大，穿着传教士的服裝，却嗜酒如命的同时为人极为残忍。
迎战黄金聖鬥士巨蟹座 馬尼戈特和双鱼座 雅柏菲卡的过程中，先使出“神聖噴沖”破解马尼戈特的积尸气攻击并在肉搏中使用“車輪旋轉功”來壓制他，卻被从背后爬起的马尼戈特給钩住自己的腰部更受“巨蟹钳杀”的攻擊而重创倒地，在即将透露乔加的身份时被流哲給幹掉。
車輪旋轉功 Giant Whale Button
快速跃迁至空中，借助势能强势下坠，给对手剧烈冲击。
神聖噴沖 Sacred Whale Spray
暗黑白鲸座最大奧義，浪潮形的冲击波，能够净化灵魂的同時也能克制积尸气。
暗黑烏鴉座 流哲
- 身高：182 cm。體重：75 kg。血型：B 型。生日：11月5日。

暗黑烏鴉座的暗黑聖鬥士，擁有极度自恋的伪娘個性。
在阿雷格雷戰敗後处决他，還多數挑釁同样以美貌著称的双鱼座 雅柏菲卡，以绝技“暗黑羽刃翼盾”挡下阿爾巴菲卡的魔宫玫瑰甚至用「黑羽冲击」使他的嘴角出血。因为惧怕雅柏菲卡的体内的剧毒血液只好借用亚维德的力量释放“积尸气冥界波”将众人灵魂抽离肉体带到黄泉比良坂中企图在击败雅柏菲卡，不料反倒彻底激起雅柏菲卡的斗志在近身肉搏中被他打倒，連同暗黑圣衣也被击的残破不堪。最终使亚维德用积尸气鬼苍焰將自己的灵魂給烧毁殆盡。
暗黑羽刃翼盾Black Feather Defence
将黑羽高速旋转覆盖在自身周围，通过小宇宙形成强劲的气流壁，防御力非常可观。
积尸气冥界波Dark World Wave（向亚维德借用的）
把对手的灵魂强制送往冥界入口黄泉比良坂的绝技，如果在灵魂状态下被此招打中，那么灵魂将会被撕碎飘散到异次元，永世不得超生。
黑羽冲击 Black Feather Impact
暗黑烏鴉座最大奧義，掷出无数黑色羽毛，凝结小宇宙于其中，使其如利刃一般锋利能够穿透黄金圣衣。
暗黑獵犬座 猶度
- 身高：187 cm。體重：85 kg。血型：AB 型。生日：1月10日。

暗黑獵犬座的暗黑聖鬥士，戴著單片眼鏡，擁有使用读心术的男子，亦是殲滅死亡皇后岛神圣面具一族的兇手。
在亞維德對峙巨蟹座 馬尼戈特時要脅神圣面具家族的幸存者乔加去毁坏封印暗黑力量的神圣面具，不料却被乔加戴上面具觉醒小宇宙的乔加击倒連圣衣也被净化。在行刺乔加不成被及时赶到的双鱼座 雅柏菲卡用毒血的白玫瑰的血腥玫瑰給秒杀而倒地。
读心术 Telepathy
通过小宇宙來读取对手内心的想法。
暗黑武仙座 雷瑪路格斯
- 身高：185 cm。體重：88 kg。血型：A 型。生日：7月18日。

暗黑武仙座的暗黑聖鬥士，食量极大到被双鱼座 雅柏菲卡給諷刺为“吃货男”。出场后尚在进食尚未發現雅柏菲卡闯入公館被他的血腥玫瑰給秒杀。

### 雅典娜軍的候补生
雅典娜之聖鬥士的候補生，聖鬥士的候補生在未成為正規的聖鬥士前要從候補的身分開始接受嚴格的訓練與規定，有時會擔任聖域週邊巡邏戒備的警備士兵或是支援執行任務的聖鬥士的協助者，凡是擁有大幅度提升的實力、爆發出驚人的小宇宙的候補生，將在繼承聖衣的選拔賽中獲勝並且穿上聖衣成為聖鬥士（但是繼承聖衣的選拔賽中無論是青銅、白銀以及黃金聖衣的繼承賽中得手率不高）。
賽琳莎、沙羅
- 聲優：小笠原亞里沙、本城雄太郎
- （賽琳莎）身高：160→164 cm。重量：51 kg。血型：A 型。生日：7月25日。
- （沙羅）身高：157 cm。重量：47 kg。血型：O 型。生日：10月8日。

在聖域周邊巡邏戒備的聖鬥士的候補生亦是金牛座 哈加斯特的弟子，其中賽琳莎由於是女性的身分戴上面具。
漫畫版中原為萨琳莎原是在克里特島中被遺棄孤兒，後來被青銅人偶畢宿五給收留，八年前由任务途中的哈加斯特給带回圣域接受聖鬥士训练。OVA中跟沙羅和泰尼奧在战争中失去依靠，在暴雨中被哈加斯特所救帶到圣域附近的村庄中收养，聖戰爆發時跟隨哈加斯特到圣域修炼並且巡視圣域周边巡逻戒备。賽琳莎在哈加斯特犧牲時放棄聖鬥士候補生的身分並且抚养许多的孤兒，沙羅跟隨泰尼奧參加進攻黑帝斯城的戰役卻羅因為誤觸冥王 黑帝斯 亞倫所製造的教皇幻影導致他與眾多聖鬥士盲目進攻致中不幸喪命，唯獨泰尼奧一人僥倖生還並在聖戰結束時重返聖域。黃金外傳阿爾迪巴朗編中，賽琳莎在聖戰結束的六年後，協助雅嘉莎送藥材時遭遇山崩被繼承哈加斯特的意志成為金牛座的聖鬥士泰尼奧所救，事後拜訪哈加斯特和沙羅的墓碑。
巴吉亞
OVA动画的人物。
山羊座 艾爾熙德的弟子之一，曾與一位聖鬥士的候補生（聲優:田口弘明）的對戰中获得聖鬥士资格后，卻因为无法克服面對迫在眉睫的圣战中的恐惧打算要逃离圣域時险被艾爾熙德給處決，所幸獲得 射手座 希緒弗斯的搭救解危下能夠赦免直接離開聖域過著普通人的生活。
翔、干沙
烏鴉座聖鬥士的部下，黑帝斯城一戰後跟隨烏鴉座聖鬥士飛行到天空中去「LOST CANVAS」偵查冥王軍的行蹤，卻目睹意大利半島被拉進天空中給吞噬正要上升查看情況時被「LOST CANVAS」給拉進畫作裡面而亡。

### 前代聖戰時期（約兩百四十三年前）
上代司掌『智慧』和『戰爭』女神 雅典娜
- 聲優：坂本真绫
- 年齡：26歲。身高：170 cm。體重：57 kg。血型：AB 型。生日：11月29日。出生地：希臘聖域。
- 武器：勝利女神權杖、雅典娜之盾

前代聖戰時期（約兩百四十三年前）的智慧與戰爭女神 雅典娜，借以人類的姿態作為神降生於雅典娜神像旁，以成年女子的姿態覺醒神力，為了守護地上的和平奮戰。
僅在OVA 和黃金外傳老雙子編、黃金外傳希歐編、阿弗尼爾外傳編登場。
曾從天界下凡到人間阻止聖戰時被自己的神祇部下奧魯（也就是後來的無星 夜梟 帕蒂塔的轉世）給勸阻，後來跟她解釋自己有天馬座的靈魂會陪伴在自己的身旁下是不會孤軍奮戰的理由，促使奧魯決定培育天馬座的靈魂以及下任雅典娜的紗夏以人類的身份轉世與冥王 黑帝斯的人間體產生羈絆作為契機。
老雙子編中與前任水瓶座黃金聖鬥士水瓶座 克雷斯托前往布魯格勒德會談結束後因察覺被雙子神死神 塔納托斯與睡神 希普諾斯給挑撥離間下引發叛變的前代教皇 伊提亞的異狀，在返回聖域查看被伊提亞給刺傷的祭壇座 白禮的傷勢，為了拯救陷入黑暗而墮落的伊提亞，決定將重責交給白禮與其弟巨蟹座 賽奇的同時解除聖域十二宮的結界將聖鬥士們傳送到教皇廳的方向，與克雷斯托消除所有操縱剩餘的黃金聖鬥士的冥蝶。在希歐外傳中在伊提亞叛變事件結束後因來自未來的白羊座 阿弗尼爾代替白羊座 蓋德嘉特出現在自己與巨蟹座 賽奇和祭壇座 白禮的面前，謹慎地了解阿弗尼爾並且得知他的遭遇，更在聖戰中從阿弗尼爾的身上感受到他對未來自己產生歉意的小宇宙。
OVA中以出聖戰的最終戰役中在前代冥王 黑帝斯現身時穿上「雅典娜聖衣」，然後用自己的血加附在劍和紙片上做成聖劍和護符施展結界阻止冥鬥士們復活，儘管和賽奇、與白禮以及剩餘的聖鬥士們擊退前代黑帝斯的人間體將黑帝斯的靈魂給逼退卻被雙子神給打成重傷，最後為了保護賽奇與白禮代替他們在追擊雙子神前往神之通道（超次元）前將聖域囑託給他們的同時將會在下个时代再次相逢，在聖戰結束後未返回聖域（疑似是回到天界）。
雅典娜結界
上任教皇 天秤座 伊提亞
- 武器：天秤座圓盾、天秤座長槍、天秤座之劍、天秤座之拐、天秤座雙節棍、天秤座三節棍 = x2
- 黃金外傳老雙子編、番外篇登場

前前代聖戰時期（約五百年前）、前代聖戰時期（約兩百四十三年前）及上代第七宮「天秤宮」的守護者兼教皇，輔佐前前代與前代女神 雅典娜並統率著聖鬥士。
是「LOST CANVAS」時代前前代（約五百年前）的天秤座聖鬥士，是水瓶座 克雷斯托的摯友，祭壇座 白禮和巨蟹座 賽奇以及白羊座 蓋德嘉特的師傅，也是前前聖戰時期的倖存者。
生前是最熱愛公正的人，曾在战争中收養無依無靠的蓋德嘉特，在白禮15岁时想将教皇之位传給他卻被給回絕。番外篇中在前前聖戰中用天秤座武器和「最後的正義」成功秒殺半數以上的冥王軍藉此逆轉局勢，之後與前任水瓶座黃金聖鬥士水瓶座 克雷斯托在聖戰中倖存並且互相發誓為了下個時代的後輩們要走過戰亂的荒野。
老雙子編中原本一直相信世界上人間會和平下去，卻在幾百年的時光中对人类持续不断的丑陋行径终于感到很厌恶與失望不愿意再为人类而战，在前代聖戰前晚年時受到乘機而入的雙子神死神 塔納托斯與睡神 希普諾斯的蠱惑與挑撥離間，藉以地妖星 蝴蝶 苗的蜕化能力恢复昔日的模樣，先是趁著上代雅典娜與克雷斯托在布魯格勒德進行會談期間背叛聖域用冥蝶來操縱黃金聖鬥士與白銀聖鬥士們，讓他們去糾正世界的錯誤時將破壞調和的因素連根剷除換取强权统治下的和平引起白禮和賽奇等人的察觉，在讓蓋德嘉特手刃自己後獲得冥王賜予嶄新的身軀攻擊，並且救援盖特嘉德並且重創白禮，甚至在教皇聽面對賽奇與白禮的同時用「最後的正義」來對付他們，最终在白禮與賽奇的奋战下戰敗，看著教皇權限轉移到賽奇的手上後得到他們給予自己的解答後，跟著自己身上的死界妖蝶在“白銀之炎”的聖火中消散，临終前希望白禮等人能坚持信念不要捨棄對人類的信任。
瞑想 Meditation
僅用小宇宙操縱聖衣行動。
最後的正義 Last Justice
可以操縱十二個天秤座的武器發出隕石般的攻擊。
白羊座 蓋德嘉特
- 黃金外傳老雙子編登場

前代聖戰時期（約兩百四十三年前）第一宮「白羊宮」的守護者。
在年少時在战争中失去所有的親朋好友，被前代教皇 伊提亞收為養子，因此支持伊提亞的信念並坚信他所作所为都是正义的。在前代聖戰前行刺伊提亞與他用死界之蝶操控黃金聖鬥士與白銀聖鬥士去糾正世界，并不惜阻止祭壇座 白禮、巨蟹座 賽奇等人的行动，在被白禮力用“白銀之炎”剝奪自己的小宇宙後引出死界之力化身冥鬥士。拖着重傷之身頑固地守在教皇廳門口被白禮击败。临終之时希望白禮能拾起伊提亚放弃的理想让恩师从扭曲的责任感中解脱出来。
黃金外傳希歐編中，在聖域叛亂結束後被提及自己在前代聖戰前已經壯烈犧牲。多次出现在白禮与賽奇的回忆中，在下代聖戰中在白禮对抗睡神 希普諾斯以及希歐对抗天英星 巴路隆 路尼时被用「积尸气转灵波」召唤其灵魂来助阵。
原力翔空 Force Soar
不加任何掩飾的原始之力、金毛之羊，不斷擴展的白羊座的生命力來攻擊對手。其攻擊宛如狂野地划破苍穹，撕裂黑暗的纯粹力量的结晶，受此招者将被狂野的生命旋涡給吞噬掉。
白羊座 阿弗尼爾
- 黃金外傳希歐編、阿弗尼爾外傳編登場

前代聖戰時期（約兩百四十三年前）第一宮「白羊宮」的守護者。與白銀聖鬥士半人馬座 尤果是戰友關係。相當於平行世界的白羊座 穆。
來自一個平行未來（二十世紀）的白羊座聖鬥士，由於圣战中與冥王 黑帝斯給与双子神的出现以及某个决定战争结果的原因，因為未來世界的教皇並不是在「LOST CANVAS」聖戰中生還的白羊座 希歐，導致未來的天馬座不在沒有降臨在未來的聖戰中造成平行未來的女神 雅典娜和教皇成為冥王軍的俘虜被冥王給親手斬首與殺害。在感到絕望之際和圣域残存的同伴被时间之神 柯罗诺斯用神力带到五百年前的圣战时代。
適逢教皇 伊提亞之亂後回到「LOST CANVAS」的前次聖戰時代來代替白羊座 蓋德嘉特參與前次的聖戰。为了讓眾人接受自己也为报未来的圣战惨败之仇並且在圣战中杀入冥王军陣中殲滅消滅不少冥鬥士來獲取白禮等聖鬥士們的信任，讓他們也从自己的表現中感受到未来的惨烈後決心對抗冥王軍的契機。
阿弗尼爾外傳中為了守護前代聖戰時期（約兩百四十三年前）的雅典娜而壯烈成仁。圣战结束后被安葬於嘉米爾附近穆大陆的遺蹟由战友尤果守護好自己的白羊座圣衣，卻因为天魁星 梅菲斯特 杳马讓时间之力封印整个穆大陆的緣故消失兩百五十年，因此靈魂在被封鎖的時間中釋放小宇宙引導下任白羊座聖鬥士白羊座 希歐把自己的記憶傳達給他，讓希歐能夠改變二十世紀聖戰的終局。
在希歐篇番外中，在希歐假裝投靠冥王黑帝斯帶領復活的新時代黃金聖鬥士前往聖域時，和其他聖鬥士以靈魂狀態再次出現為他送行。
星塵旋轉 Stardust Revolution
白羊座最大奧義之一，由恆星和星系星塵然後立即化為星屑來攻擊對手，是恆星和彗星抹殺對手的宇宙力量。
星光滅絕 Starlight Extinction
白羊座最大奧義之一，產生巨大光環包圍對手，強大的星光會令對手的肉體完全湮滅。
金牛座 弗朗奇斯卡
- 黃金外傳老雙子編登場

前代聖戰時期（約兩百四十三年前）第二宮「金牛宮」的守護者，擁有黃金聖鬥士中第一的蠻力和爆發力。
作战方式直接，喜欢正當對決中的比拼力量，很讨厌战斗过程中的算计，被洗脑时曾透露：“渴望与同为黄金聖鬥士之人尽情的厮杀，即便演变成千日战争”。由于冥王军的战略 将十二位黄金聖鬥士洗脑而被冥界之蝶給侵蚀，亲眼看着盖特佳德“谋杀”前任教皇 天秤座黄金聖鬥士 伊提亚。在前代聖戰前被死界之蝶入侵操控而攻擊巨蟹座 賽奇，之後被賽奇以冥界波抽出冥蝶後回復正常，協助賽奇和祭壇座 白禮反攻教皇廳阻止教皇伊提亚的叛變計畫。后來在前代圣战中壯烈犧牲，多次出现在白禮与賽奇的回忆中，在下代聖戰中在白禮对抗睡神 希普諾斯以及希歐对抗天英星 巴路隆 雷尼时被用积尸气转灵波召唤其灵魂来助阵。
鬥牛突刺 Bullring Spike
結合金牛座力量與速度的衝擊。凭借其黄金聖鬥士的力量和瞬间爆发力在冲锋中撞击敌人可以完美的重創对手，出招时不会给对手任何思考的时间，攻击范围内会变成由出招者主导的斗牛场。
前代雙子座黃金聖鬥士
- 黃金外傳老雙子編登場

前代聖戰時期（約兩百四十三年前）第三宮「雙子宮」的守護者。
在前代聖戰前被冥界之蝶給侵蚀時在圣域动乱时候无所作为。之後奉前代教皇 伊提亞之命前往陸地肅清人類。但最後被前代女神 雅典娜和水瓶座 克雷斯托用凍氣消除冥界之蝶後恢復正常。之后在前代圣战中壯烈犧牲，多次出现在白禮与賽奇的回忆中。
前代獅子座黃金聖鬥士
- 黃金外傳老雙子編登場

前代聖戰時期（約兩百四十三年前）第五宮「獅子宮」的守護者。
在前代聖戰前被冥界之蝶給侵蚀時在圣域动乱时候无所作为。之後奉前代教皇 伊提亞之命前往陸地肅清人類。但最後被前代女神 雅典娜和水瓶座 克雷斯托用凍氣消除冥界之蝶後恢復正常。之后在前代圣战中壯烈犧牲，多次出现在白禮与賽奇的回忆中。
前代天蠍座黃金聖鬥士
- 黃金外傳老雙子編登場

前代聖戰時期（約兩百四十三年前）第八宮「天蠍宮」的守護者，使用「毒針」來作戰。
在前代聖戰前被冥界之蝶給侵蚀，自此在圣域动乱时候无所作为。之後奉前代教皇 伊提亞之命前往陸地肅清人類。但最後卻被前代女神 雅典娜和水瓶座 克雷斯托用凍氣消除冥界之蝶後恢復正常。之后在前代圣战中壯烈犧牲，多次出现在白禮与賽奇的回忆中。
射手座 艾拉斯
- 黃金外傳老雙子編登場　

前代聖戰時期（約兩百四十三年前）第九宮「人馬宮」的守護者。
在前代聖戰前因被冥界之蝶給侵蚀時在圣域动乱时候无所作为。在射手宫攻擊恢復正常的金牛座 弗朗奇斯卡與許多的白银聖鬥士，卻沒能阻止祭坦座 白禮与巨蟹座 賽奇突破射手宫。隨後在前代教皇 伊提亞消逝後恢復正常，之后在前代圣战中壯烈犧牲，多次出现在白禮与賽奇的回忆中。
水瓶座 克雷斯托
- 身高：184 cm。體重：57 kg。血型：AB 型。生日：2月8日。
- 黃金外傳迪捷路編、老雙子編登場

前前代聖戰時期（約五百前）、前代聖戰時期（約兩百四十三年前）第十一宮「水瓶宮」的守護者。水瓶座 迪捷路的師父。
是「LOST CANVAS」時代前前代（約五百前）的水瓶座黃金聖鬥士，使用「冰」來作戰，在13岁时就成为黄金聖鬥士，因為得到女神雅典娜之血與「眾神假死之法」的法術下享有五百餘歲的壽命。曾救助罹患心臟疾病的天蠍座 卡路狄亞並且引導他踏上聖鬥士之路。
番外篇中在前前聖戰中處於劣勢時試圖攻擊冥王軍的三巨頭時陷入危機被上上代教皇天秤座 伊提亞用天秤座武器所救逆轉局勢，之後與伊提亞在聖戰中倖存並且發誓為了下個時代要一同走過戰亂的荒野，首次圣战（约13世纪）后即在西伯利亚 隐居，但是也会在暗中协助圣域，因为本体已经极度衰老而常年待在在雪山之中，常以念动力制造出个思念体穿着黄金圣衣战斗。老雙子編中上代圣战（约14—15世纪）中召唤出思念体與上代雅典娜前往布魯格勒德會談，之後為了拯救成為教皇卻墮入黑暗的伊提亚一同出現在祭壇座 白禮與巨蟹座 賽奇等聖鬥士們的面前，與上代雅典娜拦下與阻擋受操縱的狮子座、双子座、天蝎座黄金聖鬥士並且协助白禮與賽奇拯救陷入墮落邊緣的伊提亚。
在迪捷路外傳中，在漫长岁月里对无休止的战争中产生怀疑，遇到同样有着无尽生命、在生命长河中迷失自我的女蛇龍 石榴石 佳奈特，從她的口中想要通过石榴石的能力和永恒的生命中止所有战争中创造个和平盛世的世界，於是与佳奈特达成约定无论此举是否正确都将为之效力成為她的部下，以「光之山」的寶石兒的首領的身份出現，以女蛇龙纹章公馆为根据地发展壮大的同时暗中写信给圣域藉此希望能派遣迪捷路能来解答自己此行此举是否正确。在女蛇龙纹章公馆的宴会上挾持瑟拉菲娜讓笛捷尔无奈之下出手，在对决中一直占据上风，有光之力融入的冻气将笛捷尔稳稳压制並对其视觉造成重创，在和迪捷路的對決引導迪捷路達到「絕對零度」的最高境界的同時，自己和佳奈特都得到關於時間和生命疑惑的解答從容逝去。
思念体 Thought body
将自己的意念化为实体的分身，仅只是真身的一个思念所化而成的，唯獨發揮出巨大的小宇宙能让思念体拥有与本体相近，足以匹敌黄金聖鬥士的实力也可以制造出绝对零度的冻气。
冰之環 Kol'co
以冰環來涷住對手。　
鑽石星塵 Diamond Dust
如同雪花一樣的潔白涷氣把對手給凍住。
鑽石星塵・零光 Diamond Dust Ray
以光與冰之結晶産生出無數的亂反射，把對手一擊擊敗。
冻气炮 Freeze Cannon
以思念体所使出的招式，将冻气压缩到极限再爆炸性的释放出来，具有毁灭般的冲击力
冰之结晶環 Ring of Ice Crystals
从全身释放冰花覆盖大范围的空间，是用冰限制敌人行动的技术。
冰之棺 Freezing Coffin
把對手冰封，而且数百万年不融。
曙光女神之寬恕 Aurora Execution
產生七彩極光色的涷氣，對手會被冰封然後再粉碎落下。
冰之盾 Freezing Shield
水瓶座 克雷斯托的最大奧義，以冰盾抵擋對手的攻擊，能讓對手攻擊產生反作用。克雷斯托使出的「冰之盾」據說集合多名黃金聖鬥士之力都無法將其給擊碎掉。
天箭座 阿庫恩
- 黃金外傳老雙子編登場
- 身高：177 cm。體重：71 kg。血型：B 型。生日 10月26日。

前聖戰時期（約兩百四十三年前）的天箭座聖鬥士，被死界之蝶給操控然後突襲祭壇座 白禮，直至在白禮抽出冥蝶後回復正常後對白羊座 蓋特嘉德的叛變感到很不諒解，之後與半人馬座 佛提亞、獵犬座、銀蠅座、獵犬座協助金牛座 弗朗奇斯卡、巨蟹座 賽奇和白禮反攻教皇廳阻止教皇 伊提亞的叛變行動。后來在前代圣战中壯烈犧牲，多次出现在白禮与賽奇的回忆中，在下代聖戰中在白禮对抗睡神 希普諾斯以及希歐对抗天英星 巴路隆 雷尼时被用积尸气转灵波召唤其灵魂来助阵。
半人馬座 佛提亞
- 黃金外傳老雙子編登場
- 身高：179 cm。體重：78 kg。血型：O 型。生日：8月9日。

前聖戰時期（約兩百四十三年前）的半人馬座聖鬥士，跟天箭座 阿庫恩、獵犬座、銀蠅座、獵犬座白銀聖鬥士被死界之蝶給操控然後襲擊祭壇座 白禮，直至在白禮抽出冥蝶後回復正常後之後與阿庫恩、獵犬座、銀蠅座、獵犬座協助金牛座 法蘭基斯卡、巨蟹座 賽奇和白禮反攻教皇廳阻止教皇 伊提亞的叛變行動。后來在前代圣战中壯烈犧牲，多次出现在白禮与賽奇的回忆中，在下代聖戰中在白禮对抗睡神 希普諾斯以及希歐对抗天英星 巴路隆 雷尼时被用积尸气转灵波召唤其灵魂来助阵。
半人馬座 尤果
- 身高：154→180 cm。體重：51→78 kg。血型：A 型。生日：10月16日。
- 黃金外傳希歐編登場，在未來聖戰時代（約兩百四十三年後）與前聖戰時期（約兩百四十三年前）的半人馬座聖鬥士，跟白羊座 阿弗尼爾是戰友的關係。

在未來時代中當聖遇軍被冥王軍擊潰後，跟阿弗尼爾和少數倖存的戰友們受到時間之神 柯羅諾斯的神力轉至祭壇座 白禮與巨蟹座 賽奇的面前協助他們對抗冥王軍。當阿弗尼爾壯烈成仁與聖戰結束後在穆大陸守護他的白羊座黃金聖衣，卻被天魁星 梅菲斯特 杳馬用“生命倒轉”給封印在時間監獄中轉化為年輕模樣長達百年，直至迎接與指導跟隨巨蟹座 馬尼戈特的白羊座 希歐時協助他取得阿弗尼爾的白羊座黃金聖衣，後來在希歐順利繼承的白羊座黃金聖衣秒殺杳馬的分身時刻之神 卡伊洛斯讓時間恢復正常，而自己的身軀快速老化而變化為塵埃逝去，臨終前對希歐順利繼承的白羊座黃金聖衣感到很欣慰。

### 未來聖戰時代（約兩百四十三年後）
未來聖戰時代司掌『智慧』和『戰爭』女神 雅典娜
黃金外傳希歐編、阿弗尼爾外傳編登場。
未來時代的智慧與戰爭女神 雅典娜，相當於平行世界的城戶沙織。曾出現在白羊座 阿弗尼爾的回憶中，雖然年紀尚輕卻很堅毅又高雅也對別人很溫柔，更在露出笑容時露出天真無邪的印象。
曾在聖戰戰敗時囑託阿弗尼爾帶領倖存的聖鬥士逃離被冥王軍給淪陷的聖域，最後以短髮出現成為戰俘更被未來的冥王 黑帝斯給親手斬首與殺害，令阿弗尼爾結下對冥王軍產生憎恨的樑子並且給予祭壇座 白禮與巨蟹座 賽奇等聖鬥士們挺身對抗冥王軍的契機。
未來聖戰時代司掌『智慧』和『戰爭』女神 雅典娜 城戶沙織
- 年齡：13歲。身高：155 cm。體重：44 kg。生日：9月1日。血型：A 型。出身地：希臘聖域。
- 武器：勝利女神權杖、雅典娜之盾

二百四十三年後的智慧與戰爭女神 雅典娜的轉世也就是下任的天馬座青銅聖鬥士天馬座 星矢陪伴在自己的身旁的女神。當下任白羊座黃金聖鬥士白羊座 穆面對教皇 希歐產生變異於是帶弟子貴鬼找在五老峰看守魔星封印塔的天秤座 童虎向他稟告沙織可能是真正的雅典娜，藉以舉辦「銀河戰爭」的戰鬥大會來引誘出在聖域中隱藏邪念的教皇的計策的可能性。
未來聖戰時代的教皇
黃金外傳希歐編、阿弗尼爾外傳編登場。
未來聖戰時代（約兩百四十三年後）的教皇，曾出現在白羊座 阿弗尼爾的回憶中，由於身分不是在「LOST CANVAS」聖戰中生還的希歐導致雅典娜軍在聖戰中慘敗。
曾在聖戰中戰敗時囑託阿弗尼爾帶領倖存的聖鬥士逃離被淪陷的聖域，最後成為冥王軍的戰俘更被未來的冥王 黑帝斯給親手斬首與殺害，令阿弗尼爾結下對冥王軍產生復仇的樑子並且給予祭壇座 白禮與巨蟹座 賽奇等聖鬥士們挺身對抗冥王軍的契機。
白羊座 穆
未來聖戰時代（約兩百四十三年後）的第一宮「白羊宮」守護者，當自己發現師傅教皇 希歐產生變異於是帶弟子貴鬼找在五老峰看守魔星封印塔的天秤座 童虎向他稟告有關城戶沙織可能是雅典娜，藉以舉辦「銀河戰爭」的戰鬥大會來引誘出在聖域中隱藏邪念的教皇的計策的可能性。
天馬座星矢
未來聖戰時代（約兩百四十三年後）陪在智慧與戰爭女神 雅典娜的轉世城戶紗織的身旁也是下一任的天馬座青銅聖鬥士。被在五老峰看守魔星封印塔的天秤座 童虎向下任白羊座黃金聖鬥士白羊座 穆提及他是上任天馬座青銅聖鬥士天馬座 天馬的轉世。

## 黑帝斯軍（Hades）
司掌『冥界』之神 黑帝斯 亞倫
- 聲優：下野纮／港：李致林／台：賀宇傑
- 年齡：15。身高：167 cm。體重：54 kg。血型：O 型。生日：12月24日。出生地：意大利。
- 武器：黑帝斯之劍

這個時代的冥王 黑帝斯，出身為孤兒，是天馬座 天馬的摯友亦是雅典娜 紗夏的哥哥（原本是一位城主夫人（潘朵拉的母親）之子，後來被杳馬給拐走成為冥王的轉世）。初登场时发色为金色直至在初步冥王時变为黑发。内心善良，非常不喜歡用蠻力來解決問題。
過去跟天馬和紗夏把村莊的人們和孤兒院的好友們當作親人般來看待，也在成為冥王前有着救世主的情懷總是對世界上的痛苦事物充滿著同情並以善良來緬懷世人。覺醒時處於冷漠去卻不嗜血又不邪惡，温柔也不失威嚴。後來和天暴星 貝努鳥 輝火看到待在極樂淨土的人們得到他們該有的幸福時獲得一絲欣慰，目光和神情也變得相當柔和。儘管救贖世人的方式與紗夏有所不同，但是本人在外表跟多數覺醒為冥王的人完全相反，由於在成長時期中感受到自己的小宇宙與冥王的靈魂之間開始產生鼓動，所以知道自己隨時可能會成為冥王的人間體。為了不受冥王的操縱於是靠自己的意志和紗夏所製作的花環作為抵抗的情況，加上為了完成自己和紗夏與天馬所立下的重誓，因此壓抑著冥王的靈魂藉此用神力將所有生命的靈魂能救贖到「LOST CANVAS」不讓他們被冥王給殺害，自己的心中仍很希望希望紗夏和天马能够盡早阻止自己的作法。
自年少時和妹妹紗夏相依為命並且在鎮上的教堂中學習繪畫並且打算立志成為畫家，後來認識天馬跟他結為好友（曾在夢到天馬座的聖鬥士對戰冥王的景象，也對天馬的長相跟自己夢中的天馬座的聖鬥士極為相似）由於總是被人給刁難與欺凌經常受到紗夏和天馬的保護。當紗夏被收留時（對方是射手座 斯捷霍斯）跟天馬和孤兒院的朋友們一同生活，為了創造出引以為傲的畫作引起扮成森林大聖堂的神父的睡神 希普諾斯的注意，在希普諾斯的提議抵達被稱為「地面上的極樂淨土」的高原上找出「真實之紅」的花朵。剛抵達目的地因為看見美麗的景色想要繪畫時和神祕女子潘朵拉碰面並且在「接受」她給予的刻有「YOURS EVER」字樣的項鍊時產生變異。當天馬決定前往希臘聖域接受聖鬥士的訓練跟他說好自己會成為畫家。儘管在目送天馬不久就不斷繪畫，卻發現自己所畫人事物不是毀滅就是好友們的離奇身亡感到很悲痛，最後在希普諾斯與潘朵拉的「引導」下覺醒為冥王親手毀滅家鄉並且「殺害」刚成为聖鬥士的天馬不久就領導冥鬥士。
在冥界的入口处再次和半死状态的天马和支援天马的獨角獸座 耶人和天鶴座 讓葉相遇稍做接触后前往圣域，凭借一己之力毀滅紗夏在聖域所施展的結界並且打伤斯捷霍斯。和紗夏與復甦不久返回聖域的天馬交戰時誤觸教皇 賽奇力用前代雅典娜的血製造的護符結界給壓制住，險在封印眾冥鬥士的魔星的魔塔中被剝奪冥王之力，最終在接走自己的潘朵拉和天孤星 貝希摩斯 維奧雷特的掩護下離開聖域，離開時向天馬和紗夏展示自己畫出將會奪走世上所有生命的「LOST CANVAS」的畫作。由於在聖域之战中仍表现出对天馬的情感被受到睡神 希普諾斯和死神 塔納托斯的警惕下的潘多拉給禁錮在梦界牢籠中。之後在梦界中繼續畫出「LOST CANVAS」時一度耗盡自己的小宇宙讓天马短暫覺醒「天馬座神聖衣」击败夢神之一司掌『造形者』 摩耳甫斯，卻從修普诺斯的口中得知他把自己給禁錮在梦界牢籠並且刻意讓天馬去干涉自己是為了消耗掉自己作為人類的強大靈魂直到接近極限的真相時感到很震怒，卻被修普诺斯所使用的「永恆睡意」完全封印自己的人類靈魂下「徹底觉醒」為冥王。在黑帝斯城中秒殺祭壇座 白禮利用幻化出假的教皇 賽奇藉此殲滅大量的雅典娜的聖鬥士與雜兵，更讓天馬、（OVA動畫版中增加耶人）、讓葉、白羊座 希歐、天秤座 童虎等人處於劣勢（OVA動畫版中增加穿上「冥王 黑帝斯冥衣」與短暫穿上「天馬座神聖衣」的天馬與紗夏展開交戰而絲毫不落於下風，卻因天馬的小宇宙衝擊使自己的臉被劃傷），最後用「黑帝斯之劍」刺傷讓天馬、希歐和讓葉脫離的童虎後解開結界離開崩潰的黑帝斯城前往天空中的「LOST CANVAS」。
黑帝斯城一戰後用冥王神力將整個亞平寧半島升到天上成為「LOST CANVAS」的一部分，然後徵集些強力的冥鬥士組成星之魔宮來阻撓雅典娜軍，在嘉米爾先身後操縱戰敗而亡的天孤星 貝希摩斯 維奧雷特處決戰敗的天雄星 迦樓羅 艾亞哥斯時被天馬給阻撓下和他再度交戰到不相上下，在用劍迎擊天馬和出現的紗夏交戰快要不敵的時候被潘多拉給救下，之後向天馬與紗夏介紹星之魔宮後進入魔宮深處，在雅典娜軍进入LOST CANVAS時用小宇宙将紗夏、希歐、雷古鲁斯、天马四人以外的聖鬥士給全数石化，之后又用计得到紗夏的長发将紗夏身為雅典娜的小宇宙封印在油画中派遣輝火去圣域領走「雅典娜聖衣」，在繪畫室遭雙子座 阿斯普洛斯的偷襲被天魁星 梅菲斯特 杳馬所救，最後終於覺醒出自己仍然具有自己意識的真面目殺掉所有的冥鬥士雜兵並讓潘朵拉用宿敵的身份來見自己，輕易擊敗想要喚回冥王的意志的潘朵拉和天猛星 雙足飛龍 拉達曼迪斯時很讚賞他的執著和自己的悲傷產生匹敵。最終在穿上「冥王 黑帝斯冥衣」面對真正覺醒並且穿上「天馬座神聖衣」的天馬和穿著「雅典娜聖衣」的紗夏與他們交戰中用冥王神力和「LOST CANVAS」的天使來壓轉局勢。最後被同伴們的意念化為力量的天馬給打醒，在感受到自己即將被冥王黑帝斯給控制時要求天馬消滅自己，卻因此喚醒冥王的真正意志並且讓倖存的聖域軍幾乎全滅並且擊暈與重創紗夏和天馬，在由希歐召喚出犧牲的黃金聖鬥士的英靈合力將冥王的靈魂從自己的身上給逼出。隨後對自己所做的行為向紗夏和天馬跪地道歉與主動請求陪他去討伐冥王，最終與天馬和紗夏一起到「冥王星宮」用花環將冥王黑帝斯給逐出極樂淨土下失去音訊。
亞倫，來源於英語的“Alone”，“孤獨”之意。
失落的油畫 Lost Canvas（失樂園）
只要該人類或物件被畫出，該東西無一例外必然會死亡或是被破壞掉。冥王的攻撃是會直接傷害靈魂。
司掌『冥界』之神 黑帝斯
真正掌管冥界亦是和每個歷代雅典娜展開聖戰的神，由於在神話時代中與產生對峙的雅典娜和唯一能夠傷害自己的天馬座都是擁有結下樑子的緣故，因此打算要附身在冥王 黑帝斯 亞倫的身上藉以將計就計的方式對付雅典娜的轉世雅典娜 紗夏和天馬座的轉世天馬座 天馬，卻因為亞倫因為紗夏編制的花環來壓製黑化的緣故，加上亞倫要實現和紗夏與天馬三人結下的約定能夠保持自我偏離自己的預計還用自己的力量展開「救贖」，當亞倫被天馬給打醒後靈魂真正覺醒，先是控制亞倫並且殲滅聖鬥士軍與重創天馬和紗夏，被化為英靈幫助白羊座 希歐和天秤座 童虎的十位黃金聖鬥士們用太陽的光芒將靈魂從亞倫的身上逐出的同時返回冥王星宮，最後被紗夏、天馬、亞倫用花環的力量給逐出極樂淨土。

### 雙子神（Deities）
從神話時代開始便是哈帝斯親信的神並從旁協助冥王，是一對孿生兄弟。即使是「冥界三巨頭」的實力對於祂們來說只等如凡人無異。前代聖戰中的雙子神連手襲擊雅典娜軍，導致雅典娜軍損失慘重令雅典娜也被暗算而身受重傷，只有在雅典娜的保護下的賽奇與白禮僥倖生還，這使得他們在兩百年的時間裡拚命調查和謀劃對付雙子神，也派出射手座 希緒弗斯出面調查的原因。
司掌『睡眠』之神 希普諾斯
- 聲優：坪井智浩／港：李錦綸／台：孫誠
- 身高：193 cm。

司掌「睡眠」之神，與死神 塔納托斯是孿生兄弟。眼睛和頭髮的顏色為金色，額頭有空心的五角星，與塔納托斯的個性相反，行事冷靜沉著，化身為神父引導亞倫覺醒為冥王 黑帝斯。擅長樂器為橫笛。
聖戰中藉以亞倫仍對他的好友天馬座 天馬與其妹雅典娜 紗夏保留著人類情感來警惕潘多拉讓她將亞倫給禁錮在夢界牢籠的深處之中。為了阻撓亞倫先是派出夢之四神將在教皇宮之戰中身受受傷的射手座 希緒弗斯給監禁於夢界中（後來被紗夏給救出來），還讓天馬去干涉與消耗亞倫作為人類的靈魂，並且用「永恆睡意」讓亞倫徹底覺醒為冥王，黑帝斯城一戰與白禮的戰鬥中藉以擊傷與俘虜他的徒弟天鶴座 讓葉和白羊座 希歐並以「空想領域」重創他們，雖然把白禮利用積存兩百年前的聖戰時逝去的同胞們靈魂凝聚而成的「積屍氣轉靈波」給輕鬆接住，但最後敗給押上自己的靈魂增如「轉靈波」的威力的白禮之際被他給封印於「雅典娜之聖櫃」中。
空想領域 Encounter Another Field
把空想的一切化為現實。
永恆睡意 Drowsiness Eternal
睡神最大奧義，賜予對手的永久的睡眠，讓對手會失去所有感覺永遠地沉睡。
司掌『死亡』之神 塔納托斯
- 聲優：川田紳司／港：蘇強文／台：林谷珍
- 身高：193 cm。

司掌「死亡」之神，與睡神 希普諾斯是孿生兄弟。眼睛和頭髮的顏色為銀色，額頭有實心的五角星，與希普諾斯的個性相反，性格暴躁並且極端蔑視人類。擅長樂器為里拉豎琴。在冥王神話「LOST CANVAS」中以不是真身而是人間體出場，雖是人間體但也能用一顆棋子輕鬆擋住巨蟹座 馬尼戈特的全力一擊，還同時將擁有雅典娜護符作為庇護的教皇 賽奇與馬尼戈特給逼入絕境，雖然與巨蟹座師徒的戰鬥中雖然打敗馬尼戈特，但最後因為輕敵並且誤觸賽奇的算計然後被他給封印於「雅典娜之聖櫃」中。
冥府深淵恐懼 Tartaros Phobia
召出被塔納托斯所殺的亡靈會現身，被撃中會連靈魂也會受到傷害。
恐怖天命 Terrible Providence
死神最大奧義，產生超強大的黑暗能量彈以極速轟炸對手，威力足以把對手瞬間撕得粉碎灰飛煙滅。

### 夢之四神（The Gods of Dreams）
管理着夢界，是睡神希普諾斯麾下的諸神，四人都是希普諾斯的孩子兼手下，是支配夢界的神明，共有三千位夢神掌控所有夢境世界的法則。 在正傳及外傳共出現五位。其實力在雙子神之下，其中夢神奧涅伊洛斯可以召集自己兄弟的靈魂合體成能毀滅國家的夢神（夢之四神僅在「LOST CANVAS」作品中登場，但也和雙子神隸屬於冥王軍）。
司掌『神谕』之梦神 奧尼羅斯
- 聲優：石川英郎／港：陳廷軒／台：林谷珍

司掌「神谕」之神。希臘語意為「夢」，睡神 希普諾斯之子，夢之四神之一，擁有集結與統合其兄弟們的靈魂力量的「四神統合」可以瞬間將某個國家給徹底毀滅。
當自己的兄弟伊基羅斯、彭塔索斯與摩耳甫斯連續被天馬座 天馬與山羊座 艾爾熙德給擊殺後，召集兄弟們的靈魂然後和體為梦神與天馬、艾爾熙德、天鶴座 讓葉與獨角獸座 耶人展開大戰讓他們陷入苦戰，最後被艾爾熙德與天馬以合力打出夢界，然後被射手座 斯捷霍斯與雅典娜 紗夏合力射出含有雅典娜力量的黃金之箭以及艾爾斯特的犧牲之下重創靈魂，藉以爆炸的方式消散在空中。
守護者之神谕 Guardian's Oracle
夢神最大奧義，產生範圍廣大的光波把對手的肉体和灵魂破壞得灰飛煙滅，而且招世的威力非常強大到在神话时代中把某個国家給徹底毁灭。（神话时代人类一出生就是七感）
司掌『幻夢』 伊基羅斯
- 聲優：中尾隆聖／港：陳卓智／台：何志威

司掌「恐怖之夢」之神。睡神 希普諾斯之子，夢之四神之一，在夢中能變成各種飛禽走獸，能夠在任意空間穿梭。管理著「恐懼夢界」。
當山羊座 艾爾熙德為了拯救被捉進夢界的天馬座 天馬、天鶴座 讓葉與獨角獸座 耶人時透過扭曲空間來斬斷艾爾西德的右臂。但在第二次的戰鬥中能力被艾爾西德給看破還被他用聖劍給斬殺。之後在夢神 奧尼羅斯的能力下和其它三神合體，與天馬、讓葉、耶人、艾爾熙德展開大戰讓他們陷入苦戰，最後被艾爾熙德與天馬以合力打出夢界，然後被射手座 斯捷霍斯與雅典娜 紗夏合力射出含有雅典娜力量的黃金之箭以及艾爾斯特的犧牲之下重創靈魂，藉以爆炸的方式消散在空中。
司掌『假象者』 彭塔索斯
- 聲優：釘宮理惠（女性體） 日野聰（男性體）／港：劉惠雲（女性體）胡家豪（男性體）／台：劉凱寧（女性體）

司掌「一切非現實之夢」之神。睡神 希普諾斯之子，夢之四神之一，在夢中能實現他人的心願。四神中非常女性化的一位。管理著「幻像夢界」。
利用「冷酷幻境」招數將天鶴座 讓葉與獨角獸座 耶人給關進夢界，隨後被闖入夢界的山羊座 艾爾熙德給斬殺。之後在夢神 奧尼羅斯的能力下和其它三神合體，與天馬座 天馬、讓葉、耶人、艾爾熙德展開大戰他們陷入苦戰，最後被艾爾熙德與天馬以合力打出夢界，然後被射手座 斯捷霍斯與雅典娜 紗夏合力射出含有雅典娜力量的黃金之箭以及艾爾斯特的犧牲之下重創靈魂，藉以爆炸的方式消散在空中。
冷酷幻境 Grim Phantasia
能在夢中能實現他人的心願。
司掌『造形者』 摩耳甫斯
- 聲優：土田大／港：梁志達

司掌「王者與英雄之夢」之神。睡神 希普諾斯之子，夢之四神之一，在夢中能實現他人王者與英雄夢。管理著「王者與英雄」的靈魂的夢界最深處「麻醉夢界」。意志力深不可測，其包圍着摩爾非亞的小宇宙非常堅固到連雅典娜 紗夏都無法干涉。
在捕獲天馬座 天馬後回到自身的崗位，看管陷入夢境的天馬，當天馬清醒過來後與他交戰，用「麻醉昏睡」企圖讓天馬再次陷入夢境，卻被冥王 黑帝斯 亞倫用冥王之力下短暫覺醒出「天馬座神聖衣」的天馬給徹底擊倒。之後憑藉夢神 奧尼羅斯的力量合體成為毀滅國家的夢神與天馬、天鶴座 讓葉、獨角獸座 耶人、山羊座 艾爾熙德展開大戰他們陷入苦戰，最後被艾爾熙德與天馬以合力打出夢界，然後被射手座 斯捷霍斯與雅典娜 紗夏合力射出含有雅典娜力量的黃金之箭以及艾爾斯特的犧牲之下重創靈魂，藉以爆炸的方式消散在空中。
夢界之芥子 Dream World
把夢界的芥子種植於對手身上，奪取對手所有的感情，感情越多時夢界的花開的越多使對手成為一具半死不活的人。
夢神 福柏托耳
睡神 希普諾斯之子，三千位夢神之一，地位在夢之四神之下。山羊座 艾爾熙德外傳登場的夢神，在神話時代被雅典娜給封印起來，之后由斐魯薩給解開封印恢復力量然後吞噬許多城市。在陽炎城創造出劍術競技場還復活斐魯薩與艾爾熙德的亡友峰的靈魂引來聖域的注意，當斐魯薩被艾爾熙德擊倒後就立即出現並席捲在競技場還讓艾爾熙德陷入苦戰，最後受到亡友的鼓舞爆發小宇宙用聖劍的艾爾熙德給擊殺。
夢之吞噬 Devouring Dreams
將對手的體內與熱力一個不剩的吸光，藉此恢復自身的力量。

### 冥鬥士總指揮官
冥界中權力和地位最高的人，代替冥界 黑帝斯來掌控與統領整個冥王軍。
潘朵拉
- 聲優：水樹奈奈／港：鄭麗麗／台：龍顯蕙
- 年齡：19。身高：168 cm。體重：55 kg。血型：A 型。生日：6月25日。
- 武器：潘多拉長槍

在今世是作為陪在冥王 黑帝斯 的姐姐，在神話時代中擁有「帶來邪惡與災難的女人」的稱號也是掌握冥王軍的實權的神祕女子，性格蛇蠍心腸、冷酷無情、容貌很妖豔。擅長彈奏豎琴，手下是地獸星 貓妖 切希爾，奉雙子神死神 塔納托斯和睡神 希普諾斯之命將冥王的靈魂附身至亞倫的身上。對这个时代的雅典娜为了与冥王建立强烈的羁绊和天馬座轉生分別為亞倫的好友妹妹的天馬座 天馬與戰爭女神 雅典娜 紗夏讓亞倫對人類的感情持續存在之下對他們產生憎惡感。由於擅自行動不僅多次受到雙子神的斥責還令亞倫對自己的行為感到產生厭惡，卻為了使亞倫覺醒為冥王對他傾注所有的感情。
原本在今世是由自己來擔任冥王的姐姐，卻因為天魁星 梅菲斯特 杳馬將黑帝斯的靈魂給奪走然後將靈魂隱藏到亞倫的身上，加上誤以為是自己的好友亦是天馬的母親夜梟 帕蒂塔給「背叛」下失去所有，因此認為愛和真情根本不存在世界上，為了奪回一切絕頂統率冥王軍。
聖戰開始的兩年前跟尋找「真實之紅」的花朵的亞倫（現世冥王的人間體）相遇並將刻有「YOURS EVER」字樣的項鍊交給他，之後跟希普諾斯「引導」亞倫覺醒為冥王。聖戰開始後，召集所有的冥鬥士討伐雅典娜（OVA動畫增加派遣天間星、地奇星等多數冥鬥士殲滅前來探查冥王的地獄獵犬座、禦夫座、天箭座、巨犬座、銀蠅座白銀聖鬥士），當身為冥王的亞倫跟天馬與紗夏產生激戰時前往圣域和她產生對峙，然後派遣天孤星 貝希摩斯 維奧雷特隱藏在亞倫的影子內暗中保護亞倫來藉此阻擋上前的天馬。不過在亞倫的精神上根天馬產生不穩定的羈絆受到雙子神的斥責與懲處，為了斬斷亞倫對天馬的羈絆，特地派遣地陰星 無頭騎士 丘布與地察星 蝙蝠 溫柏負責行刺天馬卻失敗而終，之後被希普諾斯諷刺自己對紗夏和天馬的嫉妒感下把斥責自己的亞倫給封印在夢界籠牢的深處直至他「真正覺醒」為冥王進入「LOST CANVAS」時上前迎接。
黑帝斯成一戰後為了阻擋雅典娜軍拿到「海皇之心」帶著天猛星 雙足飛龍 拉達曼迪斯前往海底都市 亞特蘭蒂斯被奉雅典娜之命的天蠍座 卡爾迪亞與水瓶座 迪捷路所阻擋，將阻擋敵方的任務交給拉達曼迪斯後獨自前往「海皇之心」的房間卻被被海皇 波賽頓 的神力給擊昏，在甦醒與企圖毀壞「海皇之心」卻讓海皇之力產生失控而被海皇 波賽頓 瑟拉斐娜給打傷被拉達曼迪斯給救走，之後在嘉米爾中對天馬與紗夏下手遭到亞倫的斥責下只好彈奏豎琴來消除他的怒氣，等到亞倫向天馬與紗夏介紹星之魔宮後隨他進入魔宮，在亞倫殺害所有冥鬥士的雜兵後得知他只是利用冥王的力量來完成「LOST CANVAS」。更對早已向亞倫效忠的天暴星 貝努鳥 輝火產生怒意的同時回想起自己曾在年少時受到雙子神所給予的告誡，之後就走後上和聖鬥士們同樣的路並向亞倫挑戰，重整旗鼓後帶領切希爾到第六魔宮「土星」招覽拉達曼迪斯來反抗亞倫，卻遭到天哭星 鳥身女妖 華倫泰的百般阻撓。成功招攬拉達曼迪斯後轉即與天馬、紗夏和獅子座 雷古魯斯碰頭，被暗中出現的杳馬所召喚的帕蒂塔給重創，但是因為知道帕蒂塔「背叛」自己的真正原因，加上天馬悲痛殺掉帕蒂塔後自己的思想有所轉化，之後為了讓亞倫把一切都交還回來獨自前往「冥王星」宮，在不敵亞倫的情況下被拉達曼迪斯捨命給救下。最后隐退并在圣战中倖存下來亦決心即使再辛苦也要繼承拉達曼迪斯的意志繼續生活。聖戰結束後將封印雙子神的「雅典娜之聖櫃」放回祭壇與切希爾離開黑帝斯城。
高貴毒液 Noble Venom
產生多條的蛇來束摶對手，然後產生強大的電撃來壓制對手。
死之閃電Lightning of Death
利用長矛產生強大的毀滅性的閃電，產生強大的電流來攻擊對手。

### 冥界三巨頭（The first of the 3 Specter）
實力位於108顆魔星頂點上的三位冥鬥士，三人性格各異，戰鬥力高強，擁有災難性的破壞力量。
天雄星 迦樓羅 艾亞哥斯
- 身高：188 cm。

天雄星是被稱為「迦樓羅」的冥界三巨頭之一。使用「迦樓羅之炎」來作戰，原名水鏡，三巨頭中，最強、最為殘忍和欣賞暴力的人，擁有可怕攻擊力和那能地動山搖的氣力，以及令人畏懼的殺意，速度亦是冥鬥士中最快的。視部下天孤星 貝希摩斯 維奧雷特為自己的片翼，二人是情侶關係。統帥名為「迦樓羅之船」的浮遊船，已很久沒有踏足過土地 。認為世上最強的羈絆是從屬，總是把部下當作奴隸來使用。於浮遊船「迦樓羅之船」上率領冥鬥士，以「迦樓羅振翅」把維奧雷特投往喜馬拉雅山嘉米爾，阻止聖鬥士修復最終決戰將要使用的戰船的「希望之船」。並以「因陀羅毀滅之火」攻擊「希望之船」時與射手座 希緒弗斯展開交戰被擊倒。戰敗後船上的所有人都逃散，只有椅子上的維奧雷特的遺體還在。由于战败而导致冥斗士军团伤亡惨重，因此險被冥王 黑帝斯 亞倫親自出馬操縱維奧雷特來處決卻被天馬座 天馬給打斷，之後被剥夺“冥界三巨头”的称号，由天暴星 貝努鳥 輝火出面執刑，但在對方不忍下手只好摧毀自身的冥衣并忠告要恢复本名「水镜」之名的凡人之身繼續生存下去。
迦樓羅振翅 Garuda Flap
產生強大的X字能量，把對手吹飛到極遠。
因陀羅的毀滅之火 Surendrajit
升起巨大的迦樓羅火柱，於空中散落為無數炫目的火焰羽毛攻撃。
銀河死亡終結 Galactica Death Bring
天雄星迦樓羅最大奧義，產生三隻巨大的魔幻之眼，放射出強烈的目光，燃燒的光線將對手全身的神經燒灼殆盡致死。
天貴星 獅鷲獸 米諾斯
- 身高：188 cm。

聲優：櫻井孝宏／港：劉奕希／台：何志威
天貴星是被稱為「獅鷲獸」的冥界三巨頭之一。使用「傀儡線」和「冥風」來作戰，說話時帶點紳士的口風，但性格殘忍不留情，就連平民和孩童也會隨意攻擊，因此有『邪惡貴族』的稱號，即使自己的部下都被聖鬥士給擊殺也絲毫不動搖的男人，認為弱者就要像傀儡般任由命運及強者的擺佈。
在番外編 傀儡之王中有一位仕女安娜，更是發現亞倫並未被冥王 黑帝斯所控制，更在生死簿中發現「神之傀儡」亞倫的罪行，之後在亞倫展現出冥王之力燒毀生死簿中表明展示他會真正覺醒為冥王後後感到很興趣決定繼續跟隨著他。
聖戰開始後奉冥王 黑帝斯 亞倫之命親自帶頭率領冥界大軍前往攻打聖域，並自信地向冥王保證取下女神 雅典娜 紗夏的首級然後立刻與十一名為其部下的冥鬥士和冥王軍動身飛往聖域。在攻入聖域時以強橫的力量以「宇宙傀儡線」。把一眾白銀聖鬥士給消滅後與雙魚座 雅柏菲卡展開交戰。先是用「巨翼翔風」破解雅柏菲卡的「皇家魔宮玫瑰」再用「宇宙傀儡線」將他給打傷，之後打算攻擊羅德里奧村卻被白羊座 希歐給出手阻止，最後被遍体鳞伤的雅柏菲卡用毒血的白玫瑰使出「血紅毒針」和「吸血玫瑰」的攻击胸口之際企圖毀掉村子時，但被希歐的「水晶墙」阻止，最终和雅柏菲卡同归于尽。
宇宙傀儡線 Cosmic Marionettion
以傀儡線操控對手的動作，將其玩弄於股掌之上。
巨翼振翅 Gigantic Feather Flap
天貴星獅鷲獸最大奧義，產生狂暴的巨大風暴撕碎對手，甚至摧毀眼前的一切事物。
天猛星 雙足飛龍 拉達曼迪斯
- 聲優：中村悠一
- 年齡：28。身高：189 cm。

天猛星是被稱為「雙足飛龍」的冥界三巨頭之一，同時亦是第六魔宮「土星」守護者。使用「暗」來作戰，性格兇暴、勇猛，以身為冥鬥士而自豪，對黑帝斯發誓絕對地忠誠，只會一直投身於戰鬥，無論是灼熱的戰場還是在冰封的大地上，作為「冥界三巨頭」統率一支軍隊時而是烈火般的惡鬼時則成為冷靜透徹的指揮者。
為了實現黑帝斯的烏托邦不惜付出自己的性命。因自己侍奉始終是黑帝斯所以對身為其他神的直屬上司雙子神的命令感到不快。認為自己不會跟天貴星 獅鷲獸 米諾斯和雙子神處於失態。
最得力的部下是天捷星 雞蛇怪 西爾菲德和天哭星 鳥身女妖 巴連達因，二人為拉達曼迪斯的左右手，年少時已經和巴連達因互相認識。
十年前曾率軍到地上某村子行刺把侵犯村子九成以上的冥鬥士全數幹掉的獅子座 伊利亞斯，雖然在展開交戰時一度處於下風而陷於苦戰，但伊利亞斯肺病突然發作時用「天猛星雙足飛龍冥衣」的角成功刺殺伊利亞斯反敗為勝，卻仍承認伊利亞斯是一個真正的戰士。
聖戰的期間與黑帝斯城一戰後跟隨潘多拉前往於海底都市亞特蘭蒂斯欲阻止雅典娜軍與海皇 波塞頓接觸拿走「海皇之心」把尤尼提給貫穿，與天蠍座 卡爾迪亞與水瓶座 迪捷路展開交戰，起初用強大實力擊退笛捷爾並破解他的「曙光女神之寬恕」，之後以強橫的力量把卡路狄亞給迫入絕境卻被他拼尽全力使出的「深红毒针」給击穿而落败，但仍然在身负重伤的情況下把潘多拉从從倒塌的海皇神殿中給救走。
回到「星之魔宮」後，因為辦事不利受到天獸星 獅身人面 法拉奧的刁難，還被對方用均衡詛咒來證明自己對冥王 黑帝斯 亞倫的忠誠心，不得不挖出自己還在燃燒的心臟放在天平上向冥王發誓忠誠，被任命為魔宮的守護者再次為冥軍出戰，被賜給「冥王之血」重生出新生「天猛星雙足飛龍冥衣」，作為魔宮之一第六魔宮「土星宮」守護者。因身體承受不住「神之血」而經常暴走讓克西爾菲德與巴連達因出面制止自己，後來戰勝循環於體內的神血在次復活起來變成半神之人。認同巴連達因對自己的忠誠心，但認為冥王不在潘多拉就是自己的主人。後來於土星宮與天馬座 天馬、紗夏和獅子座  雷古魯斯碰頭，僅僅以咆哮時的巨大力量就足以吹飛天馬和雷古魯斯二人，並只用雙翼就把「天馬流星拳」和「閃電光速拳」輕鬆反彈回去。
之後被天魁星 梅菲斯特 杳馬給打亂戰局再次與雷古魯斯繼續交戰，儘管冥衣受到對方用雅典娜之惊叹和黄道绝啸給打裂而身受轻伤，加上被领悟第八感小宇宙的雷古魯斯用「閃電奔雷」一擊貫穿心臟卻仍然活著，不過最终雷古鲁斯因不能承受自己招式所爆发出的能量肉体灰飞烟灭化风而去。最後为了追寻自己真正的主人冥王黑帝斯向拥有冥王力量的亚伦挥拳。但马上就被後者用画笔切掉了一半身体，事后在频死状态下为了让黑帝斯苏醒不惜破掉封印雅典娜神力的油画，最后在只剩一半身体失去整个左手和左脚的情况下，仍以自己的意志抵挡住亚伦向潘多拉的攻击，并为了守护冥王军、保护潘多拉并将她推落「LOST CANVAS」之際壮烈牺牲。
在黃金外傳阿斯普洛斯編登場跟天損星 刻托 克麗絲・瓦爾登同出瓦爾登家族，是克麗絲一族的伯父家的長男，由於家父因為不明原因而去世加上家族的許多成員發生異狀身亡造成家族的血脈滅絕。唯獨自己與巴連達因倖存。
翔翼轟鳴 Greeding Roar
瞬間高速移動進行衝刺攻擊，乘著空中滑翔時的強大撞撃力藉此撞飛對手。
最大警戒 Greatest Caution
天猛星雙足飛龍最大奧義，產生巨大的黑暗波動於雙掌，猶如暴雨散彈般射出把對手給摧毀。

### 魔宮守護者（Guardians of Stars）
黑帝斯城一戰後，冥王把據點移至天上的「LOST CANVAS」，冥王在那穹頂的沒有尽头的螺旋台階內壁剖份，在途中的各個地方創建仿造行星而建的「星之魔宮」，一共八座，在那裏有被稱為「星之守護者」對冥王誓以絕對忠誠的八位冥鬥士在守護，他們的實力如今跟「冥界三巨头」相比有過之而無不及，擁有災難性的破壞力量，「LOST CANVAS」上的「星之時鐘」的指針走過一圈時，「LOST CANVAS」就會完成，意味着人類萬物滅亡之時。
天魁星 梅菲斯特 杳馬
- 聲優：平田廣明
- 年齡：32。身高：180 cm。體重：76 kg。血型：B 型。生日：12月31日。

第一魔宮「水星」守護者，天魁星被稱為「梅菲斯特」的冥鬥士，擁有操控「時間」和「空間」的能力，在一百零八魔星中排名第一，冥鬥士之首「最強的冥鬥士」天魁星，是「冥界三巨頭」之上的實力人物，也是挑撥雙子座聖鬥士兄弟阿斯普洛斯與德弗特洛斯的主使者。
是天馬座 天馬的父親，無星 夜梟 帕蒂塔的丈夫，真正身分是時間之神 柯羅諾斯的弟弟時刻之神 卡伊諾斯。
由於被兄長柯羅諾斯放逐到陸地並且存在被從歷史中抹消，歷經作為人類生老病死的生活期間被眾神和人類遺忘自身的存在，所以一直計劃著對天界的複仇。
降臨於德川時代的日本，玩世不恭誘人墮落，卻不失冷靜、深沉、恢諧和機智，典型的虛無主義者的形象。少年時太平之世的和平生活簡直令他窒息，想更盡情瘋狂地大鬧這個世界使世界變得更加混亂，在覺醒身為魔星的命運後來追隨天馬座的靈魂來到潘多拉居住的城堡，後與從天界下凡的城中的女僕帕蒂塔產生情愫並且生下天馬，當城主夫人在某個雪夜誕下黑帝斯的靈魂的瞬間將他抱走並且託付給一對虔誠的夫婦暪過雙子神死神 塔納托斯和睡神 希普諾斯的視線。將天馬視作「聖戰中珍貴的一滴水」，讓他作為孤兒成長即將成為冥王 黑帝斯的亞倫和作為冥王的妹妹兼女神 雅典娜紗夏之間會產生什麼樣的羈絆。
188話中透露自己的真正目的是為了天界的大罪人弒神的天馬星座的靈魂然後就能得到弒神之力，發起對奧林匹斯眾神的革命好讓自己成為新神話的創世之神。
聖戰開始後，在雅典娜軍前進「LOST CANVAS」期間制止雙子座 阿斯普洛斯行刺冥王的「銀河星爆」，並以「魔幻空間」輕鬆撃敗阿斯普洛斯。爾後在「水星宮」試探天馬的實力並且封住白羊座 希歐和獅子座 雷古鲁斯的時間，用幻象向天馬展示還是新生兒的天馬與父母以及幼年潘多拉在一起的情景。然後戲弄天馬與失去神力的紗夏回到黑帝斯 亞倫的身边。當聖冥雙方在「土星宮」激戰時，突然出現告知潘多拉奪取黑帝斯靈魂的並非天馬母親帕蒂塔，而是他自己，指出當年潘多拉因此懷恨殺死帕蒂塔一事並隨即召喚出帕蒂塔。更將天马转移到「天王宮」与帕蒂塔决战，自己则重新潜伏起来为了改变历史伺机攻击即將會是未来的教皇希歐卻被自己給暗算的阿斯普洛斯給打斷，在异次元空间与其展开对决。由于已经被贬为人类所以无法存在于超次元，最终被阿斯普洛斯打开的“神之通道”毁灭肉身，其灵魂也因为在本时代以魔星的身分被處女座 阿释密达在聖戰開始的期間事先制作好的念珠給封印起來无法再次轮回。
在外傳希歐篇中，杳馬在前代圣战结束后不久袭击穆大陆幸存者，并试图夺走白羊圣衣抹殺希歐的事情，还留下一个分身想要袭击獲得在白羊座圣衣的试炼的希歐，被巨蟹座 马尼戈特和希歐聯手击破。之後杳馬在十四年後成功逃出佛珠前往聖域，想要行刺成為教皇的希歐卻敗於他的手上，最終被天馬與紗夏以「雅典娜之盾」給制裁變成木乃伊的身軀。
卡伊諾斯，在希臘語裡有“機會”的意思。
梅菲斯特（Mephisto），原義為「破壞者」、「騙子」。
魔幻空間 Marvelous Room
產生一個漩渦，裏面是時間和物質都不存在的世界，被捲入去的人會完全分解成量子等級的狀態散落到那個世界的各個地方。
逆轉生命 Rewind Bio
操縱對手肉體的時間倒轉，令其肉體變回胎兒以前的狀態，換句話說即是甚麼東西都沒有，使對手的肉體甚至精神完全消失於世界上。
逆流世界 Rewind World
將時間的流動變成狂暴的逆流，將所有的東西回歸塵土。
真實魔幻 Real Marvelous
時刻之神最大奧義，產生出時間的大洪流，能把一切東西捲入去，時間的大洪流會把一切東西衝擊得而粉碎殆盡，使一切完全消失於世界上。
天英星 巴路隆 路尼
- 武器：巴路隆之鞭

第二魔宮「金星」守護者，天英星被稱為「巴路隆」的冥鬥士。使用「鞭子」來作戰。
聖戰開始前曾經找過年少時的白羊座 希歐加入冥王軍誘惑他成為統治者，但被希歐拒絕後震怒之際用鞭子砍傷他的頸部就離去。但希歐靠著他師父祭壇座 白禮的血給救活下存活。聖戰開始後，在金星宮整理著因「LOST CANVAS」而得到救贖的數億多人的資料，把闖入魔宮的希歐、天馬座 天馬、雅典娜 紗夏和和獅子座 雷古鲁斯視為入侵者想把他們關入冥界中，但被希歐用「水晶墻」當橋擋住和協助天馬、紗夏和雷古鲁斯通過金星宮時跟他展開交戰，以「輪迴」封著希歐的行動再次把他直接跌入地獄，但希歐唯獨右手沒有被文字給封印而再次爬上來，在希歐擺脫文字封印後將他打入「冰封地獄」並且展開决战，先是擁有紀錄世上所有一切的記載的“冥界之书”將希歐逼入絕境，然後用鞭子贯入希歐的身軀，最後被希歐用他從沒有從他已故的師傅白禮所繼承所用的招式“积尸气转灵波”打破冥界法則的强大小宇宙給吞没，臨終前想起跟希歐首次见面的时候就已经知道想象着成为教皇的希歐笑着逝去。
輪迴 Reincarnation
使對手被過去所犯的罪與恥所責備在後悔中苦悶而死。
火焰鞭笞 Fire Whip
天英星巴路隆最大奧義，當對手被他一纏，繼而放手，便會將對手切成一段段。
天暴星 貝努鳥 輝火
- 聲優：福山潤／港：陳卓智／台：孫誠
- 年齡：18。身高：179 cm。體重：72 kg。血型：AB 型。生日：8月12日。

第三魔宮「地球」守護者，天暴星被稱為「貝努鳥」、「炎之魔人」的冥鬥士，使用「黑炎」來作戰，並非「冥界三巨頭」的稱號卻擁有匹敵「黃金聖鬥士」的實力，號稱擁有「冥鬥士中最快速度的人」，性格孤僻又冷傲，由於獨來獨往的性格曾在黑帝斯聚集全冥鬥士召開討伐戰的集會時以「自己的性格不適合那種場面」為由而沒有出現。
為兩百四十三年後鳯凰座 一輝的前世。曾有一個和亞倫外貌很像卻因為患有疾病的關係無法看見陽光的弟弟名叫翠，儘管翠遭受外人的負面反感與厭惡卻從來沒有拋棄他。因此在年少時四處打黑拳抱著遍體鱗傷之軀來照顧弟弟翠，可是翠因為無法忍受身為哥哥的自己身受傷痕決定自盡，自此開始憎恨無法讓翠在陽光下生活的太陽。
對聖戰都不重要，而冥王 黑帝斯 亞倫對說則是一切，因此對他表現出非常熱烈的忠誠心。（回憶起自己年少時與翠一起生活的情景，因此有可能將自己對弟弟翠的感情重疊於亞倫的身上）。
黃金外傳阿釋密達編登場中在冥界不情願地接受地魁星 阿吒婆拘的命令去擊敗處女座 阿釋密達，對跟隨阿釋密達卻對自己亡母感到執著、受阿吒婆拘的蠱惑墜入魔道的阿辛摩感到很諷刺，雖然用「鎖魂永生紋」束縛阿釋密達，卻反被他用幻象再現自己的內心而被「天魔降伏」給秒殺，直至聖戰後靠著冥王之力重新復活。
聖戰開始後在天馬座 天馬誕生的故鄉中與打算攻擊覺醒為黑帝斯的亞倫的天秤座黃金聖鬥士天秤座 童虎短暫交手，事後因童虎的「盧山百龍霸」的餘波傷及黑帝斯的手腕感到很介意，於是趁天貴星 獅鷲獸 米諾斯出發飛往聖域後也暗中跟在後面想找童虎時卻碰上在聖域週邊巡邏的金牛座 阿魯迪巴並隨即展開交戰，起初用「鎖魂永生紋」與「日冕疾風」跟阿魯迪巴交戰卻被他給識破與打敗，在戰鬥中被阿魯迪巴稱為「擁有將周遭一切全部否定與燒盡的黑色火焰的人」，同時亦被看出自己「雖然兇暴卻不邪惡，更不知道從冥王的身上看見誰的身影」的本性。之後在聖域向已亡的阿魯迪巴來還人情並且懲處地奇星 青蛙 哲洛斯，離開前告訴天馬還會有冥鬥士來暗殺他的事。
黑帝斯城之戰後在黑帝斯對戰時身受重傷的童虎帶到卡農島，更在卡農島的雙子座黃金聖鬥士雙子座 德弗特洛斯轉告童虎只有自己能夠奪取他的性命。之後奉冥王之命處決戰敗後被剝奪三巨頭的資格的天雄星 迦樓羅 艾亞哥斯，但是卻沒有處決艾亞哥斯私自將他放走。還要求艾亞哥斯以他原本的名字做個普通人繼續活著。之後作為第三魔宮「地球宮」守護者，获得新生「天暴星贝努鸟冥衣」，之后奉亞倫之命在圣域試圖拿走「雅典娜圣衣」后但被童虎給夺走。在地球宮與天馬、雅典娜 紗夏和獅子座 雷古魯斯碰面，用「鎖魂永生紋」封鎖住天馬與雷古魯斯的行動，面對紗夏的感化中也無動於衷，之後從「異次元空間」趕來救下天馬和雷古魯斯並且將「雅典娜圣衣」交給紗夏的童虎交戰，使出「暗黑日耀」讓他顿时陷入苦战，随后然而因孤獨和乾渴而變得愈加激烈更最後墮入非人之道，加上思念亡弟之痛下由「人類」化身成「炎之魔人」靠著暴走状态與全身燃烧的姿態壓制童虎（力量可以將「黃金聖衣」都能熔化），迫使童虎不得不用禁招「庐山亢龙霸」飛離地面飞向太阳途中，在感受到亡弟翠真正的用意之后理解自己的無助之心時毅然将童虎打回地面，使自己終於解脫化身為鳳凰飞入太陽中，消逝之際希望雅典娜和天馬能去救赎亚伦的內心。
鎖魂永生紋 Crucify Ankh
以黑炎的十字架來束搏住對手的動作，會使對手受盡黑炎火海的焚燒中無法脫困。
日冕疾風 Corona Blast
把火焰凝聚在手上製造巨大比擬太陽的火球來攻擊對手，是個直接攻击杀伤力技能，而且威力范围都很广泛。
暗黑日耀 Rising Darkness
天暴星貝努鳥最大奧義，產生漆黑的太陽（其熱度连將拥有太阳能量的黄金圣衣都給熔化掉），可以一瞬間能把周圍變為灼熱地獄，能夠使對手在太陽給照射下面臨灼熱般、面臨蒸乾枯竭的狀態。
雙子座 阿斯普洛斯

天哭星 人面獸身鳥 華倫泰
第五魔宮「木星」守護者，天哭星被稱為「鳥身女妖」的冥鬥士，使用「暗」來作戰。是天猛星 雙足飛龍 拉達曼迪斯軍團最強的戰士之一，和天捷星 雞蛇怪 西爾菲德都被稱為拉達曼迪斯的左右手。年少時已經和拉達曼迪斯互相認識，雖然对拉达曼迪斯十分忠诚，但却对潘多拉對待拉達曼迪斯與自己和其他人的做法感到很不满，認為如果是作為冥王的亞倫為拉達曼迪斯準備適合他的戰場，相信自己以及拉達曼迪斯都不會是潘朵拉的忠犬。
聖戰開始後，當雅典娜軍前進「LOST CANVAS」後被選為第五魔宮「木星宮」守護者，但仍然留守在自己的主人拉達曼迪斯註守的第六魔宮「土星宮」門前把守，當拉達曼迪斯跟隨潘多拉往海底都市亞特蘭蒂斯執行任務卻身重天蠍座 卡爾迪亞使出的招式「深紅毒針 絕焰 安達里士」而受傷到心臟被慘痛燃燒著，加上因為接受冥王 黑帝斯 亞倫賦予的神血下而失控跟暴走，因此與西爾菲德制服一度失去自我的拉達曼迪斯，之後為了等拉達曼迪斯克服黑帝斯的神血加上要擔任好魔宮的守護者之責，於是命令天魔星 妖花 奎恩與天牢星 牛頭怪 哥頓跟隨西爾菲德前往聖域去毀掉「雅典娜聖衣」。在土星宮門前阻撓潘朵拉進入並且與她對峙，即使身重潘朵拉的「高貴毒液」而未服從，等到拉達曼迪斯甦醒時說服他反抗潘朵拉，但最後被拉达曼迪斯用「最大警戒」給击毙，雖然单膝跪着逝去卻顯示自己對拉達曼迪斯的忠誠心。
華倫泰（Valentine）的名字為“情人節”之意。
甜蜜殺氣 Sweet Chocolate
天哭星鳥身女妖最大奧義，召喚一群的鳥身女妖吸取對手的感情、生命力、和執著養育的靈魂，让对手没有伤痛的逝去（是较为温柔的招式）。
天猛星 雙足飛龍 拉達曼迪斯

無星 夜梟奧魯 帕蒂塔
- 聲優：井上喜久子
- 年齡：22。身高：171 cm。體重：52 kg。血型：A 型。生日：1月26日。

第七魔宮「天王星」守護者，原為雅典娜於天界旗下的神祇之一奧魯 帕蒂塔。性格據杳馬所言是固執又愛頂嘴以及是愛哭鬼。
天界中在雅典娜決定下凡阻止聖戰爆發時一度勸阻她，但在雅典娜解釋她有天馬座的靈魂陪伴與並肩作戰的決心後決定下凡轉世成為凡人，負責培養天馬座的靈魂護送到雅典娜的身旁。在天界中下凡後成為潘多拉家城堡中的女僕服侍潘多拉一家，是潘多拉在年幼的時候唯一的傾訴對像，作為母親的角色存在，與來到城堡的天魁星 梅菲斯特 杳馬生下天馬。在一個雪夜城主夫人誕下黑帝斯的靈魂，但是杳馬在黑帝斯的靈魂誕生的一瞬間將他抱走，此舉更使潘多拉誤以為是自己盜走黑帝斯的靈魂被冥王軍給追殺。然後保護天馬一直流浪到天涯，直至把天馬送入孤兒院後被冥鬥士找到而身負重傷，但在靠杳馬給親手解決冥鬥士時已經重傷而亡。
聖戰開始後被杳馬召喚出靈魂形象出現在潘朵拉的面前，之後作為第七魔宮「天王星」守護者夜臬卻不願背叛雅典娜，使苦肉計要假裝狠心殺掉天馬然後重創潘朵拉，目的是讓天马成长到能够穿上天馬座神圣衣。最后被穿上神圣衣的天马打倒。消逝之際告訴天馬自己一直仍然很愛他。天馬到最後才發現她身為雅典娜戰士的前世身分協助完成其計畫才自願轉世培養出天馬座的靈魂。
夜之呼嘯 Howl of Night
無星夜梟最大奧義，可以颳起宛如夜梟的叫聲颳起強風吹飛甚至重創對手

### 冥鬥士（Specters）
共有一百零八個人，身穿『冥衣』而且實力層次不齊，甚至有些冥鬥士擁有超越「冥界三巨頭」的實力。

#### 天罡冥鬥士
天魁星 梅菲斯特 杳馬

天英星 巴路隆 路尼

天暴星 貝努鳥 輝火

天哭星 人面獸身鳥 巴連達因

天孤星 貝希摩斯 維奧雷特
- 聲優：本田貴子／港：黃鳳英
- 身高：180 cm。體重：75 kg。血型：A 型。生日：2月13日。

天孤星被稱為「貝希莫斯」的冥鬥士，女性，使用「影」來作戰。和天雄星 迦樓羅 艾亞哥斯是情侶關係。
有著與外表不符合的強大怪力，被艾亞哥斯稱為是他的「翅膀」，在眾多冥鬥士中實力相當的強，並非「冥界三巨頭」卻擁有匹敵「黃金聖鬥士」的實力，由於能承受住艾亞哥斯的氣力因此受許多冥鬥士的敬畏。
聖戰開始後，當冥王 黑帝斯 亞倫前往聖域時，受潘多拉的命令隱藏在亞倫的影子內暗中擔任護衛，在天馬要去追阻亞倫的時立即現身並且與金牛座 阿魯迪巴交手。將他壓制得不能動彈，後用「影縫」將阿魯迪巴給困住並操控一些通過影縫轉化成的傀儡冥鬥士作為攔截者後護送亞倫離開聖域。
黑帝斯城一戰後，當雅典娜軍在喜馬拉雅山尋找並修理隱藏在嘉米爾某處的巨大帆船前往「LOST CANVAS」，之後將情報告訴艾亞哥斯讓他率眾冥鬥士，做為先鋒首先來到雅典娜軍團面前用怪力瞬間讓所有雅典娜軍團受到衝擊。之後與獅子座 雷古魯斯展開交戰一度壓制他，但最終被雷古魯斯的「閃電光速拳」擊殺。之后被亚伦操纵攻击予處決艾亚哥斯。在雅典娜军进军「LOST CANVAS」时被艾亚哥斯給安葬。而遺留的黑髮藉由艾亚哥斯給飄散在山谷中，實現自己一直以來希望在天空中飛舞的夙願。
影縫 Seal Shadow
把第七獄的焦油和潛藏其中的亡者們扮成影子封鎖對方行動。
真實野獸 Brutal Real
天孤星貝希莫斯最大奧義，集中全身怪力重擊，威力足以崩裂大陆。
天捷星 雞蛇怪 西爾菲德
天捷星被稱為「雞蛇怪」的冥鬥士，使用「毒風」來作戰。在聖戰的期間完全無視冥王 黑帝斯 亞倫的存在。
過去歷經孤獨不受別人的掌控之下，因此讓許多的冥鬥士雜兵直接慘敗在自己的「毒風」中，直至敗在天猛星 雙足飛龍 拉達曼迪斯之下終於感受到自己不會獨自奮戰也有個比自己更強不會身處「毒風」的人，自此對拉達曼迪斯忠誠效忠成為他的軍團最強的戰士之一，和天哭星 鳥身女妖 巴連達因被稱為拉達曼迪斯的左右手。
聖戰開始後，當雅典娜軍前進「LOST CANVAS」時與巴連達因制服因黑帝斯的神血而暴走到失控的拉達曼迪斯，事後受拉達曼迪斯之命令前往聖域協助天牢星 牛頭怪 哥頓與天魔星 妖花 奎恩去毀掉「雅典娜聖衣」，當哥頓與奎恩敗在擁有「神之血」的天秤座 童虎後，立即用「毒風」與「殲滅翔風」將他給逼入絕境，最後卻反被童虎打敗而戰敗而亡，臨終前露出温暖的笑容。
毒之風 Poisonous Winds
產生帶有麻庳性的毒風藉此中毒對手的视觉與神经令其丧失战斗力。
殲滅翔風（毁灭之翼、冥界穹风） Annihilation Flap
天捷星雞蛇妖最大奧義，產生強大的劇毒性烈風把對手給吹飛。
天魔星 妖花 奎恩
- 武器：妖花觸手

天魔星被稱為「妖花」的冥鬥士，使用武器「妖花觸手」、「藤蔓」來作戰，是天猛星 雙足飛龍 拉達曼迪斯軍團的精銳部隊之一。
與天牢星 牛頭怪 哥頓是戰友關係，彼此互相傾訴自己等到招式被敵人給破解就必須手刃對方。
聖戰開始後，當雅典娜軍前進「LOST CANVAS」時奉拉達曼迪斯的部下天哭星 鳥身女妖 巴連達因之命前往聖域去毀掉「雅典娜聖衣」，並且在聖域內殲滅所有守護聖域的聖鬥士雜兵時與天秤座 童虎交戰，在天牢星 牛頭怪 哥頓的巨斧被天秤座 童虎毀壞後，因為不忍哥頓的自尊自此被聖鬥士給踐踏，於是用「血花斷頭台」砍傷他的同時毀壞裝有「雅典娜之血」的血瓶後，最終敗於童虎用神血施展的「廬山百龍霸」之下。
奎因在德文中意思為曼德拉草（Mandrake）。
血花斷頭台 Blood Flower Scissor
天魔星妖花最大奧義，以血色的光刀砍下對手的首級。
天牢星 牛頭怪 哥頓
天牢星被稱為「牛頭怪」的冥鬥士，使用「斧手」來作戰，是天猛星 雙足飛龍 拉達曼迪斯軍團的精銳部隊，性格急躁自信，右腕的「彌諾陶諾斯之斧」使出「巨斧粉碎」破壞力驚人。
與天魔星 妖花 奎恩是戰友關係，曾經擊倒許多的聖鬥士，彼此互相傾訴自己等到招式被對方給破解或是被打斷，就用自己的招式來殺掉對方。
聖戰開始後，當雅典娜軍前進「LOST CANVAS」時奉達曼迪斯的部下天哭星 人面獸身鳥 巴連達因之命前往聖域去毀掉「雅典娜聖衣」，並在聖域內殲滅所有守護聖域的聖鬥士雜兵時與天秤座 童虎交戰時逼他用天秤座武器來抗衡，但被童虎利用天秤座武器以巧勁給擊潰，之後為了自己的自尊不被踐踏讓奎恩給砍下自己的首級。
巨斧粉碎 Grand Axe Crusher
天牢星牛頭怪最大奧義，破壞力驚人的右手碎擊。
天間星 阿格龍 卡隆
- 武器：阿格龍劃槳

天間星被稱為「阿格龍」的冥鬥士，使用「船漿」來作戰。在雅典娜軍的聖鬥士被石化用船漿跟天馬座 天馬展開交戰被雅典娜 紗夏的勸阻收場，之後因為白羊座 希歐和獅子座 雷古魯斯散發出的小宇宙威脅性同意送他們到云海的对岸，但要紗夏交出她的長髮作為交換條件，實際上假裝收取紗夏的長髮當作船費在暗中裏給冥王 黑帝斯 亞倫來封印雅典娜的神力，最後被希歐以「星屑旋轉」所殺，但在彌留之際按照交錢的约定把天馬等人送到云海的对岸。
旋轉劃槳 Rolling Oar
天間星阿格龍最大奧義，以劃槳不斷旋轉進行攻撃或防禦。
天獸星 獅身人面 法拉奧
- 武器：獅身人面魔琴

天獸星被稱為「獅身人面」的冥鬥士，使用「魔琴」來作戰。
聖戰開始期間作為「LOST CANVAS」的「星之魔宮」守門人，用「均衡詛咒」來試探天猛星 雙足飛龍 拉達曼迪斯對冥王 黑帝斯 亞倫的忠誠之心，之後以守門人的身份用「均衡詛咒」殲滅不少雅典娜 紗夏的三名聖鬥士和五名聖域士兵，在企圖收下天馬座 天馬的心臟時被射手座 希緒弗斯給打斷下試探他的忠誠之心，卻沒料他的心臟竟能與真實之羽平行。儘管被希緒弗斯給批評只是通過自己的小宇宙來操縱天秤的虛偽審判者並且以「喀戎閃光衝擊」給秒殺，臨終前用自己的力量將通往「星之魔宮」的大門給彻底封住。
均衡詛咒 Balance of Curse
天獸星獅身人面最大奧義，以曲目取出對手的心臟放在真實之羽天秤上，如果不平衡對手的身軀會因此灰飛煙滅。
天巧星 神猴 砥草
- 聲優：入野自由／港：張方正／台：林谷珍
- 身高：178 cm。體重：76 kg。血型：AB 型。生日：7月1日。
- 讓葉外傳 血墨之紋登場

天巧星被稱為「神猴」的冥鬥士，使用「積屍氣」來作戰。是天鶴座 讓葉的弟弟，和白羊座 希歐是好友關係。
聖戰尚未開始前在嘉米尔和雙親因從山崖發生墜落意外身亡的情況下受死神 達拿都斯的召喚下覺醒成為冥鬥士更加以「積屍氣如意靈臨」襲擊姊姊讓葉，最後敗於希歐的「星屑旋轉」並且被姐姐讓葉給安葬。之後在聖戰中靠著冥王 黑帝斯 亞倫的神力复活並且隸屬天雄星 迦樓羅 艾亞哥斯的手下，在艾亚哥斯军团全军覆没下由亚伦创造星之魔宫中第八魔宫「海王星宮」的守护者，卻因天魁星 梅菲斯特 杳馬的时间之差影響下沒有出場。
積屍氣如意靈臨 Sekishiki Nyoi Reirin
天巧星神猴最大奧義，利用積屍氣把靈魂化成多道光柱創傷對手。
天靈星 死靈術師 碧亞克
- 聲優：羽多野涉／港：陳廷軒
- 身高：178 cm。體重：65 kg。血型：A 型。生日：9月11日。

天靈星被稱為「死靈術師」的冥鬥士。 天貴星 獅鷲獸 米諾斯麾下的其中一名冥鬥士，有著領導的風範。
聖戰開始後奉米諾斯之命在前往襲擊羅德里奧村時被雙魚座 雅柏菲卡設置於半路的「吸血玫瑰」所殺，雖後來憑藉冥王 黑帝斯 亞倫的力量復活不久卻因處女座 阿釋密達以自我犧牲的方式完成抵銷冥鬥士的復活之力的神器「木欒子念珠」的緣故，因此被金牛座 阿魯迪巴用「巨型號角」給迅速秒殺。
天傷星 曼陀羅 費多爾
- 聲優：伊藤健太郎／港：張方正
- 身高：185 cm。體重：83 kg。血型：A 型。生日：11月14日。

天傷星被稱為「曼陀羅」的冥鬥士，使用「音波」來作戰，聖戰開始的期間擔任看守冥界入口的冥鬥士，其冥衣左胸部的妖面产生的能让对手脑部产生振荡的攻击波。
聖戰開始的期間發現在黃泉比良坡的半死的天馬座 天馬並將他給囚禁起來，在獨角獸座 耶人與天鶴座 讓葉到來冥界救出天馬時再次出現，在戰鬥中多次用「壓制尖叫」讓耶人和讓葉屢次陷于苦战，但妖面被耶人以「獨角獸飛奔」給擊碎，還被天馬用「天馬彗星拳」給擊穿而亡，之后被冥王 黑帝斯 亞倫的神力在壁画中复活。
壓制尖叫 Strangle Shrill
天傷星曼陀羅最大奧義，產生的能讓對手的腦部產生振蕩的攻擊。
天罪星 地獄豺狼 弗列基亞斯
- 聲優：加藤將之／港：胡家豪

天罪星被稱為「地獄豺狼」的冥鬥士，使用「暗」來作戰。
聖戰開始後，在冥王 黑帝斯 亞倫在覺醒時與前來討伐冥王的天馬座 天馬交手，在招式「地獄咆哮」被天馬給接下下被他的「天馬流星拳」給擊殺，后來靠著亞倫的神力再次復活。
弗列基亞斯（Phlegyas），希臘神話中戰神 阿瑞斯（Ares）與克律塞（Chryse）之子，阿庇泰（Lapiths）之王。
地獄咆哮 Howling Inferno
天罪星地獄豺狼最大奧義，雙手凝聚球形的能量重撃對手。
天退星 玄武 古尼高
- 聲優：金光宣明／港：李錦綸

天退星被稱為「玄武」的冥鬥士。攻擊方式是蜷縮身體來攻擊對手。聖戰開始的期間身穿硬度媲美鑽石的冥衣挑戰黃金聖鬥士 山羊座 艾爾熙德，但被艾爾熙德的「聖劍」給一刀劈斷而亡。
天醜星 死亡甲蟲 史坦德
- 聲優：志村知幸／港：巫哲棋

天醜星被稱為「死亡甲蟲」的冥鬥士，類似用「暗」來作戰。
聖戰開始後被奉命把守至冥界阻擋天馬座 天馬、獨角獸座 耶人與天鶴座 讓葉返回人間的去路，在與靠著「雅典娜之聖劍」所庇護、主動為天馬與讓葉掩護的耶人交戰中一度用「地獄同行」占上風卻沒能阻靠他重返人間，不過自己的重击使「雅典娜之聖劍」产生龟裂。
黑帝斯城一戰後在對上嘉米爾的聖鬥士中作為天雄星 迦樓羅 艾亞哥斯軍的第二先鋒出陣，但面對僅僅五名青銅聖鬥士和數十名聖域士兵卻力不从心，之後因為講出否定「羈絆」的存在時惹惱艾亞哥斯被他給立即斬首。
地獄同行 Stand By Me
天丑星死亡甲蟲最大奧義，直接抓著對方不放，然後以重力與滾動能力將對方給摔落至地上。
天究星 納蘇 維羅妮卡
- 聲優：子安武人／港：劉奕希／台：賀宇傑
- 身高：189 cm。體重：81 kg。血型：B 型。生日：6月11日。

天究星被稱為「納蘇」的冥鬥士，使用「蒼蠅」、「殭屍」、「亡靈」和「腐蝕液」來作戰，認為「生者是最不潔的」，外表看上去是個妖艷的女性但實際上是男性。受死神 塔納托斯任命把守「死亡森林」的冥鬥士，通過操縱蒼蠅等亡靈生物和化為殭屍的亡者作為攻防的戰陣。
聖戰開始後，起初通过腐尸鸟群分散进入「死亡森林」的天馬座 天馬、獨角獸座 耶人與天鶴座 讓葉的行動，還分別利用「死亡森林」中會展現出幻影的沼澤與蜈蚣將耶人與讓葉給逼入絕境，而自己用管风琴来操纵天馬在孤兒院的亡友們来攻击天马，在天馬一行人突破阻礙然後跟自己對峙時藉著連青銅聖衣都能腐蝕的「埋葬堡壘」和塔納托斯賜予的不死之身將他們給逼入絕境，卻與前來支援天馬一行人的巨蟹座 馬尼戈特產生相生相剋的作用還被他用「巨蟹钳杀」給截成兩半，最後再次復活時被馬尼戈特用「积尸气冥界波」带入黄泉比良坂，更受「積屍氣鬼蒼焰」給消滅殆盡，臨終前奉塔納托斯的命令试图和马尼戈特同归于尽卻因灵魂被焚烧殆盡而未果。
納蘇為是祆教中以苍蝇型態出现的女性恶魔也是邪神阿里曼所統馭的六大惡魔之一。納蘇又名德魯 納蘇，德魯的意思为“不净，污秽，腐败”而納蘇的意思為“死尸”。
埋葬堡壘 Burial Fort
天究星納蘇最大奧義，產生腐蝕的液體把對方給溶解掉。
天敗星 巨魔
天敗星被稱為「巨魔」的冥鬥士。
動畫版中出場，在冥王 黑帝斯 亞倫覺醒時跟天醜星、天間星 、天牢星、天角星  、地闊星等冥鬥士隨亞倫在義大利"迎接"天馬一行人。
天角星 魔像
天角星被稱為「魔像」的冥鬥士。
動畫版中出場，在冥王 黑帝斯 亞倫覺醒時跟天醜星、天間星、天牢星、天敗星、地闊星等隨亞倫在義大利"迎接天馬一行人。
天立星 樹妖 魯格
- 身高：187 cm。體重：78 kg。血型：O 型。生日：3月19日。
- 聲優：小杉十郎太
- 黃金外傳雅柏菲卡編與6月份出的广播剧DRAMA CD（广播剧）登場。

天立星被稱為「樹妖」的冥鬥士。上代雙魚座黃金聖鬥士雙魚座 魯格尼斯的弟弟，佩夫科的醫學師傅，曾收養佩夫克為養子相依為命生活在藥師島上。原是一位對病患充滿慈愛心的醫生，為救治病人盡職盡責的同時還日以繼夜研究藥草，希望可以治癒哥哥魯格尼斯體內雙魚座宿命的毒血。但在哥哥魯格尼斯去世後，因為無法解救病人的自責感加上在無法整救病重命危的佩夫科時被死神 塔納托斯的勸說下成為冥鬥士負責製造出冥鬥士的雜兵與仕女。促使佩夫克發現異狀後逃出藥師島與受教皇之命前來調查的 雙魚座 雅柏菲卡相遇的契機。
在聖戰開始前兩年半時與來到藥師島調查的雅柏菲卡交戰時，一度用铃兰将雅柏菲卡給迷晕又想破解他的毒血，憑藉鈴蘭克制着雅帕菲卡的魔宮玫瑰而一度佔據上風，最後被思念师父的雅柏菲卡徹底打敗。
鈴蘭詛咒 Curse of Lily
天立星樹妖最大奧義，使用“冥界之花”鈴蘭纏搏對手，以鈴蘭的荊棘藉此重創對手。
天异星 達溫 艾利斯諾
天霊星被稱為「達溫」的冥鬥士。冥王神話特別篇《朱之新生》登場冥鬥士，前卡農島之惡靈鬼。
過去原為卡農島的居民，但因自己是被喻為帶來災禍的理由深受島民們的迫害，直至在選擇自盡跳入火山口時被魔星給選中為冥鬥士，自此成為冥鬥士對島民們展開復仇引起聖域的注意，在與同樣遭遇悲傷經歷、剛成為雙子座黃金聖鬥士的雙子座 德弗特洛斯短暫交談時問他來到卡農島的原因，甚至發揮出實力用「野蠻的熔岩」與「瘋狂熔岩」重創德弗特洛斯，最後被德弗特洛斯以放下他是因親手手刃他的兄長雙子座 阿斯普洛斯的經歷與過去的因緣下用「黑岩地爆」給秒殺。
達溫，是印度神話中的憤怒女神杜爾噶的猛虎坐騎兼聖虎。
艾利斯諾，英文名字詞在希臘文中是紅色的意思。
野蠻熔岩 Barbarotita Lava
可以利用岩漿形成炎之猛虎來攻擊對手。
狂氣熔岩 Furious Lava
天异星達溫最大奧義，通過覆蓋周圍的熔岩流在對手的下方，藉此召喚大量爆炸性熔岩的技術來攻擊對手。
天壽星 吸血鬼 埃爾哈特
- 身高：190 cm。體重：83 kg。血型：AB 型。生日：1月20日。
- 黃金外傳阿斯普洛斯編登場。

天壽星被稱為「吸血鬼」的冥鬥士。拥有随意穿越异次元，连接空间、以吸血的方式來吸取對手的生命力等能力，还能将别人转化为不死的吸血鬼冥鬥士。
在聖戰開始前兩年半時利用被天损星冥衣选中的少女克麗絲・瓦爾登的姐姐乌露丝拉企圖接近克丽丝让她为下任的冥王 黑帝斯 亞倫效力，將乌露丝拉作為動搖克莉絲意志促使天损星冥衣覺醒的祭品，最后被双子座黄金聖鬥士雙子座 阿斯普洛斯給秒殺。
緋紅十字光 Crimson Cross
天壽星吸血鬼最大奧義，創造出巨大的緋紅色光的閃電十字架來攻擊對手。
緋紅巨浪 Crimson Billow
天壽星吸血鬼與天損星刻托組合的招式，可以創造出巨大的電流漩渦來攻擊對手。
天損星 刻托 克麗絲・瓦爾登
- 身高：157 cm。體重：45 kg。血型：A 型。生日：12月19日。年齡：14。
- 黃金外傳阿斯普洛斯編登場。

天損星被稱為「刻托」的冥鬥士。是一名柔弱、內向乖巧、弱不禁風且無欲無求的少女，出身于在百年中獲得富可敵國、登上貴族高位並且守護財寶的海盗出身的瓦尔登家族。
原本沒有要繼承財寶的繼承權，當伯父家發生血脈斷絕的變故事件後就由父親來继承與保管伯父家遗产的天損星冥衣。在父親被姐姐乌露丝拉給殺害之際將魔星的力量封印在自己的身上，由於受到刺激加上遭受乌露丝拉的迫害下變得無法說話的處境。在聖戰開始前的兩年半時向雙子座 阿斯普洛斯求援卻遭遇乌露丝拉的追殺，更被天壽星 吸血鬼 埃爾哈特的操縱下覺醒成為冥鬥士。但自己不想成為冥鬥士的原因任由阿斯普洛斯對自己實施「幻胧魔皇拳」阻擋接受下任 冥王 黑帝斯 的召喚並且恢復正常，對阿斯普洛斯被捲入自己家族的鬥爭事件時產生愧疚。但在阿斯普洛斯說出他對抗命運的信念與"自我"決心後，因此拿回天損星的冥衣幫阿斯普洛斯擊敗埃爾哈特，事後決定不再成為冥鬥士藉此反抗冥王軍。
巨浪 Billow
天損星刻托最大奧義，可以操縱和支配巨浪和水流來攻擊對手

#### 地煞冥鬥士
地獸星 貓妖 切希爾
- 聲優：保志總一朗／港：胡家豪／台：林谷珍
- 身高：157 cm。體重：52 kg。血型：B 型。生日：6月7日。

地獸星被稱為「貓妖」的冥鬥士，隸屬於潘多拉麾下的冥鬥士。待在潘多拉身旁的時候猶如貓一般倒豎毛髮地威嚇對方也對雙子神死神 塔納托斯和睡神 希普諾斯感到敬畏。
跟在侵略嘉米爾但被打倒在地的地煞冥鬥士之後負責督戰對抗天馬座 天馬、天鶴座 讓葉和獨角獸座 耶人三人。從對待地飛星 風精靈 愛德華的態度和口吻看來，在地煞冥鬥士之中似乎是比較有最高地位的人物。當愛德華等冥鬥士被處女座 阿釋密達給擊殺時迅速從嘉米爾逃走，之後在潘多拉闖入聖域的時候作為隨從再次以駕著冥王軍馬車的方式出現。
在潘多拉決定反抗冥王 黑帝斯 亞倫後跟隨她到「土星宮」招攬天猛星 雙足飛龍 拉達曼迪斯，然後跟天馬、雅典娜 紗夏和獅子座 雷古魯斯三人交戰，當潘多拉被突然出現的天魁星 梅菲斯特 杳馬給重創，然後和紗夏被杳馬給轉移到「LOST CANVAS」港口的底層下處，正要擊殺尚未恢復神力的紗夏時，卻因拉達曼迪斯擊碎亞倫所畫出的畫作讓時紗夏恢復神力而被擊倒，之後被紗夏帶到雅典娜軍的船上，最後加入與亞倫的戰鬥中。在最終話時回到潘多拉的身旁為她效力。
切希爾，在愛麗絲夢遊仙境裡登場的柴郡貓的名字（The Cheshire Cat）。
招式在漫畫與動畫沒出現
捉迷藏 Hide and Seek
可以使自己隱身躲避對手的察覺（只留下眼睛和嘴巴）。
活潑派對 Perky Party
地獸星貓妖最大奧義，可以召喚妖貓來協助自己去糾纏與攻擊對手。
地飛星 風精靈 愛德華
- 聲優：加瀨康之／港：張方正

地飛星被稱為「風精靈」的冥鬥士。聖戰開始時率領小隊中似乎是作為領袖，在侵略嘉米爾時被天馬座 天馬、獨角獸座 耶人與天鶴座 讓葉給連續秒殺，後來受到冥王 黑帝斯 亞倫的神力再次復活時被處女座 阿釋密達用抵銷冥鬥士的復活之力的神器「木欒子念珠」給讨伐而亡。
地暗星 魔物 尼奧比
- 聲優：松山鷹志／港：李錦綸

地暗星被稱為「魔物」的冥鬥士，使用「毒香薰」來作戰。
在侵略聖域時天貴星 獅鷲獸 米諾斯麾下的冥鬥士中是唯一一個天猛星 雙足飛龍 拉達曼迪斯的屬下，其「暗黑香氛」的香氣抑制住「魔宮玫瑰」的毒氣被反使之大量枯萎。卻對全身都是毒血的雙魚座 雅柏菲卡以「深紅荊棘」給秒殺。
尼奧比，為希臘神話中底比斯王后尼俄伯的名字。
深淵香薰 Deep Fragrance
地暗星魔物最大奧義，使吸入毒香薰的對手漸漸麻痺然後步入死亡。
地陰星 無頭騎士 休布
- 聲優：森訓久／港：劉奕希

地陰星被稱為「無頭騎士」的冥鬥士，使用「亡靈」來作戰。
聖戰開始後當冥王 黑帝斯 亞倫覺醒時與地奴星、地走星、地狂星等冥鬥士一起跟隨亞倫在天馬的故鄉"迎接"天馬等人 。後來奉潘多拉之命與地察星 蝙蝠 溫柏潛入聖域去刺殺天馬座 天馬卻被金牛座 阿魯迪巴給阻撓，雖然用「死亡信使」將阿魯迪巴給逼至絕境卻被他用「泰坦新星」給粉碎而亡。
死亡信使 Death Messenger
地陰星無頭騎士最大奧義，召喚手執女人首級的無頭女亡靈，當頭上說出的死之話語使對手心臓因此停頓身亡。
地察星 蝙蝠 溫柏
- 聲優：奈良徹／港：張方正
- 身高：181 cm。體重：71 kg。血型：A 型。生日：9月25日。

地察星被稱為「蝙蝠」的冥鬥士，使用「音波」來作戰，能自由地操縱無數的蝙蝠成為自己分身的冥鬥士。
聖戰開始後奉潘多拉之命與地陰星 無頭騎士 丘布潛入聖域去行刺天馬座 天馬，雖然用「噩夢聲納」令天馬及許多聖鬥士們陷入沉睡，但正要行刺天馬時被金牛座 阿魯迪巴給阻擋與秒殺。
噩夢聲納 Nightmare Sonar
地察星蝙蝠最大奧義，放出有催眠效果的音波，就算對手沒有被催眠，音波也會使對手的運動神經會援慢下來。
地奇星 青蛙 哲洛斯
- 聲優：／港：陳永信

地奇星 被稱為「青蛙」的冥鬥士。
在圣战的十年前跟隨天猛星 雙足飛龍 拉達曼迪斯去行刺前任獅子座黃金聖鬥士獅子座 伊利亚斯卻反被他給秒殺。圣战开始后復活後隱藏在地察星 蝙蝠 溫柏和地陰星 無頭騎士 休布身後來到聖域成為潘朵拉派來刺殺天馬座 天馬，當金牛座 阿魯迪巴秒殺溫柏和丘布並且逝去后打算展開攻擊他多次，卻被來還哈斯加特人情的天暴星 貝努鳥 輝火給击飞制裁。成為聖域的俘虜後因要打聽前往天上的「LOST CANVAS」的方法而被天蠍座 卡路狄亞用毒針給連續拷問。
地伏星 蚯蚓 拉米
- 聲優：伊丸岡篤／港：劉昭文
- 武器: 蚯蚓觸手

地伏星被稱為「蚯蚓」的冥鬥士，使用「蚯蚓觸手」來作戰。
兩年前潛入聖域壓制住尚未成為天馬座 聖鬥士的天馬還打算用「蟲蠅索陣」行刺年少時的雅典娜 紗夏卻被白羊座 希歐以「星屑旋轉」給秒殺。
蟲蠅索陣 Worm's Bind
地伏星蚯蚓最大奧義，用蚯蚓觸手束博著對手並且用電撃擊倒對方。
地因星 武帕爾 雷布爾德
- 身高：183 cm。體重：70 kg。血型：AB 型。生日：8月11日。
- 黃金外傳阿斯普洛斯編登場，天寿星埃尔哈特的副手

地因星被稱為「武帕爾」的冥鬥士。在聖戰開始前兩年半時在瓦尔登家的管家家中藏身，被雙子座 阿斯普洛斯給识破身份后与他展开战斗，最后被穿上双子座黄金圣衣的阿斯普洛斯徹底击败。
武帕爾是在蝙蝠之身上有著人類的面容，化作俊男與美女的模樣萊迷惑人類藉此吸取鮮血。
致命之血 Mardelas Blood
地因星武帕爾最大奧義，用小宇宙召喚出大量紅色蝙蝠攻擊對手，對手接觸紅色蝙蝠時會受到傷害。而紅色蝙蝠可以產生巨大的爆炸毀滅掉方圓數米範圍內的一切。
地妖星 蝴蝶 苗
- 黃金外傳老雙子編登場

地妖星被稱為「蝴蝶」的冥鬥士。在前代圣战中，作为隸屬双子神死神 塔納托斯與睡神 希普諾斯的直属冥斗士登场，配合他们用冥蝶挑撥對人類的墮落行徑感到失望的前代教皇 伊提亞與前代雅典娜的關係。讓他下决心用武力与强权实现和平時用冥蝶操縱許多黃金聖鬥士。而本人则从始至终没有参与战斗。最后在祭壇座 白禮和巨蟹座 賽奇等聖鬥士們的奋战下戰败令漫天的冥蝶也随伊提亚在圣火中被毁灭。
地鎮星 影法師
- 身高：178 cm。體重：76 kg。血型：B 型。生日：9月22日。
- 黃金外傳阿釋密達編登場，地魁星 阿吒婆拘的副手，负责在地獄中追捕迷失的亡魂。

地鎮星被稱為「影法師」的冥鬥士。在聖戰開始前在冥王 黑帝斯的人間體（亞倫）尚未覺醒時負責在地獄追捕在冥界迷失的亡魂，剛開始不想把事情弄得棘手也不願跟来到地獄深處追擊阿吒婆拘的處女座 阿释密达開始交战，但是为了保守阿陀薄俱存在的最高机密因此不得不用「影降伏」來對付阿释密达卻被他給直接秒杀。直至在聖戰開始后靠著覺醒為冥王的亞倫賦予的神力在壁画中复活。
影降伏 Kage Gōpuku
地鎮星影法師最大奧義，可以用金剛杵法丈的力量向對手投擲十把匕首藉此發動攻擊，每個匕首形狀像金剛杵。
地魁星 阿吒婆拘
- 黃金外傳阿釋密達編登場。

地魁星被稱為「阿吒婆拘」的冥鬥士，亦是阿吒婆拘本人，是冥界裡最接近神的男人，實力在冥鬥士中數一數二，佛教三世佛之一的现世佛，以自力克服冥界法則的枷鎖，被譽為吞噬弱者的惡鬼神。能吸收吞噬魂魄让自己变强，出场时就已经吞噬数亿魂魄。
是冥鬥士之中唯一不隸屬潘多拉、冥界三巨頭之部下、更不受雙子神的指揮而身負特別任務之人，即使在冥界本人的存在也是冥王軍的最高机密，靠自己的能力克服冥界之法获准建造自己的园地與勢力。其真正的目的是想要创造出只有魂魄的世界，並且在冥界与冥王 黑帝斯平起平坐，同時统治众神，成为宇宙的真理讓其境界达到佛教中的无我。
在聖戰開始前派遣地鎮星 影法師去「迎接」處女座 阿释密达，當「影法師」戰敗時命令天暴星 貝努鳥 輝火去對付阿释密达，更是蠱惑阿辛摩對他過世的母親的執念而墜入魔道與自己合為一體，之後感覺到輝火被擊敗後與阿释密达的戰鬥中被「天舞寶輪」給剝奪自己的七感，卻嘲諷阿释密达無法拯救墮落的阿辛摩時，用靠著吸收同化冥界中幾億靈魂創造出「靈魂護盾」中用「魔天舞寶輪」和「魔天舞寶輪・全感觉破坏」奪走他的前五感和所有的感觉，卻在靠著阿辛摩與曼陀羅的灵魂们所協助的阿释密达使出「天舞寶輪」剝奪自己的第八感被送入輪迴之輪，无法在聖戰中作为冥斗士重新复活。
魔天舞寶輪 Maten Muhōrin
使用吸收同化冥界中幾億靈魂創造出「靈魂護盾」中奪走對手的前五感。一旦陷入这个世界的人就會無法攻击和逃脫。
魔天无宝轮・全感觉破坏 Maten Muhōrin Full Sensational Destruction
地魁星阿吒婆拘最大奧義，身处魔天无宝轮世界中的所有对手会被破坏全所有的感觉，连存在过的所有痕迹都被抹杀到化为虚无。
地暴星 獨眼巨人 古加多
- 聲優：荻野晴朗

在聖戰開始的兩年前與其他三名冥鬥士在義大利的偵察活動時被天秤座 童虎給秒殺。聖戰開始后靠著冥王 黑帝斯 亞倫的神力再次復活。
地闊星 致命丑角 卡夫卡
在冥王 黑帝斯 亞倫覺醒時，跟地陰星 無頭騎士 丘布、地奴星、地走星、地狂星等冥鬥士跟隨亞倫在義大利「迎接」天馬一行人 。在OVA中與等五名冥鬥士偷襲前往義大利偵查的五位白銀聖鬥士（地獄獵犬座、禦夫座、天箭座、巨犬座、銀蠅座）卻反被殲滅，聖戰開始不久靠著冥王 黑帝斯 亞倫的神力從壁畫與鏡子中復活。
地奴星
在冥王 黑帝斯 亞倫覺醒時，跟地陰星 無頭騎士 丘布、地闊星、地走星、地狂星等冥鬥士跟隨亞倫在義大利「迎接」天馬一行人。
地走星 美杜莎
在冥王 黑帝斯 亞倫覺醒時，跟地陰星 無頭騎士 丘布、地闊星、地奴星、地狂星等冥鬥士跟隨亞倫在義大利「迎接」天馬一行人。
地狂星
在冥王 黑帝斯 亞倫覺醒時跟地陰星 無頭騎士 丘布、地闊星、地奴星、地走星等冥鬥士跟隨亞倫在義大利「迎接」天馬一行人。OVA動畫版中突襲尚未成為聖鬥士的獨角獸座 耶人與他生病的姐姐美鐘時被天蠍座 卡爾迪亞給秒殺。

### 冥鬥士雜兵
冥鬥士
- 黃金外傳希緒弗斯編登場

聖戰開始的十七年前率領半人馬族掠奪某個村落，並且壓制尚未成為聖鬥士的射手座 希绪弗斯，但很快被前來營救的希绪弗斯的兄長兼前任獅子座黃金聖鬥士獅子座 伊利亞斯給秒殺。 聖戰開始后靠著冥王 黑帝斯 亞倫的神力再次復活。
吸魂箭
冥鬥士 水蛭（ヒル）
在聖戰開始的兩年前與地暴星 獨眼巨人等冥鬥士在義大利的偵察活動時遭到天秤座 童虎的討伐。聖戰開始后靠著冥王 黑帝斯 亞倫的神力再次復活。
冥鬥士 鐮刀殺手（キラ）
在聖戰開始的兩年前與地暴星 獨眼巨人等冥鬥士在義大利的偵察活動時遭到天秤座 童虎的討伐。聖戰開始后靠著冥王 黑帝斯 亞倫的神力再次復活。
冥鬥士 魔羊（マラキ）
在聖戰開始的兩年前與地暴星 獨眼巨人等冥鬥士在義大利的偵察活動時遭到天秤座 童虎的討伐。聖戰開始后靠著冥王 黑帝斯 亞倫的神力再次復活。
冥鬥士 骷髅鬼
隸屬冥王 黑帝斯 軍的雜兵

### 冥界魔物
地獄三頭犬 塞柏拉斯
原本是亞倫所救過的流浪幼狗，外表溫順無比，被潘朵拉以眼眸的方式給震懾倒地（疑似身亡）后成為冥界的守門犬與「覺醒」成冥王 黑帝斯的亞倫形影不離，在冥界企圖阻止天馬座 天馬、天鶴座 尤茲莉哈與獨角獸座 耶人逃出去卻失敗而終，之後在亞倫出現在聖域後再次出現攻擊天馬和雅典娜 紗夏，最後被天馬以「天馬流星拳」給秒殺。

### 前代聖戰時期（約兩百四十三年前）
上代 司掌『冥界』之神 黑帝斯 古蒂
- 聲優：内田夕夜／台：梁興昌
- 年齡：14-16。身高：171 cm。體重：57 kg。血型：B 型。生日：11月18日。出生地：西班牙。

前代聖戰時期的冥王 黑帝斯，被黑帝斯的靈魂給選中前身份疑似是恰好是西班牙某國的王子。統帥冥王軍與前代雅典娜軍展開激烈大戰，因此讓雅典娜軍損失許多聖鬥士（包括黃金聖鬥士），在聖戰的最後階段命令前代冥界三巨頭之一的天貴星 獅鷲獸 米諾斯率領所有冥鬥士攻進聖域，卻被率領與指揮存活的聖鬥士們的祭壇座 白禮給阻撓只好親自出現對他們發動攻勢，發現自己被困在身穿「雅典娜聖衣」的前代雅典娜和巨蟹座 賽奇用賦予雅典娜之血的聖劍所施展的結界連同眾冥鬥士無法復活過來感到震怒，因此對雅典娜展開攻擊被賽奇與白禮和倖存聖鬥士們給壓制反彈，最後被賽奇與白禮和白銀聖鬥士們用僅剩的力量給擊中讓黑帝斯的靈魂給驅逐出去。但沒多久被死神 塔納托斯與睡神 希普諾斯所殺的同時，奪取聖鬥士們的性命還重創前代的雅典娜（除了只有受到神器所庇护的賽奇與白禮）。
冥王裁決 Hades Judgment
从掌心扩出一个如同死之结界般的空间，在范围内的所有生灵会瞬间斃命。還可从掌心释放出一个威力极大的巨型能量弹。

### 未來聖戰時代（約兩百四十三年後）
未來時代的司掌『冥界』之神 黑帝斯
希歐外傳篇出場，在白羊座 希歐通過白羊座聖衣的試煉中親眼目睹來自未來的白羊座 阿弗尼爾的記憶與未來世界的慘狀，看見冥王率領冥王軍大獲全勝侵入聖域，然後毀滅陸地奪取地上世界的人民的性命，親自現身將成為戰俘的未來時代的雅典娜和教皇給斬首與殺害。

## 波賽頓軍（Poseidon）
司掌『海洋』之神 波塞頓 瑟拉斐娜
- 聲優：能登麻美子
- 身高：167 cm。體重：50 kg。血型：O 型。生日：3月15日。
- 武器：波塞頓三叉戟

布魯格勒德的統治者加路西亞的女儿，是海龍 尤尼提的姊姊。是個對人很溫柔與堅強的女性，被人稱為「布魯格勒的無價之寶」，過去經常和中央的商人進行交易藉此希望可幫助尤尼提和水瓶座 迪捷路搬到有陽光溫暖的地方遠離寒冰之苦，對尤尼提來說長相酷似已故的母親。對布魯格勒德的人民來宛如太陽般的存在。
外傳篇中曾带领迪捷路到女蛇龙 石榴石 佳奈特的公馆參加舞會，从分别时在迪捷路的身后脸红以及和迪捷路的对话中对他有產生好感。但迪捷路并未察觉到自己的愛意。當芙萊優報復佳奈特逼自己的丈夫走上絕路不成被逐出公馆時帶她離開時遭到寶石兒軍隊的襲擊捉走用來要脅迪捷路的人質，最後被迪捷路給救回對佳奈特和迪捷路的師傅水瓶座 庫雷斯特的變異感到很同情他們。
之後為了自己的國家布魯格勒德變得有所改善而四處向各國尋求幫助。由於因為气候过于寒冷加上风寒恶化導致罹患重病逝世，讓弟弟尤尼提為此感到絕望之下而企圖操縱海皇之力，遺體被當作海皇 波塞頓復活所用的器皿和溝通媒介給封印在海底都市 亞特蘭提斯中，因為自身持有凝聚「海皇之實力遺產」的「奧利哈剛 Orichalcum」被潘多拉給粉碎，導致海皇之力失控連「海皇鱗衣」自動穿上自己的身上，讓「海皇之實力遺產」不斷湧出毀滅性的海皇神力，最後被迪捷路犧牲自己以「冰之棺」給冰封包圍著共同沉睡於亞特蘭提斯時似乎有恢復部分的意志。
瑟拉斐娜（Seraphina），小行星838的名字，於1916年9月24日由馬克斯・沃夫所發現。

### 海將軍（Sea Generals）
統領海鬥士的統帥，战衣是鳞衣，硬度和防御力匹敌青铜圣衣。实力较弱与青铜聖鬥士相当。而海将军共七人，战斗力都大于等于黄金聖鬥士，鳞衣材料由「奧利哈剛 Orichalcum」所炼制而成，硬度和防御力等于黄金圣衣。
海龍 尤尼提
- 身高：183 cm。體重：68 kg。血型：A 型。生日：6月18日。
- 武器：海龍珊瑚

布魯格勒德的統治者加路西亞的兒子，海皇 波塞頓 瑟拉斐娜的弟弟，使用「水」來作戰，可利用珊瑚修復自身損傷並控制對手的肉體和神經，和水瓶座 迪捷路是好友。
兩人在幼時曾立下約定要分別為以领主和聖鬥士的身份来守护和引导布魯格勒德。原本可以改變布魯格勒德來擺脫贫瘠 的情況來藉此幫助自己的姊姊瑟拉菲娜，卻因為瑟拉菲娜不幸因病早逝大受打擊，後來为了让姐姐复活讓自己的子民不再為冰天雪地困守以及改变布魯格勒德，借助海皇 波塞頓的力量并踏上成为海斗士海龙的道路，不但親手殺害來勸阻自己的父親更將自己與迪捷路的誓約給打破。
之後將自己的姐姐瑟拉菲娜的遺體封印在海底神殿后假借领路的名义帶領好友迪捷路與天蝎座 卡路狄亞 前往亞特蘭提斯，帶路中被天猛星 雙足飛龍 拉達曼迪斯從後偷襲，随后以操纵珊瑚來自愈並且在海底的神殿以海將軍 海龍的身份再次現身，更希望迪捷路以黃金聖衣來解除「雅典娜之封印」藉此炫耀著凝聚「海皇之實力遺產」的「奧利哈剛 Orichalcum」與迪捷路展開交戰。先用操緃「波賽頓神像」擋下迪捷路的攻擊，被迪捷路的「曙光女神之寬恕」給粉碎讓大量的冰落下來才提清醒過來，清醒之後告訴迪捷路有關自己的姐姐瑟拉斐娜早已逝世的事情然後承認自己的過錯。但由於潘多拉的魯莽行動打壞奧利哈剛導致海皇之力失控暴走，讓巨大的海嘯將亞特蘭蒂斯給破壞，迪捷路在危急時为了阻止瑟拉菲娜而牺牲自己冰封住亚特兰蒂斯將奧利哈剛的碎片交給尤尼提，尤尼提在天蠍座 卡路狄亚遺留的指甲的帮助下将奥利哈尔刚送达圣域交给女神 雅典娜 薩莎并得到她的宽恕與諒解。
神聖之柱 Holy Pillar
海龍最大奧義，產生多道龐大的漩渦水柱，威力足以把對手給捲碎。

## 其他諸神
司掌「時間」之神 柯羅諾斯
黃金外傳希歐編出場
掌管時間的神，亦是時刻之神 卡伊諾斯（天魁星 梅菲斯特 杳馬）的哥哥，具現過一隻手捏著永劫的時空。曾具現化過兩根手指捏著整個聖鬥士星矢世界觀，表現出弟弟卡伊諾斯（杳馬）在永劫的時間里四處徘徊的命運。
過去在聖戰未開始時因不明原因將弟弟卡伊諾斯給逐出天界，更在黃金外傳希歐編中發現某個平行宇宙的星矢因為某種原因沒有降臨，導致未來世界中的聖戰敗北，促使所有的聖鬥士、教皇和女神 雅典娜全部不是戰死就是被殺，就連陸地被冥王 黑帝斯給毀滅，因而利用自己的神力將未來世界中僅存的白羊座黃金聖鬥士白羊座 阿弗尼爾和少數生還的聖鬥士們帶到「LOST CANVAS」主宇宙時空的前聖戰時代，讓他們與祭壇座 白禮和巨蟹座 賽奇等眾聖鬥士們對抗冥王軍，並在白羊座穿越的同時將那個平行宇宙的時空全部回歸到一切未發生時，目的是要利用白羊座 希歐的能力來讓他看到未來得景象並且塑造成足以成為教皇讓未來世界就能避免走向毀滅。間接成平行宇宙的聖域中被天界視為眼中釘也是最強的弒神者的天馬座聖鬥士天馬座 星矢的降臨。
∗注：由於原作聖鬥士星矢中的設定——「大聖戰史及超神話」中，將原始神——時間之神 柯羅諾斯（Chronos）與泰坦神王 克羅諾斯（Kronos）混淆並融合，所以在「LOST CANVAS」系列作品中沒有提及柯羅諾斯為天帝之神 宙斯、海皇 波賽頓與冥王 黑帝斯之父。
黑龍神
天秤座 童虎的恩師，生活於廬山瀑布下的黑色巨龍，跟童虎相遇時已經是一千歲。
年輕的時候原本是人類，因為失去最深愛的戀人決定埋頭鑽研於拳腳來逃避痛苦，並且貫徹孤獨並與他人斷絕來往，由於失去重要的精神支柱連心靈都變得虛浮，就連自己被悲傷給侵蝕變成非人型態時完全失去人性，最後要求童虎以人類的身份度過他的人生不久化作亢龍飛上天空中失去蹤影。
造物主之神 恩基
番外編《耶人的奋斗》中出場，其本身有毒性的風，即使被殲滅身上的毒風會汙染整個陸地與水，曾與獅子座 伊利亞斯交手過讓他受到毒風的侵蝕下罹患肺病。
在神話時代中創造出人類與人類的文明，曾將人類視為阿達帕的後裔子孫卻對人類將會踏入歧途與重蹈覆轍感到很痛心，因此打算介入與糾正人類的錯誤。曾在古代神殿的遺跡派遣古代的兵器獸洪巴巴去阻擋剛成為黃金聖鬥士的獅子座 雷古魯斯與尚未成為聖鬥士的獨角獸座 耶人失敗後，並以斗篷人的模樣出現來問雷古魯斯是否要踏入戰局的問題，在現出表真身與透露出自己真實的想法後發揮出神力藉此糾正世界的歪曲，但在耶人與雷古魯斯說出他們的決心，並且將壓制住自己的圓盤放置壁畫上被封印起來。

## 布魯格勒德（Bluegrad ）
加路西亞
布魯格勒德統治者，海龍 尤尼提和瑟拉斐娜的父親。被成為海鬥士而墮落的尤尼提所殺。
尤尼提

瑟拉斐娜

## 愛爾蘭眾神軍
- 黃金外傳雷古魯斯編登場

自愛爾蘭神话的人們所信仰而且只存在於詩歌和口頭傳統中的神分別有光之神 魯格與深海巨人族弗莫爾之王 巴羅爾，魯格神的後裔的家族和聖域有厚重的交情，三年前當庫瓦赫借用「巴羅爾的之眼」企圖斷絕魯格神的後裔使聖域派遣獅子座 雷古魯斯出手保護魯格神的後裔珂娜。

### 魯格軍
光之神 魯格
- 黃金外傳雷古魯斯編登場

深海巨人族弗莫爾之王 巴羅爾 庫瓦赫的孫子，艾絲琳的獨生兒子，過去和巴羅爾一起只存在於詩歌和口頭傳統中的光之神，曾擊殺擁有「巴羅爾之眼」能力的祖父巴羅爾，柯娜的家族每個世代都會侍奉和崇拜他。
珂娜・魯格
- 身高：154 cm。體重：45 kg。血型：A 型。生日：4月9日。
- 黃金外傳雷古魯斯編登場

光之神 魯格的後裔、莫里亞斯的獨生女兒、深海巨人族弗莫爾之王 巴羅爾 庫瓦赫的姪女亦是費里尼斯的徒弟，是個有點男孩子氣，但是性格良善的女孩。
三年前在母親去世後，為了學習禮節與規矩被父親莫里亞斯送到母親的好友人（養母）家中學習禮法與魔術，由師傅費里尼斯的指導，從自家中的僕人口中得知父親出事急忙趕回家中一度受到師傅費里尼斯的勸阻，和師傅遭到被賦予「巴羅爾之眼」之力的德魯依侍衛的攻擊，所幸被獅子座 雷古魯斯給出手搭救，將他視為光之神派來的使者。面對父親被叔父庫瓦赫給殺害感到很悲憤，卻依然協助雷古魯斯幫他向自己的師傅費里尼斯出面辯護，跟巴羅爾解釋當時祂的女兒艾絲琳為何選擇離開祂的理由。當雷古魯斯秒殺依附巴羅爾身上的叔父不久看見父親的幻影后落下眼淚，事后與費里尼斯探望雙親的墳墓，依然相信雷古魯斯即時不在自己的身旁，卻依然相信他會永遠守護著自己。
費里尼思
- 身高：172 cm。體重：57 kg。血型：A 型。生日：11月24日。
- 武器：劍雷光御
- 黃金外傳雷古魯斯編登場

柯娜的師傅，雖然不擅長魔法，但是使用魔術與劍術相當強，
三年前奉莫里亞斯之命指導與保護他們的女兒柯娜，即使遭到德魯依侍衛的圍攻卻奮力反抗，被深海巨人族弗莫爾之王 巴羅爾 庫瓦赫賦予的「巴羅爾之眼」之力的德魯依侍衛的攻擊，所幸被獅子座 雷古魯斯出手搭救。當雷古魯斯與柯娜遇險時迅速救下他們並且指謫雷古魯斯的魯莽行徑，在雷古魯斯的要求下教導他如何操縱精靈之力，在巡邏時被庫瓦赫所派的妖精 報喪女妖 雪莉給重創陷入昏迷，所幸被雷古魯斯和柯娜給救下。事后與柯娜探望莫里亞斯夫婦的墳墓。
費里尼斯在愛爾蘭文學的愛爾蘭神话中為獵狗之意。
閃電雪橇
能在一瞬間斬開三個敵人的劍技。
閃光斬
劍雷光御中寄宿精靈的招數。

### 巴羅爾軍
庫瓦赫
- 身高：188 cm。體重：85 kg。血型：O 型。生日：5月20日。
- 黃金外傳雷古魯斯編登場

愛爾蘭的貴族，光之神 魯格的後裔莫里亞斯的好友亦是柯娜的叔父。
剛開始繼承巴羅爾的魔力「巴羅爾之眼」殺害好友莫里亞斯企圖行刺姪女柯娜藉此復活巴羅爾不成被獅子座 雷古魯斯給出手制止，之后用「巴羅爾之眼」的黑暗魔力「噬膚之永闇」吞噬雷古魯斯的「闪电光速拳」使他的聖衣的手腕部分變的暗淡無光。在攻擊柯娜和雷古魯斯時被費里尼斯給阻攔下用「巴羅爾之眼」創造出妖精 報喪女妖 雪莉來追殺他們，當報喪女妖被雷古魯斯給擊殺后再次出現與他教戰。雖然一度壓至雷古魯斯但在最後藉由自身天賦以及光之神魯格和精靈的幫助之下提升「雷霆電漿」所形成五束光的「轟擊五星」的雷古魯斯給秒殺。
妖精 報喪女妖 雪莉
- 身高：168 cm。重量：49 kg。血型：B 型。生日：2月27日。
- 黃金外傳雷古魯斯編登場

由繼承深海巨人族弗莫爾之王 巴羅爾魔力的庫瓦赫用「巴羅爾之眼」所創造的黑暗現象所創造的妖精，奉庫瓦赫之命行刺雷古魯斯與柯娜和費里尼斯，先是重創費里尼斯然後用「悲哀之雨」功擊柯娜和雷古魯斯一度讓他們給逼入絕境，最後被使用「直死之魔眼」用「雄獅巨鐮」的雷古魯斯斬斷自身繞行的黑暗精靈繞行之路後消失。
悲哀之雨 Lamentation Rain
報喪女妖最大奧義，用眼中滴下的黑暗之滴匯集起來，在手上方形成一個小球體並且拋出黑暗球體，黑暗球體被分成數道黑暗水滴高速攻擊與貫穿對手。
德魯依法師
- 黃金外傳雷古魯斯編登場

庫瓦赫的手下，為了復活巴羅爾付出自己的魔力，將巴羅爾不斷投胎轉世的靈魂成功召喚出來附身於庫瓦赫的身上，之后奉庫瓦赫之命試圖刺殺柯娜遭到柯娜的師傅費里尼斯的阻撓，用「巴羅爾之眼」困住柯娜與費里尼斯在次發動攻擊時被獅子座 雷古魯斯給出面用「閃電離子拳」給秒殺。

### 跟巴羅爾和魯格有血源關係的人
艾絲琳
- 黃金外傳雷古魯斯編登場

深海巨人族弗莫爾之王 巴羅爾的獨生女兒亦是光之神 魯格的母親，過去當父親巴羅爾打贏不少的敵人就很關心與擔憂父親的安危，可是在注意到父親只專注在戰場上然後忽略自己的感受因此感到很寂寞，最後跟一位外地的男子私奔沒多久生下魯格，促使他擊殺父親巴羅爾。當雷古魯斯藉由自身天賦以及光之神魯格和精靈的幫助之下提升「雷霆電漿」所形成五束光的「轟擊五星」秒殺依附於庫瓦赫身上的父親巴羅爾時以幻影出現。
深海巨人族 弗莫爾之王 巴羅爾
- 黃金外傳雷古魯斯編登場

巨人族弗莫爾之王，艾絲琳的父親，光之神 魯格的祖父，其眼的魔力「巴羅爾之眼」能夠引起風暴甚至連大海都能一瞬間變成火海。過去與魯格一起只存在於詩歌和口頭傳統中的神，曾用「巴羅爾之眼」的能力獲得不死之身擊倒不少的敵人，雖然很關心女兒艾絲琳，由於自己長期在戰場上讓艾絲琳深感寂寞並且跟一位外地的男子私奔並且育有孫子魯格。當自己被孫子魯格給擊殺後遺留下來的「巴羅爾之眼」由德魯伊法師將自己不斷投胎轉世的靈魂成功召喚出來寄宿在魯格的後裔莫里亞斯的好友亦是柯娜的叔父庫瓦赫的身上，打算抹煞掉與女兒艾瑟琳與跟光之神 魯格有關的人事物。在吸收莫利亞斯的血液後完全習慣古魯華赫的身軀，在跟前來保護珂娜・魯格的獅子座 雷古魯斯展開戰鬥中用「噬膚之永闇」兩度逼他入絕境，在最後藉由自身天賦以及光之神魯格和精靈的幫助之下提升「雷霆電漿」所形成五束光的「轟擊五星」的雷古魯斯給擊殺，消逝之際見到女兒艾絲琳的幻影。
噬膚之永闇 （赤裸黑暗） Darkness Nude
巴羅爾最大奧義，利用的「巴羅爾之眼」魔力開始覆蓋自己周圍的一切，消滅對手與所有生命、光和能量痕跡。
莫里亞斯
- 黃金外傳雷古魯斯編登場

光之神 魯格的後裔、柯娜的親生父親亦是庫瓦赫的好友，三年前在妻子去世後將女兒柯娜送到費裡尼斯的家中，當好友庫瓦赫藉以「巴羅爾之眼」之力試圖斷絕光之神 魯格一族的血脈，即時不敵的情況之下卻依然希望魯格神的使者會出面保護好女兒柯娜，彌留之際希望柯娜永遠會記得即使守護著的神話有大部分都早已喪失依然會相信精靈與諸神和魯格神永遠都會守護在她的身旁后命喪在庫瓦赫的手上，靈魂一直陪在柯娜身旁，當奉聖域之命前來支援的獅子座 雷古魯斯擊殺庫瓦赫后以幻影出現在柯娜與雷古魯斯的面前，十分感激與雷古魯斯的出手相救，告訴柯娜自己和妻子永遠會待在她的身旁。

## 宝石儿（Jewels）
水瓶座黄金聖鬥士迪捷路外传中出場的组织，一共有五個人，分别是红玉髓、玉髓、电气石、打火石、光之山。共同效忠于石榴石 女蛇龙 佳奈特，战斗衣是由附有女蛇龙之力的宝石做成的宝石衣，而且实力能夠打贏十八世纪的凡尔赛军队。原本盘踞在女蛇龙纹章公馆中协助佳奈特迫害生灵，其中三人都被水瓶座 迪捷路打败并且变成宝石。
石榴石 女蛇龙 佳奈特
- 身高：174 cm。體重：62 kg。血型：O 型。生日：7月4日。

宝石儿效忠的统领，原本是十五世纪欧洲大陆某国的王后，當丈夫罹患绝症去世、面對鄰國入侵、人民的暴動中被迫逃亡的情景下，因此对人类短暂的生命产生唏嘘，在机缘巧合之下發現女蛇龙的洞穴中获得石榴石寶石衣來掌握吸取他人生命的能力。藉此通过夺取他人生命存活两百年后，与同样拥有永恒生命、对生命的意义已感迷茫的前任水瓶座黄金聖鬥士水瓶座 克雷斯托相见後。向他表示想要通过石榴石的能力创造一个中止所有战争建立一個和平盛世的世界，得到克雷斯托的赞同與合作招揽红玉髓、玉髓、电气石、打火石，组建一支可以匹敌一支凡尔赛军队的强大战力“宝石儿”軍隊，之後在法兰西建立女蛇龙纹章公馆作为根据地，用美貌和充满魔力的歌声诱惑众生來壮大自己的势力，并通过吸食精气来维持长生。但终被圣域發覺這點的同时克雷斯托向圣域发出信件，想让爱徒迪捷路前来验证他们的行为是否正确。讓迪捷路中也领悟超越克雷斯托的冻气并成功解答出两人的疑惑，因此與克雷斯托安心地进入冰之棺一同逝去。
吸取生命
能力來源於石榴石，可以自由吸收其他人的生命力來讓自己長生不死。
魔力幻樂
歌聲中帶有女蛇龍的魔力，能讓聽到歌聲的人徹底沉醉甘受佳奈特的控制。唯有強大意志力的人都無法從歌聲中掙脫。
光之山
宝石儿的统领，司掌“乱反射”。真实身份是前任水瓶座黄金聖鬥士水瓶座 克雷斯托亦是水瓶座 迪捷路的師傅。
在外传剧情中遇到同样有着无尽生命的佳奈特，了解到佳奈特想要通过石榴石的能力和永恒的生命中止所有战争，创造一个和平盛世，对此表示赞同，投身于其麾下协助其发展壮大组织“宝石儿”。同时暗中写信给圣域，希望自己的爱徒能来解答自己此行此举是否正确。在女蛇龙纹章公馆的宴会上，困住瑟拉菲娜，引得迪捷路无奈之下出手，与之展开师徒对决。在对决中一直占据上风，有光之力融入的冻气将迪捷路稳稳压制并对其视觉造成了重创（迪捷路因此眼伤一直需要戴眼镜），并使用冰之盾反弹了迪捷路的最大奥义“曙光女神之寬恕”。随后被发出超越绝对零度的冻气破冰而出的迪捷路打敗。此时讲述自己引导迪捷路领悟超越绝对零度的冻气的真实意图，并对迪捷路此番关于时间和生命疑惑的解答表示满意，随后和佳奈特一并向迪捷路道谢，共同进入冰之棺中坦然离世。
冰之環 Kol'co
以冰環來涷住對手。　
鑽石星塵 Diamond Dust
如同雪花一樣的潔白涷氣把對手給凍住。
鑽石星塵・零光 Diamond Dust Ray
以光與冰之結晶産生出無數的亂反射，把對手一擊擊敗。
冻气炮 Freeze Cannon
以思念体所使出的招式，将冻气压缩到极限再爆炸性的释放出来，具有毁灭般的冲击力
冰之结晶環 Ring of Ice Crystals
从全身释放冰花覆盖大范围的空间，是用冰限制敌人行动的技术。
冰之棺 Freezing Coffin
把對手冰封，而且数百万年不融。
曙光女神之寬恕 Aurora Execution
產生七彩極光色的涷氣，對手會被冰封然後再粉碎落下。
冰之盾 Freezing Shield
水瓶座 克雷斯托的最大奧義，以冰盾抵擋對手的攻擊，能讓對手攻擊產生反作用。克雷斯托使出的「冰之盾」據說集合多名黃金聖鬥士之力都無法將其給擊碎掉。
打火石
- 身高：154 cm。體重：52 kg。生日：滿月之日。

宝石儿的一员，操纵“烈焰之拳”來作戰的战士。
率先登场对水瓶座 迪捷路展开伏击，被冻气击伤后挟持芙蘿瑞特作为威脅迪捷路的人质，后被迪捷路使用「冰之環」封印行动而彻底落败。
电光火石拳
融入岩浆之力的火焰拳法來攻擊對手。
电气石
- 身高：156 cm。體重：51 kg。生日：滿月之日。

宝石儿的一员，操纵“电气”來作戰。
在迪捷路被克雷斯托用“冰之结晶环”困住时，与玉髓一起登场中断迪捷路与克雷斯托的战斗。使出“炫目电击”攻击迪捷路却被對方化解自己的招式，随后被迪捷路用恩师的招式“钻石星塵・零光”打败。
炫目电击
释放超高压的雷电束粉碎对手。
玉髓
- 身高：156 cm。體重：48 kg。生日：滿月之日。

宝石儿的一员，操纵“幻象”來作戰。平時不愛活動。
配合电气石一同攻击迪捷路，制造出幻象短來困住迪捷路，使电气石有机会使出“炫目电击”，但最终被迪捷路使用“钻石星塵・零光”配合漫反射击败，制作的幻象也被一并粉碎。
噩梦幻象
制造出的恐怖幻象，让己方战士能在其中化身千千万万，达到恐吓威压对手的目的。
红玉髓
- 身高：157 cm。體重：52 kg。生日：滿月之日。

宝石儿的一员，司掌“裂肉之血”來作戰。
所施展的攻击似乎带有切割效果。一直在寝宫侍奉佳奈特，被佳奈特吸取生命来要脅瑟拉菲娜。

## 巨人族
- 黃金外傳阿魯迪巴編登場

大地之母 蓋亞所創造的種族，過去由巨人族之王 提豐率領下跟宙斯所率領諸神展開爭奪陸地的戰爭也就是「巨人之戰」，卻很畏懼神話時代中被代達羅斯所造的巨人青銅人偶，直至敗給宙斯等諸神候被封印起來，期中一位巨人族也是提風的兄弟 巨聲鳴音者 恩克拉多斯在戰敗被封印在往西西里島的埃特纳火山的地底深處。
巨聲鳴音者 恩克拉多斯
- 黃金外傳阿魯迪巴編登場

提風的兄弟，大地之母 蓋亞的孩子之一，過去為了征服陸地跟宙斯所率領諸神的展開大戰，結果在戰敗被封印在往西西里島的埃特纳火山的地底深處。
聖戰開始的八年前企圖脫離封印毀滅世界，卻被金牛座黃金聖鬥士金牛座 哈斯加特和擁有「宙斯之血」青銅人偶畢宿五的阻撓下失敗。先是用「巨人之吼」抵銷畢宿五的「神血新星」然後用「神血咆哮 」一度壓至哈斯加特和畢宿五，卻因為畢宿五流出的「宙斯之血」散發出的雷霆鎖鍊受到束縛住，更被畢宿五給壓制與阿爾迪巴朗用「泰坦新星」再次封印在地底深處，但只是身軀被封印住，聖戰結束的六年后靠著自己的意念與窃取的毕宿五心脏，憑藉助自動人偶的殘骸及宙斯之血化為實體再度甦醒。一度令哈斯加特的弟子金牛座 泰尼歐處於劣勢，最终被繼承哈斯加特的遺志的泰尼歐給貫穿自己的心脏與身軀而被封印起來。
巨人之吼 Giant Loud
利用強大的聲音創造出強大的衝擊波使對手被生撥給碾壓，其聲波可以將大地迅速崩裂，也可以抬起並移動上面的岩石和物體製作成強大的山崩來攻擊對手。
神血咆哮 Ichor Loud
恩克拉多斯最大奧義，用由自動人偶的殘骸和擁有宙斯之血的公牛心臟組成的臨時身體以強大的力量發射出巨大的聲波來攻擊對手。
巨人族之王 提豐
- 黃金外傳阿魯迪巴編登場

恩克拉多斯的兄弟，大地之母 蓋亞的孩子之一，巨人族之王兼希臘諸神的敵人。
過去在神化時代中被譽為最兇惡的怪物。曾率領巨人族曾與以宙斯所率領諸神展開爭奪陸地的戰爭，卻很畏懼神話時代中被代達羅斯所造的巨人青銅人偶，直至敗給宙斯等諸神候被封印起來。

## 阿瑞斯軍（Ares ）
由五百年前狂戰之神 阿瑞斯所率領最勇猛又殘暴的軍隊，當時在戰爭中因為阿瑞斯的狂鬥士四軍團的猛攻，導致雅典娜軍的青銅、白銀、黃金聖鬥士力戰下處於劣勢，但在雅典娜允許天秤座聖鬥士使用武器的條件下，促使聖鬥士們扭轉戰局瞬間擊潰狂鬥士四軍團，後來戰敗的阿瑞斯逃到冥界，而戰敗之際被俘虜的狂鬥士則在「亡靈競技場」受到斬首處分。

### 狂鬥士（Berserkers ）
黃金外傳德弗特洛斯編中由狂戰之神 阿瑞斯的狂鬥士分為炎、火、恐怖、災難的四大突擊軍團。他們身披據能與黃金聖衣媲美的狂戰衣又被稱為極盡破壞與殺戮的狂鬥士（Berserker），儘管在大戰中跟雅典娜軍展開戰爭中處於優勢，卻因為雅典娜允許聖鬥士使用武器中而敗北，戰敗被捕獲的狂鬥士在「亡靈競技場」被斬首，即使被斬首也變的兇暴到而被雅典娜給封印於「亡靈競技場」。
戰斧之骨 科加洛
- 身高：196 cm。體重：105 kg。血型：A 型。生日：6月15日。
- 黃金外傳德弗特洛斯編登場

艾瑪的兄長，狂鬥士炎之突擊部隊成員。是個為了弟弟艾瑪不惜打破規則的人，也是被稱為最兇惡的血與骨兄弟之一。
過去跟弟弟艾瑪受到迫害被帶入鬥技場內展開生存戰，在弟弟艾瑪要被處刑時救下他並且殲滅不少的刽子手，因此被狂戰之神 阿瑞斯給看重成為狂鬥士，但在五百年前時雅典娜與阿瑞斯之戰中被俘虜與斬首。
聖戰開始前兩年半因為被雙子座 阿斯普洛斯解除封印而復活卻被他的「幻胧魔皇拳」給操縱，性格變得殘暴連弟弟都打算殺害他，最後以弟弟由自己手刃下的清醒過來，跟穿上雙子座聖衣的雙子座 德弗特洛斯互相釋放最大奧義然後倒下。
食肉熔岩 Predatory Lava
可以使用火焰般的小宇宙環繞，其招式接觸地面時變成火焰旋風變成一片狂暴的熔岩海將敵人給淹沒。
拳刃之血 艾瑪
- 身高：178 cm。體重：77 kg。血型：B 型。生日：3月22日。
- 黃金外傳德弗特洛斯編登場

科加洛的弟弟，狂鬥士炎之突擊部隊成員。擁有在黃金聖鬥士中也不多見的強大小宇宙，生前由於經歷過多次交鋒因此身上佈滿不少的傷痕，也是被稱為最兇惡的血與骨兄弟之一。
過去跟哥哥科加洛受到迫害被帶入鬥技場內展開生存戰，在自己要被處刑時被哥哥科加洛所救並且殲滅不少的刽子手，因此被狂戰之神 阿瑞斯給看重成為狂鬥士，但在五百年前時雅典娜與阿瑞斯之戰中被俘虜與斬首。
聖戰開始前兩年半因為被雙子座 阿斯普洛斯解除封印而復活，一度用威力能熔化擁有無限接近絕對零度凍氣的水瓶座 笛捷爾造出的冰盾，之後被雙子座 德弗特洛斯打敗后遭到復活過來卻被雙子座 阿斯普洛斯的幻胧魔皇拳給洗腦的哥哥科加洛的攻擊，最後為了讓哥哥科加洛清醒過來將自己給斬首。
火葬暴風 Cremation Storm
利用小宇宙創造出火焰旋風，燒毀路徑上的任何東西，可以圍繞著使用者的物器攻擊對手。即使對手躲過攻擊仍然會受到火焰的影響收到傷害。

## 獸鬥士（Jaguars）
- 黃金外傳卡爾迪亞編登場

位於墨西哥的美洲原住民所組成的戰士，穿著黑矅石戰衣，效忠於美洲虎神特茲卡波利波卡與羽蛇神奎茲爾科亞特爾產生對立，自古以來美洲虎神和羽蛇神在宇宙中監視著人類的發展，美洲虎神斷定人類走上歧途時並引導他們走上毀滅之路，而羽蛇神則是守護新世界的開創飛向星際的同時創造出龐大的生命之力。
太阳神官 美洲虎神 维斯塔
- 身高：208 cm。體重：119 kg。血型：O 型。生日：11月22日。

- 黃金外傳卡爾迪亞編登場

獸鬥士的首領，企圖讓卡尔贝拉成為創造出新世界的伴侶，命令獸鬥士劫走羽蛇神祭司一族的後裔卡尔贝拉被天蠍座 卡爾迪亞給打斷后決定親自出馬，將卡爾迪亞的心臟打入黑曜石之牙成為“活印祭”的祭品奉獻給美洲虎神，命令約納爾迪巴茲特利 剥皮者 纳瓦洛皮里剝下卡爾迪亞的皮，藉由卡爾迪亞和尚未覺醒為女神 雅典娜的紗夏成為活祭品，更是在祭祀之日操縱卡尔贝拉，將趕來救出紗夏的卡爾迪亞一度壓制，還對保護紗夏的纳瓦洛皮里處刑藉此激怒卡爾迪亞，然後用特茲卡波利波卡的黑矅石衣的力量壓制住卡爾迪亞成為毀滅之神企圖毀掉陸地，卻對卡尔贝拉用眼淚來反抗感到震驚，隨後被卡爾迪亞使出絕技「深紅毒針 絕焰 心宿二」給貫穿，最后承受不住炎熱之下燃烧自己的身軀時用藉以自爆来毀滅神殿，卻被覺醒自身為女神雅典娜用雅典娜之力的紗夏給壓制住而自爆消失。
特茲卡波利波卡從公元八世紀受到美洲原住民的崇拜的至高之神更是魔法與巫術之神，又被稱為冒煙的鏡子的擁有者，擁有許多的別名，在阿茲特克神話中成為第一個太陽時代的統指之神，卻被羽蛇神奎茲爾科亞特爾給推翻還被祂給變成一隻美洲豹，之後誘使奎茲爾科亞特爾邁向墮落之道，促使祂帶來統治政權的垮台。自此與奎茲爾科亞特爾產生對立的狀態。
剥皮者 約納爾迪巴茲特利  纳瓦洛皮里
- 身高：176 cm。體重：61 kg。血型：B 型。生日：6月9日。

- 黃金外傳卡爾迪亞編登場

獸鬥士成員之一，由於完全感受不到溫熱度總事剝取別人的毛皮來取暖，奉太阳神官 美洲虎神特茲卡波利波卡 维斯塔之命剝下天蠍座 卡爾迪亞的毛皮來取暖，剛開始一度壓制卡爾迪亞，卻反被拿出真正實力的卡爾迪亞用「深紅毒針」給擊倒，後來被自己所捉卻尚未覺醒為女神 雅典娜的紗夏懇求卡爾迪亞所打動，並犧牲自己以保護紗夏不讓她被维斯塔所殺。
約納爾迪巴茲特利是阿茲特克神話中的邪神特茲卡波利波卡的化身之一的冥界惡魔，在深夜中將惡寒用聲音來傳播，使聽見聲音的人患病，或是讓看見自己的樣貌的人被抽去靈魂。
纳瓦洛皮里在阿茲特克神話中的特茲卡波利波卡的別名，意思為高貴的魔法師。
羽蛇神 卡尔贝拉
- 身高：169 cm。體重：57 kg。血型：B 型。生日：2月11日。

- 黃金外傳卡爾迪亞編登場

墨西哥某家小酒館的女老闆。擁有男子氣概的個性，家族的先祖至已故的父親是羽蛇神的祭司，會用男性氣概的口氣來招待拜訪餐館的客人。
剛開始一度用男性氣概的口氣來告誡天蠍座 卡爾迪亞別對尚未覺醒為女神 雅典娜的紗夏造成為難，當自己險被獸鬥士給劫走被卡爾迪亞所救卻讓自己的酒管被毀損感到很生氣，要求卡爾迪亞到外頭巡邏時安撫感到很不安的紗夏，面對卡爾迪亞被太阳神官 美洲虎神特茲卡波利波卡 维斯塔用黑曜石之牙打入心臟成為“活印祭”的祭品奉獻給美洲虎神感到很擔心，當紗夏被約納爾迪巴茲特利 剥皮者纳瓦洛皮里給捉走后，為了救回紗夏與卡爾迪亞因此下定決定成為维斯塔的伴侶，使卡爾迪亞不得不在自己的心臟即將被插入黑曜石牙時趕來救援，即時被维斯塔所操縱面對他用美洲虎神毀掉陸地時用眼淚作為對峙，當维斯塔承受不住卡爾迪亞的「深紅毒針 絕焰 心宿二」燃烧自己的身軀時用自己的最后一击来破坏神殿時。目睹紗夏覺醒自身為女神雅典娜用雅典娜之力來制止维斯塔的自爆，最終感受到卡爾迪亞的炙熱的動態想起自己的祖先的使命後化身羽蛇神的姿態救活卡爾迪亞並且取出他身上的黑曜石之牙，事後重新開張酒館的同時很期待卡爾迪亞與紗夏他們會再次來訪自己的酒館。
羽蛇神奎茲爾科亞特爾是會將富足與太平贈給人民的善神，在夜神時代之後成為阿茲特克人民的統治之神。

## 雕道士 （Taonias）
- 黃金外傳童虎編登場

守護著中國大陸和俗世與幽玄的夾縫之中、入口每年都會改變一次的仙境的戰士，所穿着的戰鬥衣是能將雕道士的氣化為實體的防具，也是從人化為仙的墨衣，墨衣的性能與外形皆為中國神話中的神仙、妖怪、神獸、聖獸、植物和鳥類等等。
雕道士在仙境學習些森羅萬象之理，他們的武術越到更高的境界就越能讓自然之氣充滿體內，讓自己的內在之姿浮現在身體表面，因此無論是萌芽的樹木，河川，清澈的空氣都是雕道士的力量來源。雕道士將自然之氣充滿體內並提升至極，將自己的內在的姿態表現在身體表面是通往最強雕道士的也即是從人化為仙。原本雕道士侍奉仙境的守護者為白龍神，但是在發生白澤 飛眼的叛變後引發中國大陸的眾多異狀令前任雕道士的成員天秤座 童虎出面制止飛眼所引發的的騷亂。
流星
- 黃金外傳童虎編登場

雕道士的成員，容貌跟天秤座 童虎的弟子天馬座 天馬相似，聖戰的十二年後奉白澤 飛眼之命率領部隊行刺聖戰的生還者童虎，被童虎的「廬山龍飛翔」給打倒，之後因為攻擊失敗而被驅逐出仙境，部隊也被九尾狐 灰給處決後和童虎前往仙境制止飛眼卻被飛眼的妹妹麻雀 牡丹給壓制而受傷，加上跟童虎被白澤的攻擊陷入困境，當白龍神被釋放出來後跟童虎道謝後消失，讓童虎得知自己的真實身分是白龍神的力量中一小部分的產物。
九尾狐 灰
- 身高：188 cm。體重：91 kg。血型：B 型。生日：7月26日。
- 黃金外傳童虎編登場

雕道士的成員亦是天秤座 童虎同期修行的同門師兄將他是為競爭對手，跟在白龍神的弟子中競爭十二名的有影響力的人物。但實際上並不是真心想要保護大陸而來到仙境的，只是想要超越常人的力量。紋身是一隻野狐，經過長年的修練後從仙狐化為空狐到最終修煉成九尾狐。
聖戰的十二年後奉白澤 飛眼之命行刺行刺聖戰的生還者童虎，當流星失利後出面處決流星的部隊，加上童虎的猛虎紋身產生強烈的自卑感決定要推翻他，用「孤蒼火焰」來壓制童虎展現出自己不願屈服於別人也要追尋強大的力量，最後被穿上天秤座黃金聖衣的童虎用「廬山昇龍霸」打敗還被他給粉碎自己的身軀。
孤蒼火焰
用巨大的火焰所形成的狐炎來攻擊對手。
麻雀 牡丹
- 身高：169 cm。體重：52 kg。血型：O 型。生日：3月20日 。
- 黃金外傳童虎編登場

白澤 飛眼的妹妹，亦是天秤座 童虎的同門師妹，性格開朗、無憂無慮、謙遜的少女，總是膩着哥哥，為了達到哥哥的誇獎要做什麼都在所不惜，能夠通過麻雀群的脖子上的鈴鐺進行交流，並將麻雀給擬人化向對手展開攻擊。
從年少時和哥哥飛眼所居住村莊被洪水給淹沒，所幸被白龍救下後與哥哥飛眼一起居住在仙境。聖戰的十二年後當九尾狐 灰被童虎打敗之後決定出面展開戰鬥，剛開始用技法「破壊小囀」來壓制流星和童虎，卻反被童虎給看穿自己的招式還被他一掌給壓制在地，當哥哥飛眼被童虎徹底打敗打算要自我了結時勸說哥哥飛眼，最後決定悔改得到師傅白龍神的諒解並且和哥哥飛眼離開仙境。
破壊小囀
用流轉的音波來壓制對手，使對手受到極大的傷害。
白澤 飛眼
- 身高：181 cm。體重：57 kg。血型：O 型。生日：1月24日。

- 黃金外傳童虎編登場

雕道士的首領兼麻雀 牡丹的哥哥，亦是天秤座 童虎的同門師兄，眼睛能觀視萬物，能視見森羅萬象中知曉一切，操縱著雷電和龍捲風等自然力量。
從年少時和妹妹牡丹所居住村莊被洪水給淹沒，所幸被白龍救下後與妹妹牡丹居住在仙境。之後敏銳地覺察到自然的美麗與公平，發現自己以前居住的村莊是因為人類的自私自利而毀滅，因此封印師傅白龍神奪取祂的力量，下定決定要矯正世界將大陸與仙境沉入幽冥成為天地之間的帝王，聖戰的十二年後派遣流星和九尾狐 灰去行刺聖戰的生還者童虎，當童虎連續擊敗灰與牡丹後決定出面壓制流星和童虎，最後被童虎的「廬山百龍霸」徹底打敗打算要自我了結時被童虎與牡丹的勸說之下，最後決定悔改得到師傅白龍神的諒解並且和妹妹牡丹離開仙境。
白龍神
- 黃金外傳童虎編登場

守護中國大陸與仙境的的一千年的龍神兼雕道士的守護者，亦是天秤座 童虎、九尾狐 灰、麻雀 牡丹與白澤 飛眼的師傅，曾經救下年少時居住村莊被洪水給淹沒的飛眼與牡丹，卻因為白澤的背叛力量被奪走而石化，但在自己以前的徒弟童虎出面制止飛眼後被釋放出來後，告訴童虎有關流星是自己的力量中一小部分的產物之後要求他返回人間繼續守護陸地。

## 其他和外傳角色
雅嘉莎
- 聲優：阿澄佳奈
- 身高：150 cm。體重：44 kg。血型：B 型。生日：9月12日。

住在「羅德里奧村」之村莊的少女，曾在某次要送鮮花給教皇的途中為了躲雨被雙魚座 雅柏菲卡給撞見，看到雅柏菲卡將他的斗篷交給自己來避雨便悄然離去，從此對雅柏菲卡有著很深的情義很想對他說聲道謝。面對雅柏菲卡為了守護好村莊而壯烈犧牲後感到很悲痛受到白羊座 希歐的安撫。黃金外傳阿爾迪巴朗編中在聖戰結束後的六年負責安排藥材與瑟琳莎一起運送物資替恩人阿爾巴菲卡的墓碑中掃墓。
亞特拉
- 聲優：熊井統子／台：劉凱寧
- 身高：147 cm。體重：43 kg。血型：AB 型。生日：4月4日。

嘉米爾族的成員。天鶴座 尤茲莉哈的師弟，看上去年紀很輕也跟二百四十三後的白羊座 穆長得非常相像。作為嘉米爾的使者被長老白禮派到聖域，代替白禮傳遞「冥鬥士是不死的」以及「天馬座 天馬的復活是扭轉聖戰趨勢的關鍵」等信息。貌似與白羊座 希歐卻從未謀面。擁有在嘉米爾一族中最強的瞬間轉移能力，能僅一次就把準備出發最終決戰而聚集在聖域的少數黃金、眾多白銀、青銅聖鬥士及聖鬥士的士兵傳送到黑帝斯城的外面周圍。
黑帝斯城一戰後當傳說中的帆船「希望之船」復甦後用轉移能力將雅典娜 紗夏帶到天馬與冥王 黑帝斯 亞倫的面前，在星之魔宮接受紗夏的委託在「LOST CANVAS」崩潰之際進行過大規模瞬間傳送將倖存聖鬥士（尤茲莉哈與獨角獸座 耶人）送往安全之地但也因此失去超能力。之後與讓葉和耶人回到嘉米爾高原重新過普通人的生活。
念動力 Psychokinesis
以意念瞬間移動物體或人，速度可以達到光速，亦可以自身瞬移以躲過對手的光速攻擊。
安娜、瑪麗亞、卡羅
- 聲優：菊地佑美、清水理沙、下屋則子

與天馬、亞倫和紗夏在同個意大利孤兒院裡長大的孤兒。卻被不知覺醒為冥王 黑帝斯的亞倫給親手奪取生命，更是被天究星 納蘇 維羅妮卡來操作來對付天馬，最後被天馬所引渡對他成為聖鬥士感到高興下化為塵埃逝去。
此外，目前還不清楚上述安娜是否與同一人，但外傳《傀儡與王》中，出現在為天貴星 葛利芬 米諾斯靡下的黑衣仕女。
美貞、久（ミジョン、ジウ）
中島博、棟方真梨子
OVA動畫原創人物。獨角獸座 耶人的兩個姊姊，美貞是耶人的長姊擁有預言的能力，她在罹患重病中預言冥王 黑帝斯將會在聖戰中甦醒，使耶人不得不背她前往醫生所在的城鎮，但是城鎮已經被冥鬥士給摧毀，她和弟弟耶人遇險時被天蠍座黃金聖鬥士天蠍座 卡爾迪亞所救。之後從妹妹久的口中得知弟弟耶人送自己回家後就跟著卡爾迪亞成為聖鬥士。
翠
- 身高：155 cm。體重：40 kg。血型：A 型。生日：8月25日。

天暴星 貝努鳥 輝火的弟弟，因為皮膚患有疾病所以無法看見陽光。唯一的心願是能夠在走在阳光下生活，因為不想看到哥哥辉火為了自己抱著受傷的姿態，在无法忍受之下決定從牆面上跳下自盡，臨終前非常希望哥哥辉火能夠代替他自由的活下去。卻導致哥哥辉火辉火憎恨太阳的主因，在阿思密達外傳篇中以處女座 阿思密達在地獄的火焰中顯現的幻影出現。
畢宿五
- 身高：450 cm。體重：1500 kg。血型：「宙斯之血」。生日：5月17日。
- 黃金外傳阿魯迪巴編登場

由代達羅斯所造的巨人，由「宙斯之血」流淌在公牛的心臟之上創造的青銅人偶，過去曾奉宙斯之命守護祂的戀人歐羅芭與她的三個孩子。當歐羅芭不再世上後就照顧與保護許多被遺棄在克里特島中的地下迷宮中的孤兒。由於由於年代久遠身軀變的生鏽卡緊並逐漸耗損，體內的宙斯之血已經不受控制會從心臟迸發出神之雷。
聖戰開始八年前為了保護克里特島上的孩子們跟前來拜訪、需要借用自己的力量阻止試圖從封印中脫逃的巨人族巨聲鳴音者 恩克拉多斯的金牛座黃金聖鬥士金牛座 哈斯加特展開交戰，但在看見哈斯加特用行動方式保護克里特島上的孩子們而受打動，答應他去封印恩克拉多斯。面對自己的招式對復活過來不久的巨人族巨聲鳴音者 恩克拉多斯根本毫無招架之力。最后封住恩克拉多斯的行動要求阿爾迪巴朗將自己與恩克拉多斯的身軀給封印在地底深處，在哈斯加特成功封住恩克拉多斯成功之后再次出現在他的面前，便將克里特島上的孩子們交託給哈斯加特后回到歐羅芭一家的身旁。
畢宿五在拉丁文中的意思是“牛的心臟” 。
神血新星 Ichor Nova。
畢宿五的最大奧義，可以使自己得身軀變成紅色。並且用手重擊地面時創造出一個巨大裂縫使對手從場上掉落地底深處，其招式比哈斯加特的「泰坦新星」威力強大。
歐羅芭
- 黃金外傳阿魯迪巴編登場

宙斯的戀人亦是畢宿五守護的對象，在神話時代中住在克里特島上照顧自己和宙斯所育有的三個孩子。將效忠宙斯的青銅人偶畢宿五當作家人般的看待。曾被白羊座 希歐提過她是歐洲最初的人類。
邁亞
- 黃金外傳阿爾迪巴朗編中出場

由賽琳莎所收養的孤兒之一，聖戰結束的六年協助賽琳莎和雅嘉莎送藥材給需要的人們的路上遇上山崩時被賽琳莎的朋友兼金牛座黃金聖鬥士金牛座 泰尼歐給救下。
昊
- 身高：178 cm。體重：77 kg。血型：A 型。生日：10月5日。
- 黃金外傳童虎篇番外篇登場

天秤座 童虎的好友，聖戰十二年後帶著女兒依林來到五老峰來照顧童虎。向他稟告人間發生災難的事情。
依林
- 身高：150 cm。體重：42 kg。血型：A 型。生日：9月7日。
- 黃金外傳童虎篇番外篇登場

11歲。昊的女兒。對在聖戰中倖存的天秤座 童虎感到很敬畏也跟父親照顧他。疑似是春麗的祖先。
烏露絲拉・瓦爾登
- 身高：168 cm。體重：52 kg。血型：O 型。生日：12月17日。
- 黃金外傳阿斯普洛斯編登場

克麗絲・瓦爾登的姊姊，擁有極大的貪婪與慾望之心，當妹妹克麗絲繼承伯父家的遗产之一的天損星冥衣後，與冥鬥士天壽星 吸血鬼 埃爾哈特合作親手殺害自己的父親甚至迫害與脅迫妹妹克麗絲，卻被双子座黄金聖鬥士雙子座 阿斯普洛斯所阻撓，更是從埃爾哈特的口中得知自己沒有被魔星給選中來繼承天損星冥衣，只能藉以對克麗絲的忌妒等負面情緒用來作為促進天損星冥衣覺醒的祭品。事後在阿斯普洛斯擊殺埃爾哈特、克麗絲決心不再當冥鬥士決定封印冥衣的力量下，為自己親手弒父的罪行感到懊悔不已。
蒂亞妮絲
- 黃金外傳希緒弗斯編登場

希緒弗斯在年少時期的好友。曾在暗黑聖鬥士叛變期間所引發的火災中被希緒弗斯給救下，當建築崩塌時被希緒弗斯的兄長獅子座 伊利亞斯所救。
阿爾柯絲
- 身高：161 cm。體重：51 kg。血型：O 型。生日：9月16日。
- 黃金外傳希緒弗斯編登場

傳達的預言的德尔斐神殿的皮媞亞巫女。伊利亞斯的妻子，獅子座 雷古鲁斯的母亲。
在懷著雷古鲁斯時已经预知自己和丈夫伊利亚斯时日无多，于是交给伊利亚斯一枚引入自己的力量、能够缓解他病症的石片。
希緒弗斯外傳中，由於能將靈魂與自然融為一體並且聽到自然界的一切事物，因此也被稱為“自然與眾神的代言人”，出現在試圖求取神諭的希緒弗斯面前給他進行試煉，以幻覺的形式體現他的內心深處來宣布神諭。曾跟伊利亞斯考驗處女座 阿思密達與希緒弗斯的能力。
此外在黃金外傳阿斯普洛斯編除了阿爾柯絲以外的皮媞亞巫女因為向雙子座 阿斯普洛斯預言他會身着双子座冥衣的自己和身着双子座黄金圣衣的弟弟雙子座 德弗特洛斯展開交戰，因此被阿斯普洛斯所殺連遺體被他給扔進「異次元空間」。
阿辛摩
- 身高：181 cm。體重：68 kg。血型：AB 型。生日：6月6日。
- 黃金外傳阿思密達編登場

在處女座 阿思密達在苦行林展開修練時遇見一位因為與母親生活困苦，先是從遺體盜取錢財到佛像中剝去金箔被捉至懲處的盜賊，聖戰開始的十一年前曾打斷不過阿釋密達的冥想，直至死後來到地獄受罰，儘管是個普通人卻在地獄也能保持自我，因為有小宇宙的緣故受到地魁星 阿吒婆拘的蠱惑对自己過世的母亲的执念而坠入魔道與他合體，但還是脫離「灵魂护盾」的曼陀罗為阿思密達的擋下阿吒婆拘的功擊。表示比起阿吒婆拘的“永恒生命”虚幻承诺更相信阿思密達的真理，當阿思密達打倒阿吒婆拘由於使出打开轮回之轮讓众魂得以進入轮回之轮重新投胎，離開前告訴阿思密達他會再次投胎成自己的母親的孩子。
阿辛摩名字意思為不害，做為毀佛者的稱呼。
喬加
- 身高：157 cm。體重：47  kg。血型：AB 型。生日：4月6日。
- 黃金外傳馬尼戈特編登場

化名為“傑克”與朋友畢格羅和斐吉在威尼斯靠扒手謀生的孤兒少女。脖子上掛著一個吊墜（實際上是用來監視並封印暗黑聖鬥士與暗黑聖衣的面具的碎片），總是帶著一隻名叫童童的猴子。擁有感受微觀世界和靈魂的能力。，扒竊技術高超，每次偷到的錢都多到滿出來。隱瞞自己是女性的身分。
真實身分為死亡皇后島的封印神聖面具的一族成員，出生時因為家人被巨暗黑獵犬座 尤德給屠害，母親拚死將在襁褓中的自己搭上小船離開故鄉，之後輾轉來到威尼斯成為孤兒扒手團的成員，為了求生到處搜刮錢財。在威尼斯慶典活動中偷走巨蟹座黃金聖鬥士巨蟹座 馬尼戈特的錢包後不慎被捲入暗黑聖鬥士的戰鬥，更遭受暗黑聖鬥士的追殺之際才發現自己的真實身分是死亡皇后島的封印神聖面具的家族的倖存者。利用神聖面具淨化自己家族的仇人尤德，事情結束後將面具交給巨蟹座 馬尼戈特和雙魚座 阿爾巴菲卡後再度盜走馬尼戈特的錢包然後表示會用自己的錢財來拿回面具。
畢格羅、斐吉
- 黃金外傳馬尼戈特編登場

孤兒扒手團成員之一，和喬加是好友。畢格羅是個身材矮小的男孩，經常因為偷不到東西而遭到盧馬卡的懲罰使喬加出面幫自己解圍。
盧馬卡
- 黃金外傳馬尼戈特編登場

暗黑聖鬥士的手下，扒手團的頭目，總是壓榨與欺凌在威尼斯街頭流浪孤兒的男子，在畢格羅繳納錢不夠時欺壓他不放還要下殺手時對喬加的介入感到很生氣，在正要處刑喬加與畢格羅時被巨蟹座黃金聖鬥士巨蟹座 馬尼戈特的阻撓與使用「積屍氣冥界波」給「處刑」的瞬間讓自己的靈魂被拉出來，在尚未回答馬尼戈特有關暗黑聖鬥士的總部時被暗黑聖鬥士的首領暗黑祭壇座 亞維德以「積屍氣鬼蒼焰」給處決。
峰
- 身高：168 cm。體重：51 kg。血型：A 型。生日：2月2日。
- 黃金外傳艾爾熙德編登場，山羊座 艾爾熙德和斐鲁萨的青梅竹马。

年少時與艾爾熙德與斐魯薩一起修煉有着青梅竹馬的情誼。曾在修习地发生大火時在腳踝扭傷的情況下要求艾尔熙德丟下自己逃，卻被艾尔熙德藉以不會棄於自己不顧的理由拒絕，所幸被斐鲁萨前所搭相救逃出险境，原本作为研磨师让灵魂寄宿于刀中完成圣剑，但是由于罹患肺病日渐消瘦对于自己即将离开人世、不能再与艾尔熙德一道修炼感到很遗憾，然後希望艾尔熙德能成为真正的圣剑後病逝。讓斐鲁萨大受打擊還被夢神 福柏託耳的力量讓自己復活過來，當艾爾熙德來到陽炎城負責調查夢神的行跡的同時參加比武大會時再次出現他的面前後展示妖劍 斬櫻鬼的力量，當福柏託耳在斐鲁萨被艾爾熙德擊倒後出現並席捲在競技場還讓艾爾熙德陷入苦戰，之後以亡靈的姿態鼓舞艾爾熙德讓他爆發小宇宙用聖劍擊殺福柏託耳，最後跟艾爾熙德道別後升天消失。
黑色戰慄 斐鲁萨
- 身高：192 cm。體重：102 kg。血型：O 型。生日：8月14日。
- 黃金外傳艾爾熙德編登場，山羊座 艾爾熙德和峰的青梅竹马。

年少時與艾爾熙德與峰一起修煉有着青梅竹馬的情誼。曾在修习地发生大火時出面救下艾尔熙德與峰用手刀將着火的樹木一棵棵砍斷逃離險境，但因手受到嚴重燒傷無法以聖鬥士身分戰鬥的情況，只好尋找代替聖鬥士的道路並且祈禱艾爾熙德與峰完成他們的願望，面對峰罹患肺病離世大受打擊，因此解開夢神 福柏託耳的封印創造出陽炎城製造出劍術競技場的同時復活峯的靈魂卻引來聖域的注意。當艾爾熙德來到陽炎城負責調查夢神的行跡的同時參加比武大會時再次出現他的面前，吸收眾人熱力以及擁有神之力壓制艾爾熙德，之後更是掏出融入峯的靈魂的斬櫻鬼並且隔着黃金聖衣將艾爾熙德擊成重傷。但最後被脫下黃金聖衣的艾爾熙德給擊倒，在福柏託耳被艾爾熙德給擊殺讓陽炎城消失後，最後跟艾爾熙德道別後踏上贖罪之路。
鬼旋風 謝里哥
- 黃金外傳艾爾熙德編登場

由夢神 福柏託耳的封印創造出陽炎城製造出劍術競技場的參加者，比武大會預賽中山羊座 艾爾熙德的對手之一，以鐵球擊敗不少的對手結果被艾爾斯特給斬殺。
拉蓋烏的父親
- 黃金外傳艾爾熙德編登場，船尾座 拉蓋烏的父親

一位年邁的鑄劍鐵匠，經常對兒子拉蓋烏總是打造出一砍就斷的劍感到很頭疼，當山羊座 艾爾熙德前往陽炎城的劍術競技場參加比武大會時，忠告艾爾熙德要成為一把韌劍（東洋刀刃的一種跟又硬與尖銳，容易磨損的脆劍不同點在於鋒利之餘不易缺壞）。
佩夫科
- 身高：146 cm。體重：42 kg。血型：B 型。生日：3月9日。
- 黃金外傳阿爾巴菲卡編登場

居住在藥師之島的少年，天立星 樹妖 魯格的弟子，經常因為製作藥草而弄得渾身泥巴。對師傅魯格相當很信任。
出生時被親生父母給遺棄在草药中被魯格給扶養成人，因此從他那裏學習草药的知識，然而因為自己罹患重病瀕死之際讓師傅魯格受到死神 達拿都斯的勸誘下成為冥鬥士負責製造冥鬥士的雜兵與仕女作為救活自己的條件，在發現師傅鲁克以药师的身份对前来求助的病人使用“冥界之花”的铃兰使病人成为冥鬥士的雜兵與仕女的異狀后逃出药师岛。兩年前遭到冥鬥士的雜兵的攻擊被雙魚座 阿爾巴菲卡所救，兩年後又再次跟阿爾巴菲卡相遇告訴他藥師之島的事請求協助，當阿爾巴菲卡遭到師傅魯格的攻擊挺身阻擋，讓阿爾巴菲卡回想起自己的師傅兼師父魯格的兄長雙魚座 鲁格尼斯生前跟他说过“我會永远都在你身边”的话時体悟身为黄金聖鬥士聖鬥士的责任後突破迷惘用“深红荆棘”将師傅魯格擊殺。事後得知自己使師傅魯格會成為冥鬥士時感到很自責卻受到師傅魯格的安慰，事件後與阿爾巴菲卡挥别，並且下定決心繼承师父的遗志留在藥師之島做為醫師。
芙蘿瑞特
- 水瓶座黃金聖鬥士笛捷爾外傳中出場
- 身高：155 cm。體重：48 kg。血型：O 型。生日：5月31日。

一位在女蛇龍紋章公館工作的年輕女僕，名字源自螢石，因為總是笨手笨腳受到別人的責罵。
實際上到公館工作的前五年是為了找尋身為冒險作家下落不明的父親，在為參加宴會的賓客送上飲品時不慎撞到法國的貴族捷特還弄髒他的禮服，險受捷特的辱罵與欺壓時被水瓶座 笛捷爾給出手解圍。於是向笛捷爾協助陪同找出父親的下落，為了報答笛捷爾的相救要求陪同找出自己的父親當作條件帶領他到公館地下的密室。直至發現父親早已被佳奈特吸取性命給關在寶石中感到很悲痛，但後來受到笛捷爾的安慰。事後決定完成父親的遺志寫完他未完成的小說，並將父親的遺物眼鏡送給眼睛凍傷的笛捷爾。
芙蘿瑞特的名字源自螢石。
芙蘿瑞特的父親
- 水瓶座黃金聖鬥士笛捷爾外傳中出場

一位寫出冒險小說的作家，芙蘿瑞特的父親，戴著眼鏡，五年前在寫小說一半受到石榴石 女蛇龍 佳奈特的歌聲引誘下失去蹤影，讓女兒芙蘿瑞特感到很擔心於是進入女蛇龍紋章公館擔任女僕打聽自己的下落，後來讓女兒芙蘿瑞特發現自己被佳奈特吸取自己的性命而被封印在寶石之中。
捷特
- 水瓶座黃金聖鬥士笛捷爾外傳中出場

一位受到寵壞、個性傲慢的法國鄰國侯爵的年輕兒子。總是對僕人非常很不屑也對打獵更加有興趣，從來不把地位比自己低的人當作人來看待。
剛開始因為芙蘿瑞特為來客送上飲品時不慎撞到自己的時候弄髒自己的禮服，因此在辱罵與欺壓芙蘿瑞特時被笛捷爾用冰之環給凍住後被帶到外頭去。
捷特的名字源自煤玉。
芙萊優
- 水瓶座黃金聖鬥士笛捷爾外傳中出場

不自請來召集僱傭兵的年輕寡婦，由於自己的丈夫受到石榴石 女蛇龍 佳奈特的美色給引誘還向她贈送許多的寶石，卻面對無法達成的戀情和將財產散卻一空的情況下自盡，為了替丈夫報仇用僅存的財產招兵買馬拿槍抵達公館打算手刃佳奈特藉此追隨亡夫，但在被佳奈特的寶石兒軍隊給擊倒只能由瑟拉斐娜給帶離公館，後來被給捉住被囚禁於地牢直至被水瓶座 笛捷爾和芙蘿瑞特給救出來。

## 外部連結
- （日語）聖闘士星矢THE LOST CANVAS 冥王神話オフィシャルサイト
  - （日語）RADIO小宇宙通信
- （日語）聖闘士星矢THE LOST CANVAS 冥王神話NEWS BLOG （页面存档备份，存于）
- （日語）VAP - 聖闘士星矢THE LOST CANVAS 冥王神話 （页面存档备份，存于）
- （日語）ZAKZAK アニメ☆聲優特別インタビュー＆潛入取材！ ！
- （中文）聖鬥士星矢体生成器